# Ottobrunn
Ottobrunn ist eine Gemeinde und ein Ort mit ungefähr 23.000 Einwohnern. Die Gemeinde liegt im oberbayerischen Landkreis München südöstlich der Landeshauptstadt München.

## Geographie

### Lage
Die Gemeinde liegt im südöstlichen Umland von München. Der kürzeste Abstand zur Münchner Stadtgrenze beträgt rund 535 Meter. Von der Ottobrunner Ortsmitte zum Marienplatz in München sind es in der Luftlinie zehneinhalb Kilometer. Die Entfernung zu den Nachbargemeinden beträgt von Ortsmitte zu Ortsmitte 2,4 (Neubiberg) bis 5,4 (Taufkirchen) Straßenkilometer.
Bis zum Münchner Hauptbahnhof sind es auf der Straße knapp 15 Kilometer und zum Flughafen München 56 Kilometer.
Die nächstgelegenen Wälder – der Höhenkirchener Forst, der Perlacher Forst, der Hofoldinger Forst und der Grünwalder Forst – befinden sich allesamt in einem Umkreis von höchstens zehn Kilometern. Unter den Naherholungsgebieten Oberbayerns sind der Starnberger See und der Tegernsee keine 40, der Schliersee knapp 45 und das Skigebiet am Brauneck bei Lenggries nicht ganz 55 Straßenkilometer von Ottobrunn entfernt.

### Gemeindegebiet
Die Gemeinde erstreckt sich über eine Fläche von 5,23 Quadratkilometern (1. Januar 2014). Das ist das kleinste Gemeindegebiet im Landkreis München. Die größte Ausdehnung beträgt von Nord nach Süd rund 2,8 Kilometer, von Ost nach West rund 3,9 Kilometer.
Der Verlauf der nördlichen, östlichen und südlichen Gemeindegrenze entspricht im Wesentlichen der Grenze zwischen der Gemarkung Unterhaching und den Nachbargemarkungen Unterbiberg, Putzbrunn, Hohenbrunn und Taufkirchen aus der Zeit um 1800. Der Verlauf der westlichen Gemeindegrenze geht weitgehend auf den Trennungsbeschluss zwischen Unterhaching und Ottobrunn vom 16. Oktober 1953 zurück.
85,6 Prozent des Gemeindegebiets sind Siedlungs- oder Verkehrsfläche (31. Dezember 2013). Das ist der mit Abstand höchste Wert unter den 29 Kommunen des Landkreises (Durchschnitt: 19,5 Prozent). Davon entfallen auf Wohnflächen 45,3 Prozent (Landkreis: 6,0 Prozent), auf Verkehrsflächen 15,9 Prozent (Landkreis: 5,8 Prozent), auf Gewerbe- oder Industrieflächen 7,5 Prozent (Landkreis: 1,3 Prozent) und auf den Friedhof 1,9 Prozent (Landkreis: 0,1 Prozent).
Mit 3972 Einwohnern pro Quadratkilometer liegt Ottobrunn an zweiter Stelle der am dichtesten besiedelten Gemeinden Deutschlands (31. Dezember 2018). In Anbetracht der nahezu vollständigen Bebauung sieht sich die Gemeinde nicht mehr in der Lage, neue Baugebiete auszuweisen.
Der größte Wald ist der Bahnhofswald, den sich Ottobrunn mit Neubiberg teilt. Größere landwirtschaftliche Flächen finden sich innerhalb des Gemeindegebietes nur noch ganz im Südwesten rund um das Eisstadion und umfassen kaum 10 Hektar.

### Nachbargemeinden

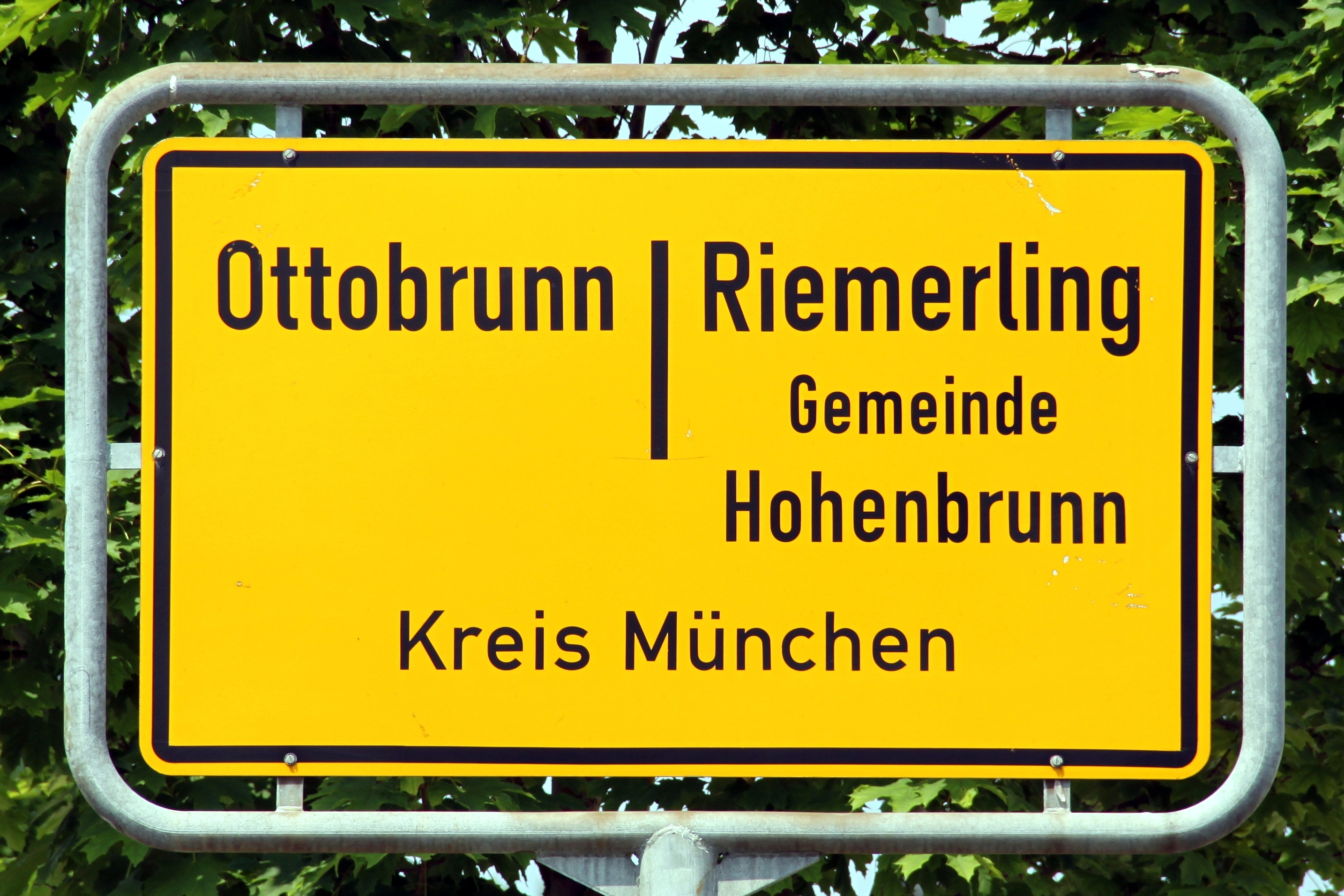
Enge Nachbarschaft (Rosenheimer Landstraße)

Ottobrunn grenzt im Norden an die Gemeinde Neubiberg, im Osten an den Ortsteil Waldkolonie der Gemeinde Putzbrunn, im Südosten an den Ortsteil Riemerling der Gemeinde Hohenbrunn, im Südwesten an die Gemeinde Taufkirchen und im Westen an die Gemeinde Unterhaching.
Die Postleitzahl 85521 (bis 30. Juni 1993: 8012) teilt Ottobrunn mit Riemerling. Die Flurstücke auf dem Gemeindegebiet Ottobrunns zählen trotz der Ausgemeindung Ottobrunns im Jahr 1955 weiterhin zur Gemarkung Unterhaching.
Bis auf den Westen sowie Abschnitte im Nordwesten, Südwesten und Osten verläuft die Grenze Ottobrunns zu seinen Nachbargemeinden durch überwiegend dichte Bebauung. So ist die Zugehörigkeit mancher Anwesen zu ihrer Gemeinde nicht immer klar erkennbar.
Komplex sind auch die Verhältnisse im Technologie- und Innovationspark (TIP). Er reicht etwa 250 Meter in das Gemeindegebiet von Ottobrunn und rund 1,1 Kilometer in das Gemeindegebiet von Taufkirchen. Dennoch führen manche dort ansässige Unternehmen – auch jene, die auf Taufkirchener Flur liegen und daher umfassend in die Zuständigkeit dieser Gemeinde fallen – in der Postanschrift ihres Standorts die Angabe „85521 Ottobrunn“.

### Topographie

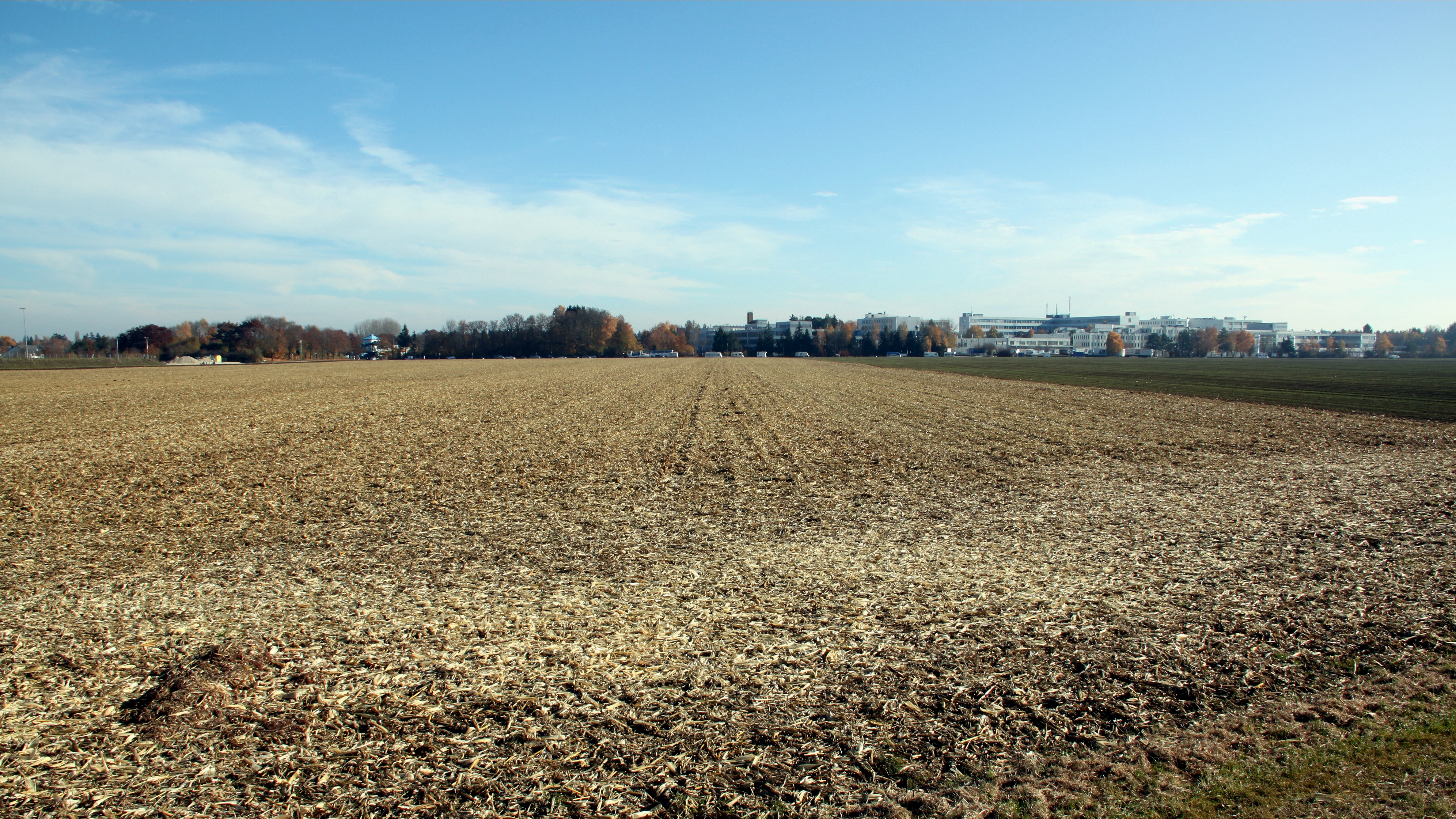
Blick von der Münchner Schotterebene auf den Südwesten der Gemeinde

Die amtliche Meereshöhe Ottobrunns beträgt 555 m ü. NHN, gemessen am Turm der Kirche St. Otto (Friedenstraße 17). Das Rathaus befindet sich auf einer Meereshöhe von 557 m ü. NHN.
Bedingt durch die Lage der Gemeinde auf der Münchner Schotterebene sowie das Fehlen von Flüssen und Bächen weist die natürliche Bodenoberfläche Ottobrunns keine nennenswerten natürlichen Erhebungen oder Vertiefungen auf. Entsprechend dem Gefälle der Schotterebene liegt der äußerste Süden des Gemeindegebiets 18 Meter höher als der äußerste Norden, der äußerste Westen dagegen nur knapp sechs Meter höher als der äußerste Osten.
Der tiefste Punkt Ottobrunns mit 546 m ü. NHN befindet sich im Nordwesten des Gemeindegebiets auf der sogenannten westlichen Ortsumgehung (Staatsstraße 2078) an der Grenze zu Neubiberg kurz vor der Unterführung des Landschaftsparks Hachinger Tal.
Im Westen des Ortes, wo die Staatsstraße 2078 die Grenze zu Unterhaching quert (nahe der Einmündung der Daimlerstraße), beträgt die Höhe 554 m ü. NHN. Im Osten, wo die Ottostraße die Grenze zu Putzbrunn quert, ist das Gelände 560 Meter hoch. Im Süden, wo die Rosenheimer Landstraße die Grenze zu Taufkirchen quert, beträgt die 564 m ü. NHN. Der höchste Punkt Ottobrunns mit 565 m ü. NHN ist der Gipfel des sogenannten Bölkowbergs, eines im Jahr 1971 künstlich aufgeschütteten Rodelhügels unmittelbar südlich des Schwimmbads am Haidgraben.

### Geologie

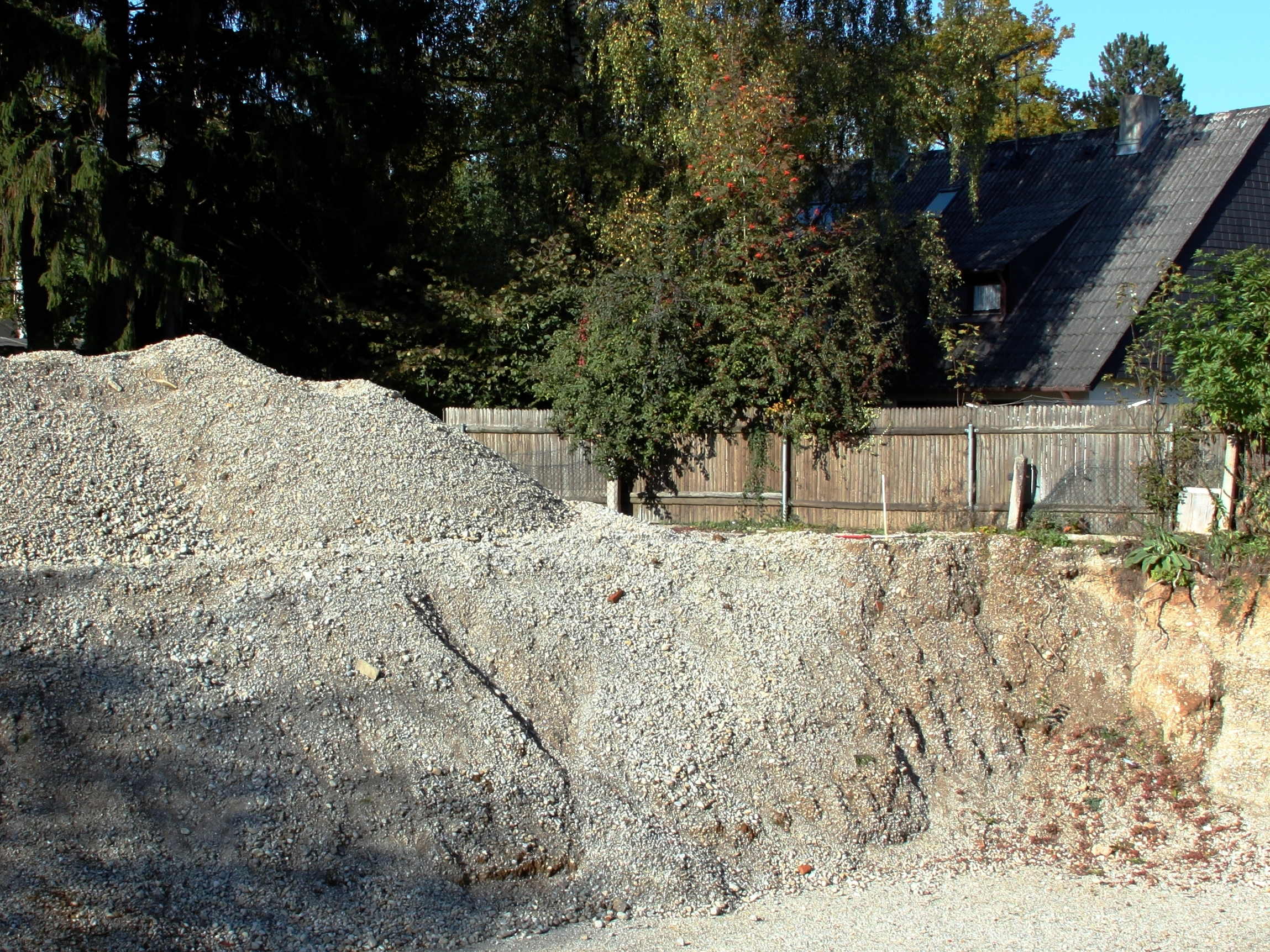
Blick auf die Schotterschicht unterhalb Ottobrunns (Uhlandstraße)

Ottobrunn liegt im Südteil der Münchner Schotterebene. Dort ist die Kiesschicht sehr mächtig und porös, weshalb das Grundwasser erst in einer Tiefe von etwa 15 Metern unter Gelände anzutreffen ist und das Gemeindegebiet keine natürlichen Oberflächengewässer besitzt.
Der Ort besitzt hervorragende natürliche Voraussetzungen für eine Wärmegewinnung und Stromerzeugung aus tiefer Geothermie. Der Grund dafür sind ergiebige Heißwasservorkommen von 130 °C in drei Kilometern Tiefe. Ende der 1990er Jahre gab es seitens der Ottobrunner Gemeindeverwaltung großes Interesse an der Nutzung dieser hydrothermalen Energievorräte. Allerdings konnten diese Planungen nicht verwirklicht werden. Mittlerweile hat das Bergamt Südbayern alle für Bohrungen infrage kommenden Rechtstitel auf Grundbesitz („Claims“) vergeben, so dass in Ottobrunn keine Bohrmöglichkeiten mehr bestehen.

### Klima

#### Allgemeines

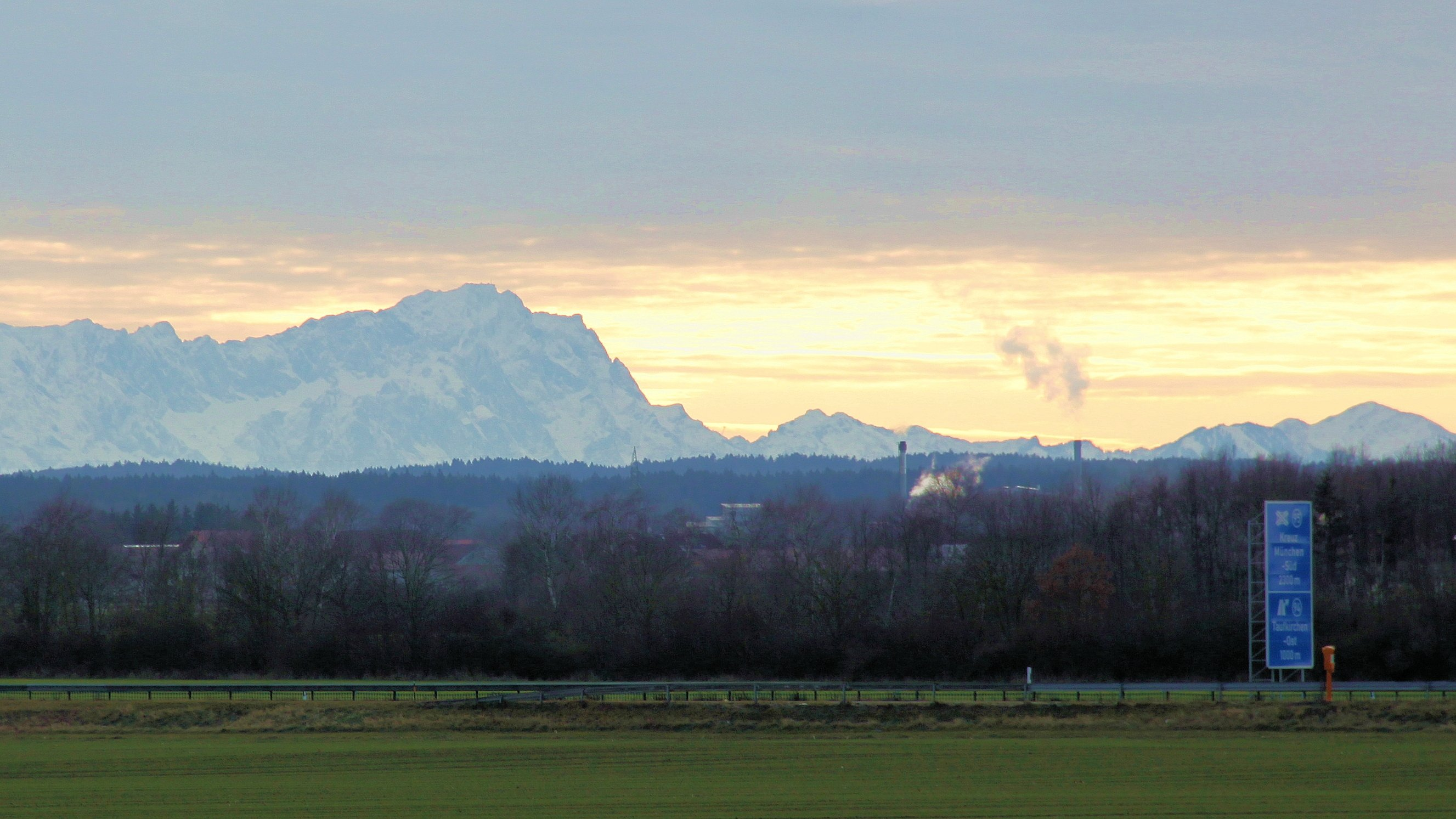
Föhnblick zur Zugspitze (Karl-Mager-Weg)

Das Klima entspricht den Verhältnissen im Landkreis München insgesamt. Diese werden vorwiegend durch maritimen Einfluss bestimmt, der eine wechselhafte Witterung mit Niederschlägen bedingt. Bei Hochdruckwetterlagen gibt es auch kontinentalen Einfluss. Dieser macht sich im Sommer meist durch Wärme, im Winter durch Kälte und allgemein durch Trockenheit bemerkbar.
Durch die Nähe der Alpen als Wetterbarriere ist das Niederschlags-Aufkommen für deutsche Verhältnisse relativ hoch. Es wird teils durch Stau feuchter Luft, teils durch ziemlich häufige Gewitter verursacht. Andererseits ist die Sonnenscheindauer im Vergleich zu vielen Gebieten Bayerns relativ hoch, da sich Hochnebel- und Nebellagen meistens auf die Flusstäler und Beckenlagen des nördlichen Oberbayern und Niederbayern beschränken. Aufgrund der Höhenlage ist die Temperatur für deutsche Verhältnisse insgesamt relativ niedrig.
Der Föhn bringt an der Vorderseite mancher Tiefdruckgebiete schönes Wetter. Damit verbunden ist eine gute Fernsicht, bei der auch die Bayerischen Alpen sehr deutlich zu sehen sind. Die in den Föhntälern Südbayerns wirksame trockene und warme Luft kommt allerdings nur ganz selten bis nach Ottobrunn.

#### Wetterwerte
Angaben über langfristige, durchschnittliche Wetterwerte sind nur als Anhaltspunkte zu verstehen, da der Deutsche Wetterdienst hier zu keinem Zeitpunkt eine Messstation betrieben hat. Derzeit befindet sich die nächstgelegene Station in Oberhaching-Laufzorn, zehn Kilometer südwestlich von Ottobrunn. Während der Normalperiode von 1961 bis 1990, für die langfristige Jahres- und Monatsmittelwerte ermittelt wurden, befanden sich die nächstgelegenen Messstationen in Hohenbrunn (Niederschlagsmenge), dreieinhalb Kilometer südöstlich von Ottobrunn, und am Flughafen München-Riem (Lufttemperatur, Sonnenscheindauer), acht Kilometer nordöstlich von Ottobrunn.
Demnach liegt die Lufttemperatur im Jahresmittel bei 7,8 °C. Die mittlere Höchsttemperatur herrscht im Monat Juli mit 23 °C, die mittlere Tiefsttemperatur im Monat Januar mit minus 5 °C.
Die mittlere Sonnenscheindauer beträgt 1709,1 Stunden pro Jahr. Die Zahl der täglichen Sonnenstunden schwankt zwischen durchschnittlich zwei (November bis Januar) und acht Stunden (Juli).
Die mittlere Niederschlagsmenge beträgt 1052,5 Millimeter pro Jahr. Die meisten Regentage gibt es mit jeweils 16 im Januar, Juni und Juli, die wenigsten im Oktober, wo an 12 Tagen Niederschlag fällt.
|                        | Jan  | Feb  | Mär  | Apr  | Mai   | Jun   | Jul   | Aug   | Sep  | Okt  | Nov  | Dez  |   |         |
| Mittl. Temperatur (°C) | −1,8 | −0,5 | 3,2  | 7,3  | 12,0  | 15,3  | 17,3  | 16,7  | 13,5 | 8,4  | 3,0  | −0,5 | ⌀ | 7,9     |
| Mittl. Tagesmax. (°C)  | 2    | 4    | 8    | 13   | 17    | 21    | 23    | 22    | 19   | 14   | 7    | 3    | ⌀ | 12,8    |
| Mittl. Tagesmin. (°C)  | −5   | −4   | −1   | 3    | 7     | 10    | 12    | 12    | 9    | 4    | 0    | −4   | ⌀ | 3,6     |
|                        |      |      |      |      |       |       |       |       |      |      |      |      |   |         |
| Niederschlag (mm)      | 61,0 | 57,8 | 62,7 | 85,5 | 109,9 | 138,6 | 126,8 | 124,6 | 88,3 | 58,8 | 70,5 | 68,0 | Σ | 1.052,5 |
|                        |      |      |      |      |       |       |       |       |      |      |      |      |   |         |
| Sonnenstunden (h/d)    | 2,0  | 3,0  | 4,1  | 5,2  | 6,4   | 7,0   | 7,6   | 6,9   | 5,8  | 4,1  | 2,3  | 1,6  | ⌀ | 4,7     |
|                        |      |      |      |      |       |       |       |       |      |      |      |      |   |         |
| Regentage (d)          | 16   | 15   | 13   | 14   | 15    | 16    | 16    | 15    | 13   | 12   | 14   | 14   | Σ | 173     |

| −5 |

| −4 |

| −1 |

| 3 |

| 7 |

| 10 |

| 12 |

| 12 |

| 9 |

| 4 |

| 0 |

| −4 |

| −5 |

| −4 |

| −1 |

| 3 |

| 7 |

| 10 |

| 12 |

| 12 |

| 9 |

| 4 |

| 0 |

| −4 |

| N i e d e r s c h l a g | 61,0 | 57,8 | 62,7 | 85,5 | 109,9 | 138,6 | 126,8 | 124,6 | 88,3 | 58,8 | 70,5 | 68,0 |
|                         | Jan  | Feb  | Mär  | Apr  | Mai   | Jun   | Jul   | Aug   | Sep  | Okt  | Nov  | Dez  |

### Natur
Folgendes Schutzgebiet berührt das Gemeindegebiet:
- Landschaftsschutzgebiet LSG Bahnhofswald im Gebiet der Gemeinden Neubiberg und Ottobrunn (LSG-00280.01). Der Bahnhofswald wird auch Amalienwald genannt.

## Geschichte
Die Anfänge als Siedlung datieren auf das Jahr 1902. Der Name Ottobrunn wurde 1913 geprägt und 1921 offiziell eingeführt. Bis zu ihrer Erhebung in den Rang einer Gemeinde (1955) war die Siedlung ein Ortsteil Unterhachings. Damit ist Ottobrunn unter den 29 Kommunen des Landkreises die einzige, die nach nur 53-jährigem Bestehen der ursprünglichen Siedlung die politische Selbstständigkeit als Gebietskörperschaft erlangt hat. Diese Entwicklung geschah ausschließlich durch organisches Wachstum, das heißt ohne Zusammenschluss mit anderen Siedlungen oder Gemeinden. Seit den 1960er Jahren zählt Ottobrunn zu den bevölkerungsreichsten Gemeinden des Landkreises.
Entscheidende Entwicklungsimpulse setzten die Luftfahrtforschungsanstalt München (LFM) (1940–1945) sowie der Zustrom an Ausgebombten, Flüchtlingen und Heimatvertriebenen (seit 1942 beziehungsweise 1945). Nach der Gründung der Bundesrepublik kamen die Übernahme des benachbarten Fliegerhorsts Neubiberg von der US-Luftwaffe durch die Bundeswehr (1958), die Ansiedlung der Bölkow-Entwicklungen KG (1958) – Keimzelle des weltbekannten Luft-, Raumfahrt- und Rüstungskonzerns Messerschmitt-Bölkow-Blohm (MBB) – sowie die Gründung der IABG (1961) als Schlüsselereignisse hinzu. MBB war maßgeblich dafür verantwortlich, dass Ottobrunn über Jahrzehnte als einer der führenden High-Tech-Standorte Europas galt.
Obwohl seit Mitte der 1990er Jahre zahlreiche Arbeitsplätze in und um Ottobrunn abgebaut und teilweise an andere Standorte verlagert wurden, überschritt der Ort im Jahr 2010 die Marke von 20.000 Einwohnern. Weil Ottobrunn zugleich die Gemeinde mit der kleinsten Gebietsfläche im Landkreis ist, weist der Ort die zweithöchste Einwohnerdichte unter den mehr als 11.000 Kommunen Deutschlands auf.
Charakteristische Bauwerke und Einrichtungen sind die Villa Waldschlößchen (1902), die Kirche St. Otto (1937), das Kultur- und Veranstaltungszentrum Wolf-Ferrari-Haus (1986), das Phönix-Bad (1999), das Einkaufszentrum Isar Center (1971) und der Büropark Ottobrunn (2001).

### 19. Jahrhundert

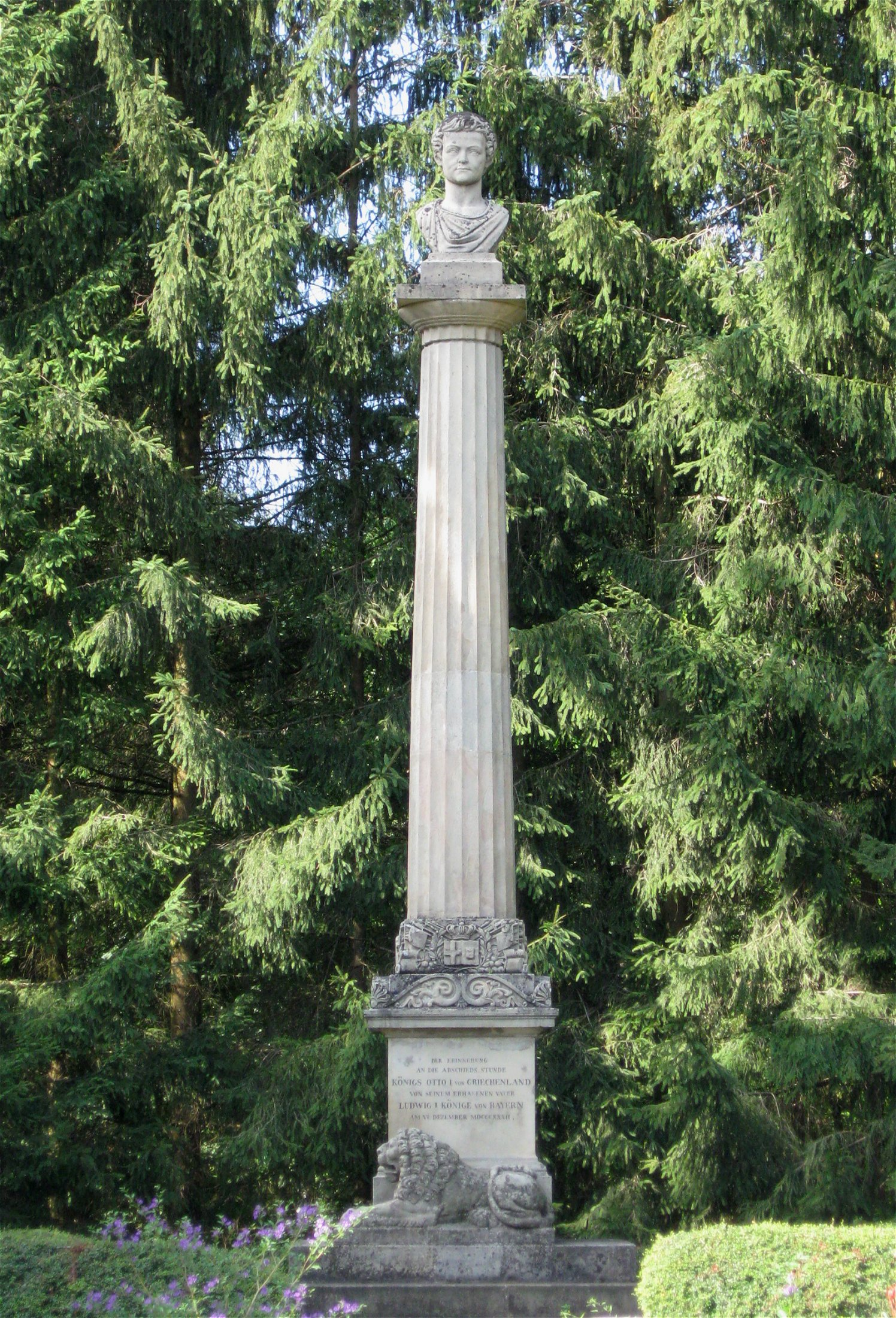
Ottosäule

Ursprünglich war das heutige Gemeindegebiet von Ottobrunn ein gemeindefreier Teil des Höhenkirchener Forstes. Erst um 1800 schlug der bayerische Staat das Territorium den Bauern von Unterhaching zu. Von Nordwesten nach Süden durchzog nur die Staatsstraße München – Rosenheim, die Rosenheimer Landstraße, das heutige Gemeindegebiet. Auf ihr reiste am 6. Dezember 1832 der spätere Namenspatron Ottobrunns, Prinz Otto von Wittelsbach, in sein künftiges Königreich Griechenland. Am Kilometerstein 12 nahm der 17-Jährige von seinem Vater Abschied und begab sich mit seinem Gefolge auf die Reise nach Nauplia, der damaligen Hauptstadt Griechenlands. Am 13. Februar 1834 wurde am Schauplatz des Geschehens eine dorische Steinsäule enthüllt, auf deren Kapitell eine Büste Ottos thront. Die Ottosäule ist heute das Wahrzeichen Ottobrunns und steht im Mittelpunkt des Gemeindewappens.
1890 entstand am nördlichen Eintritt der Rosenheimer Landstraße in den Höhenkirchener Forst (heute Ecke Alte Landstraße/Haidgraben) ein Milchviehhof („Schwaige“). Das Anwesen blieb jedoch alleinstehend und löste keine Besiedlung der Gegend aus.

### Frühes 20. Jahrhundert (bis 1933)
Anfang des 20. Jahrhunderts begannen naturliebende und stadtmüde Münchner, im Nordwesten des Höhenkirchener Forstes Parzellen zu erwerben, um darauf Wochenend-, Block- oder Landhäuser zu errichten. Aus diesen versprengten Siedlungskernen (Streusiedlung) bildeten sich mit der Zeit Waldkolonien, die ihrerseits zusammenwuchsen und schließlich in den Rang von Ortsteilen bestehender Gemeinden erhoben wurden.

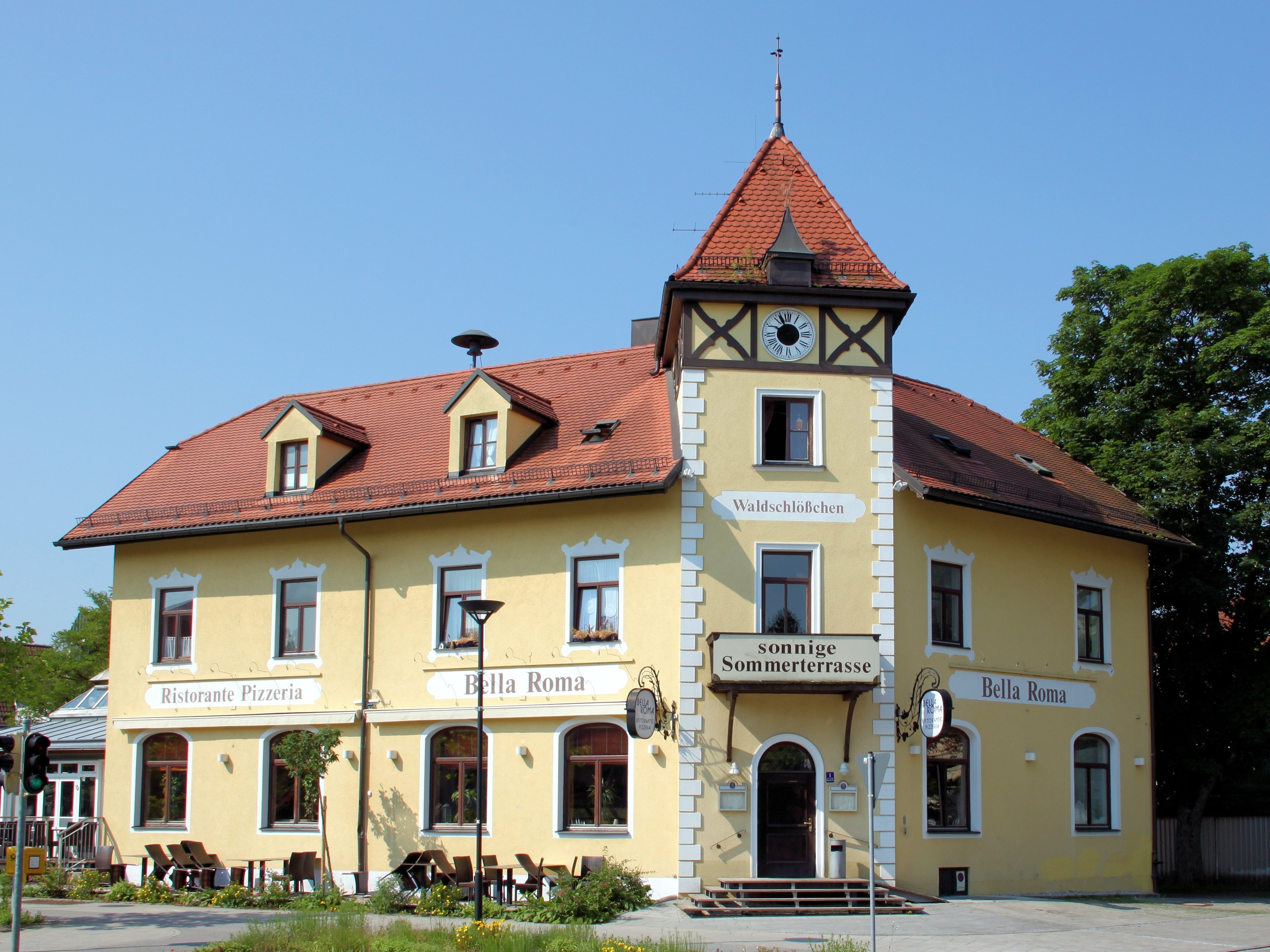
Waldschlößchen

Auf dem heutigen Ottobrunner Gemeindegebiet setzte die Besiedlung im Jahr 1902 ein. Der Münchner Clemens Schöps baute an der Rosenheimer Landstraße das Ausflugslokal Waldschlößchen, welches heute das älteste existierende Gebäude Ottobrunns ist; dies existiert noch heute als Gaststätte.
Zwischen 1902 und 1904 wurde die Eisenbahnlinie München-Ost–München-Giesing durch den Höhenkirchener Forst nach Aying verlängert. In der Folgezeit ließen sich immer mehr Münchner „Kolonisten“ in ihren Wochenendhäuschen im Grünen nieder. Auch den seinerzeit berühmten Komponisten Ermanno Wolf-Ferrari, nach dem 70 Jahre später das Ottobrunner Kulturzentrum benannt wurde, zog es 1915 in die Ruhe des Waldes.
So entstanden bis 1916 im Osten der Gemarkung Unterhaching mehrere Waldkolonien: die Parkkolonie Neubiberg (sic), die Kolonie Ottohain, die Otto-Kolonie sowie die Kolonie an der heutigen Spitzwegstraße. Die Schwaige lag abseits im Norden, desgleichen die Ottosäule im Süden.
Am 8. September 1913 schlug die königliche Regierungsfinanzkammer für die heranwachsende Siedlung den Namen Ottobrunn vor. Er verwies auf die in der Nähe des Siedlungsgebiets befindliche Säule zur Erinnerung an König Otto von Griechenland. Die Endung „-brunn“ wählte die Behörde in Analogie zu den historischen Namen der unmittelbar benachbarten Gemeinden Putzbrunn und Hohenbrunn. Am 31. Januar 1921 genehmigte das Staatsministerium des Innern diesen Namen.
Zwischen 1912 und 1926 wurde das Ottobrunner Siedlungsgebiet ans öffentliche Stromnetz angeschlossen. 1914 gründete man eine Freiwillige Kolonistenfeuerwehr. Im selben Jahr erhielt Ottobrunn auch sein erstes Wasserwerk. 1918 wurde im Wirtsgarten der Schwaige eine Gartenlaube, das sogenannte Salettl, als katholische Notkirche ausgestattet. 1920 errichtete man auf dem Gelände der heutigen Schule an der Friedenstraße die sogenannte Waldschule. 1922 wurde an der Eisenbahnlinie auf Höhe der heutigen Ottostraße der Haltepunkt Waldlust eingerichtet.

### „Drittes Reich“ (1933–1945)
Anfang der 1930er Jahre war der weitaus größte Teil des heutigen Ottobrunner Gemeindegebiets noch immer unbewohnter Wald. Im Südwesten bildete der Ranhazweg die südliche Siedlungsgrenze.
1933 zerstörten Nationalsozialisten das Denkmal für den ersten Reichspräsidenten der Weimarer Republik Friedrich Ebert am heutigen Friedrich-Ebert-Platz. Im selben Jahr wurde nordwestlich und westlich von Ottobrunn mit dem Bau des Flugplatzes München-Süd (ab 1935: Fliegerhorst Neubiberg) begonnen. Der von vielen Ottobrunnern erhoffte wirtschaftliche Aufschwung für die Siedlung durch den Flugplatz blieb allerdings aus. Auch wurde ihr Grundbesitz durch das Gedröhn der tief fliegenden Geschwader massiv entwertet.
1936 wurde am Ranhazweg das zweite Wasserwerk Ottobrunns gebaut. 1936–1937 entstand an der Friedenstraße die Pfarrkirche St. Otto. 1937 wurde neben der Waldschule ein festes Schulgebäude erbaut, das den Kern der heutigen Volksschule an der Friedenstraße (Schule I) bildete.

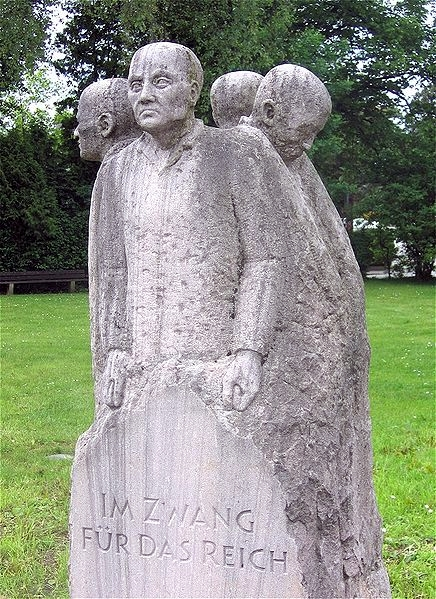
Denkmal (2001) zur Erinnerung an das KZ-Außenlager Ottobrunn

Mit Beginn des Zweiten Weltkrieges steigerte sich der Zuzug von München nach Ottobrunn erheblich. Wer dort ein Block- oder Sommerhaus besaß, versuchte die Großstadt zu meiden. Noch stärker wurde der Druck auf die Siedlung nach den ersten schweren Luftangriffen auf München im Jahr 1942. Die Wehrmacht stellte damals Baracken als Ausweichlager für ausgebombte, ins Umland evakuierte Münchner auf.
1940 begann der Flugzeughersteller Messerschmitt im Auftrag des Reichsluftfahrtministeriums mit dem Bau einer militärisch motivierten Großforschungseinrichtung, der Luftfahrtforschungsanstalt München e. V. (LFM). Das bis dahin unbewohnte Gelände erstreckte sich vom Südwesten des heutigen Ottobrunner Gemeindegebiets bis in den Norden der Gemeinde Brunnthal. Die LFM sollte neue Versuchsapparaturen für die Forschung erproben und betreiben. Im Norden des Geländes, auf heutiger Ottobrunner Flur, befand sich das Aerodynamische Institut mit Hochleistungs-Windkanälen.
Um dem Personalmangel beim Bau der LFM abzuhelfen, wurde 1944 ein Außenlager des Konzentrationslagers Dachau eingerichtet. 350 bis 600, zeitweise sogar 900 Gefangene mussten unter unmenschlichen Bedingungen Zwangsarbeit leisten. Dennoch blieb das Forschungsprojekt unvollendet.

### Von der Nachkriegszeit bis zur Ausgemeindung (1945–1955)
Unmittelbar nach dem Zweiten Weltkrieg stieg die Einwohnerzahl Ottobrunns durch den Zuzug von Flüchtlingen und Heimatvertriebenen sprunghaft an. 1947 beschloss der Gemeinderat Unterhaching einstimmig, Ottobrunn auszugemeinden. 1953 wurden die endgültige Selbständigmachung beschlossen. Am 1. April 1955 wurde Ottobrunn selbständig. Das Ottobrunner Gemeindegebiet bestand im Wesentlichen aus dem ursprünglich gemeindefreien Areal im Höhenkirchener Forst, das der bayerische Staat um 1800 der Unterhachinger Bauernschaft zugeschlagen hatte, sowie einem knapp 200 bis 600 Meter breiten Streifen westlich des Haidgrabens, der schon vor 1800 zur Gemarkung Unterhaching gehört hatte. Als Rathaus diente bis 1983 die ehemalige Villa von Ermanno Wolf-Ferrari.

### Erste Jahrzehnte als selbstständige Gemeinde (1955–1991)

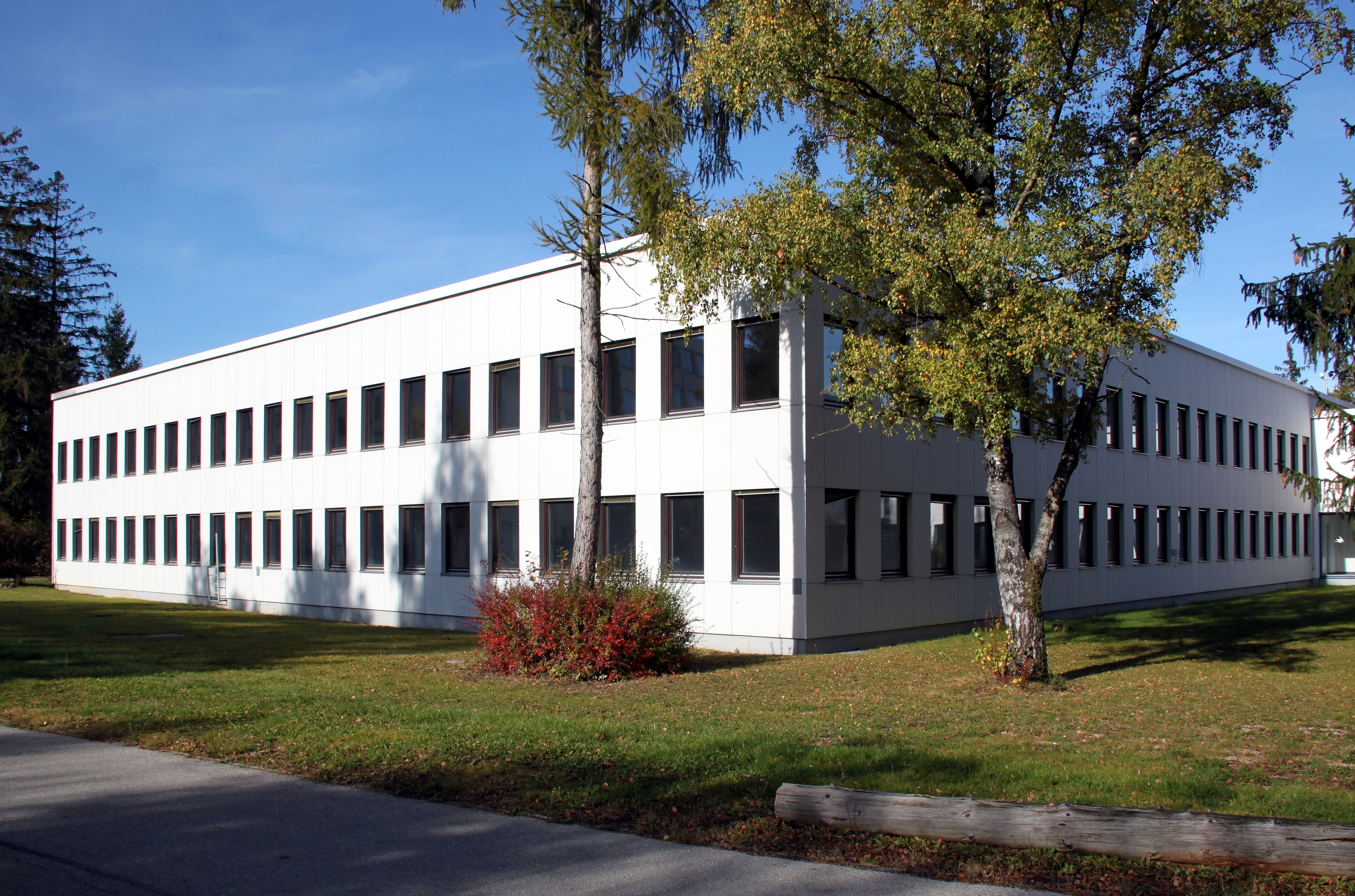
Ehemalige Zentrale von
Messerschmitt-Bölkow-Blohm (MBB)

1958 verlagerte der Luftfahrtpionier Ludwig Bölkow sein Unternehmen Bölkow-Entwicklungen KG mit 223 Mitarbeitern vom Flughafen Stuttgart auf das Gelände der ehemaligen LFM. In den folgenden Jahrzehnten wurde das LFM-Gelände zu einem Zentrum der Luft-, Raumfahrt- und Rüstungsindustrie ausgebaut, das im internationalen Vergleich nur wenig seinesgleichen hatte. Eigentumsverhältnisse, Unternehmensbezeichnungen und Rechtsformen wechselten häufig: Bölkow GmbH (ab 1965), Messerschmitt-Bölkow-Blohm GmbH (MBB; ab 1969), Deutsche Aerospace AG (DASA; ab 1989), Daimler-Benz Aerospace AG (Dasa; ab 1994), DaimlerChrysler Aerospace AG (Dasa; ab 1998), EADS Deutschland GmbH (seit 2000) und Airbus Defence and Space (DS) (seit 2014). Das Gelände gehört noch heute weitgehend zur Gemarkung Taufkirchen; der Sitz der Geschäftsführung war jedoch Jahrzehnte lang in Ottobrunn. Der Unternehmensstandort wurde daher – pars pro toto – mit „Ottobrunn“ bezeichnet und unter diesem Namen auch weltweit bekannt. Als Ludwig Bölkow 1977 aus der Geschäftsführung ausschied, war MBB das größte Luft- und Raumfahrtunternehmen der Bundesrepublik. Allein im Werk „Ottobrunn“ arbeiteten rund 6.500, Ende der 1980er Jahre sogar rund 10.000 Mitarbeiter.
1961 entstand in unmittelbarer Nachbarschaft zur Bölkow-Entwicklungen KG die auf Taufkirchener Flur gelegene Industrieanlagen-Betriebsgesellschaft (IABG). In Spitzenzeiten arbeiteten von den fast 1800 Mitarbeitern fast 1600 am Standort „Ottobrunn“.
Das rapide Wachstum dieser Unternehmen übte auf Ottobrunn einen enormen Siedlungsdruck aus. Vor allem unter dem ersten Bürgermeister Anton Wild (1955–1962) änderte sich das Erscheinungsbild Ottobrunns grundlegend. Es entstanden Neubausiedlungen, zum Teil mit Hochhäusern, und Gewerbegebiete. Vor diesem Hintergrund formierte sich 1962 die Bürgervereinigung Ottobrunn e. V. (BVO), eine Bürgerinitiative, die sich seither für den Erhalt des noch verbliebenen Gartensiedlungs-Charakters einsetzt.
Die 1960er und 1970er Jahre waren in Ottobrunn von einem massiven Siedlungsbau zur Bewältigung des Bevölkerungswachstums geprägt. Zwischen 1969 und 1978 erlebte Ottobrunn den Bau zahlreicher Sport- und Freizeiteinrichtungen im Südwesten der Gemeinde. Das größte Projekt war der Sportpark am Haidgraben (siehe Abschnitt „Sportstätten“).
In den 1980er Jahren verlagerte sich das Baugeschehen in die Mitte des Gemeindegebiets. Da Ottobrunn keinen gewachsenen Ortsmittelpunkt hatte, wurde er von Grund auf geplant. In kurzer Folge entstanden ein neues Rathaus (1981–1983), eine Fußgängerzone mit Ladenzeilen (1984) sowie das Kultur- und Veranstaltungszentrum Wolf-Ferrari-Haus (1983–1986).

### Nach dem Ende des „Kalten Krieges“ (1991–2013)

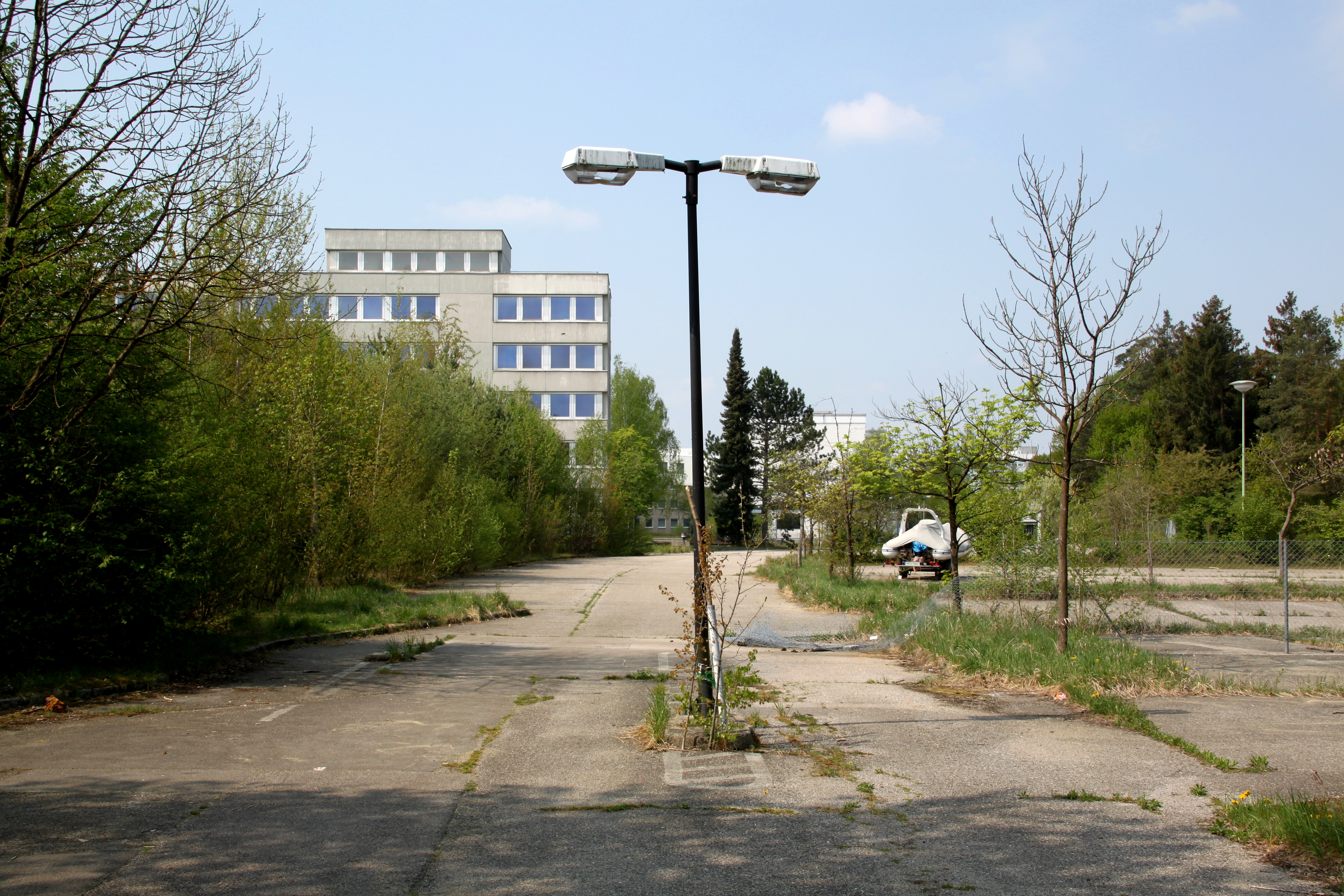
Gebäude-Leerstand und veraltete Infrastruktur im Ottobrunner Teil des ehemaligen IABG-Werksgeländes

Das Ende des Kalten Krieges löste in Ottobrunn eine massive Strukturkrise aus. Der aus dem MBB/IABG-Gelände hervorgegangene Technologie- und Innovations-Park (TIP) im Grenzgebiet von Ottobrunn und Taufkirchen büßte durch die Streichung staatlicher Rüstungsaufträge und die Konzentration von Luftfahrt-Entwicklungsprojekten an anderen Standorten viel von seiner Stellung als herausragendem europäischen Hochtechnologie-Standort ein. Selbst unternehmenspolitische Entscheidungen, die nur den Taufkirchener Teil des TIP betrafen, hatten wegen der zahlreichen, in unmittelbarer Ottobrunner Nachbarschaft lebenden Beschäftigten und deren Familien erhebliche Auswirkungen auf diese Gemeinde. Eine führende Stellung behielt der Standort „Ottobrunn“ lediglich bei Raumfahrt-Entwicklungsprojekten.
Seit Anfang der 1990er Jahre ist der Ort im Bereich „Energiesparen und Klimaschutz“ sehr aktiv. Zwischen 2005 und 2010 gewann die Gemeinde mehrere Preise bei einschlägigen, deutschlandweiten Wettbewerben. Ende 2011 wurde die Gemeinde vom Landkreis München für ihr Solarpotenzialkataster mit dem Energiepreis 2011 geehrt. 2007 hat der Gemeinderat die Ziele der landkreisweiten Energievision sowie 2017 die Ziele der nachfolgenden Klimaschutzerklärung des Landkreises München übernommen. Die Klimaschutzerklärung folgt der Klimarahmenkonvention der Vereinten Nationen vom 12. Dezember 2015 in Paris.

### Renaissance als Hochtechnologie-Standort? (seit 2013)

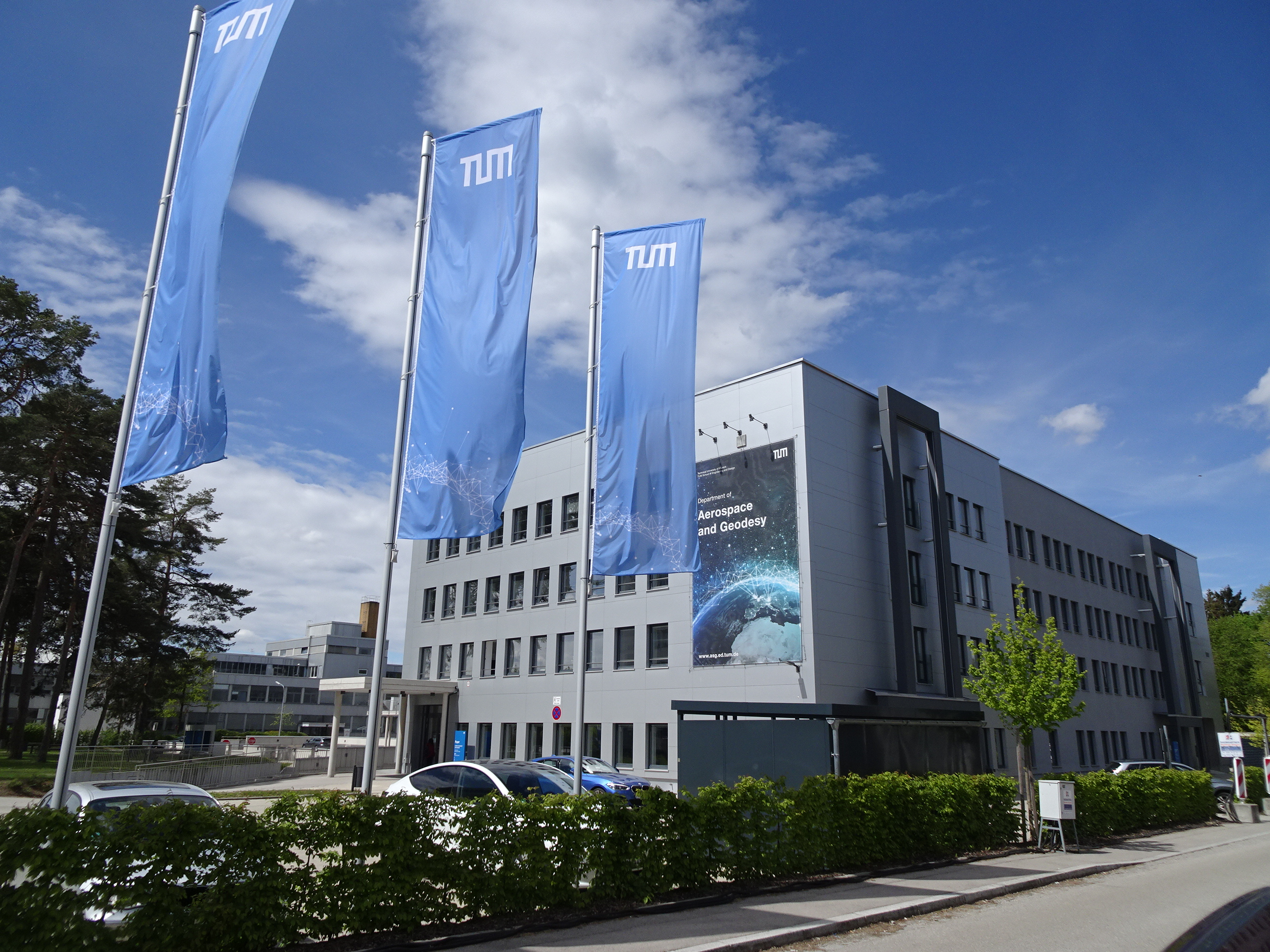
TUM Department of Aerospace und Geodesie in Ottobrunn

Seit 2013 entsteht in dem auf Taufkirchener Flur gelegenen Teil des Technologie- und Innovations-Parks (TIP) Europas größte Fakultät für Luft-, Raumfahrt und Sicherheit – der Ludwig Bölkow Campus. Dies könnte auch den Ottobrunner Teil des TIP beleben. Eine zusätzliche Aufwertung erfährt der Standort „Ottobrunn“ durch eine Rückverlagerung militärischer Forschung und Entwicklung unter dem Dach der 2014 gegründeten Airbus-Sparte „Defence and Space“ (DS) mit Sitz in Taufkirchen.

## Bevölkerung

Einwohnerentwicklung von 1912 bis 2018

Die Gemeinde hat 22.430 Einwohner (31. Dezember 2022). Ihre demographische Zusammensetzung weist zwei Besonderheiten auf: Der Anteil der weiblichen Einwohner (52,0 Prozent) ist um 1,2 Prozent, der Anteil der mindestens 65 Jahre alten Einwohner (23,1 Prozent) um 2,5 Prozent höher als im Durchschnitt des Landkreises München (31. Dezember 2013).
Ottobrunn steht nach München auf Platz 2 der Rangfolge der deutschen Kommunen mit der höchsten Bevölkerungsdichte.
Zwischen 1988 und 2018 wuchs die Gemeinde von 18.739 auf 21.542 um 2.803 Einwohner bzw. um 15 %.
Zur historischen Einwohnerentwicklung Ottobrunns siehe: Geschichte Ottobrunns#Einwohnerentwicklung.

## Politik und Verwaltung

### Gemeinderat
Dem Gemeinderat gehören neben dem Bürgermeister als Vorsitzenden 30 Mitglieder an. Die derzeitige Legislaturperiode dauert von 2020 bis 2026.
Die Gemeinderatswahl am 15. März 2020 hatte folgendes Ergebnis:
| Liste / Wahlvorschlag | Prozent | Sitze | Mitglieder des Gemeinderats |
| --------------------- | ------- | ----- | --- |
| CSU                   | 40,5    | 12    | Susanne Vordermaier, Daniel Modrow, Monika Lange-Modrow, Markus Wild, Michael Thaumüller, Andrea Seeböck, Gabriele Liebisch, Klaus Straßburg, Katrin Hauck, Florian Keil, Volker Rhein |
| Grüne                 | 28,0    | 9     | Tania Campbell, Michael Senft, Doris Popp, Leon Matella, Ute Kister, Claudia Günther, Dörte Zulj, Fabian Matella, Dietrich Zeh                                                         |
| SPD                   | 12,4    | 4     | Sabine Athen, Ariane Wißmeier-Unverricht, Ruth Markwart-Kunas,Martin Bruno Radig |
| BVO                   | 9,4     | 3     | Erika Aulenbach, Matthias Klebel, Reinhard Pohl |
| ÖDP                   | 4,9     | 1     | Jean Marcel Prasser |
| FDP                   | 4,7     | 1     | Axel Keller |

BVO: Bürgervereinigung Ottobrunn e. V. (im Verband Freie Wähler Bayern e. V.)
Wahlbeteiligung: 54,1 Prozent

### Bürgermeister

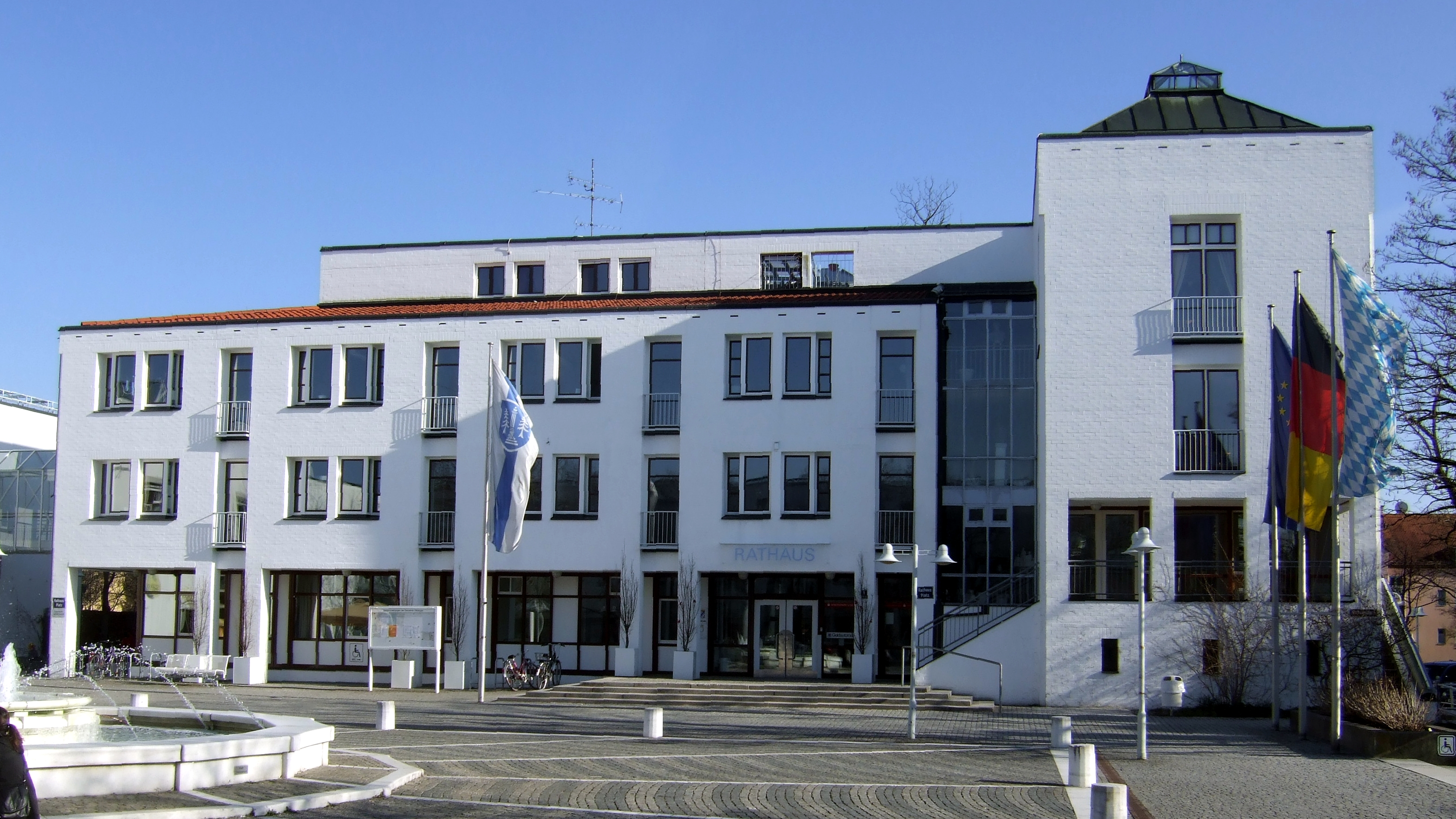
Rathaus

Erster Bürgermeister ist seit dem 21. März 2007 Thomas Loderer (CSU).
Am 15. März 2020 wurde er im Amt bestätigt.

### „Bürgervereinigung Ottobrunn“
Eine Besonderheit im politischen Spektrum der Gemeinde stellt die Bürgervereinigung Ottobrunn e. V. (BVO) dar. Die örtliche, parteiunabhängige Wählergruppe im Verband Freie Wähler Bayern e. V. greift kommunalpolitische Themen auf und setzt sich seit 2008 für den Dialog der Generationen in Ottobrunn ein. 1962 formierte sich die BVO als Reaktion auf Planungen des Gemeinderats, das Ottobrunner Ortsbild massiv umzugestalten (siehe Abschnitt „Erste Jahrzehnte als selbstständige Gemeinde“). Vorsitzender von 1962 bis 1967 war der ehemalige NSDAP-Politiker Albert Wallwey. 1966 zog die Bürgerinitiative erstmals in den Ottobrunner Gemeinderat ein. Ende der 1960er Jahre erzwang die BVO die Stilllegung einer umweltbelastenden Altöl-Raffinerie im Gewerbegebiet Nord. Heute ist die BVO im Ottobrunner Gemeinderat als drittstärkste Kraft mit vier von insgesamt 30 Sitzen vertreten. Bei der Ottobrunner Bürgermeisterwahl im Jahr 2007 erzielte die Kandidatin der BVO im ersten Wahlgang einen Stimmenanteil von 14,3 Prozent und belegte damit den dritten Platz hinter den Kandidaten der CSU und SPD.

### Steuern
Unter den 29 Kommunen des Landkreises hat Ottobrunn das zwölfthöchste Steueraufkommen (€ 22,34 Millionen) (2013). Zwar ist das Einkommensteuer-Aufkommen pro Kopf der Bevölkerung (€ 610,63) das dritthöchste im Landkreis (Durchschnitt: € 541,48) (30. Juni 2013). Beim Gewerbesteuer-Aufkommen pro Kopf (€ 315,19) liegt Ottobrunn allerdings nur auf Platz 24 (Durchschnitt: € 1537,53).

### Wappen
| Wappen von Ottobrunn | Blasonierung: „In Blau die silberne Ottosäule, auf deren Sockel ein Löwe liegt, beiderseits je eine bewurzelte silberne Tanne.“ |
| Wappen von Ottobrunn | Wappenbegründung: Das Wappen verweist auf die Entstehung und Lage des Ortes: Die Ottosäule ist das charakteristische Denkmal der Gemeinde. Sie erinnert daran, dass König Otto von Griechenland im Jahr 1832 auf Ottobrunner (damals Unterhachinger) Flur von seinem Vater, König Ludwig I. von Bayern, Abschied nahm. Der Löwe steht für das Haus Wittelsbach, dem Otto und Ludwig angehörten. Die Tannen verweisen auf die Entstehung Ottobrunns als Rodungssiedlung in einem Waldgebiet, und die Wappenfarben klingen an die bayerischen Landesfarben an. |

### Gemeindepartnerschaften

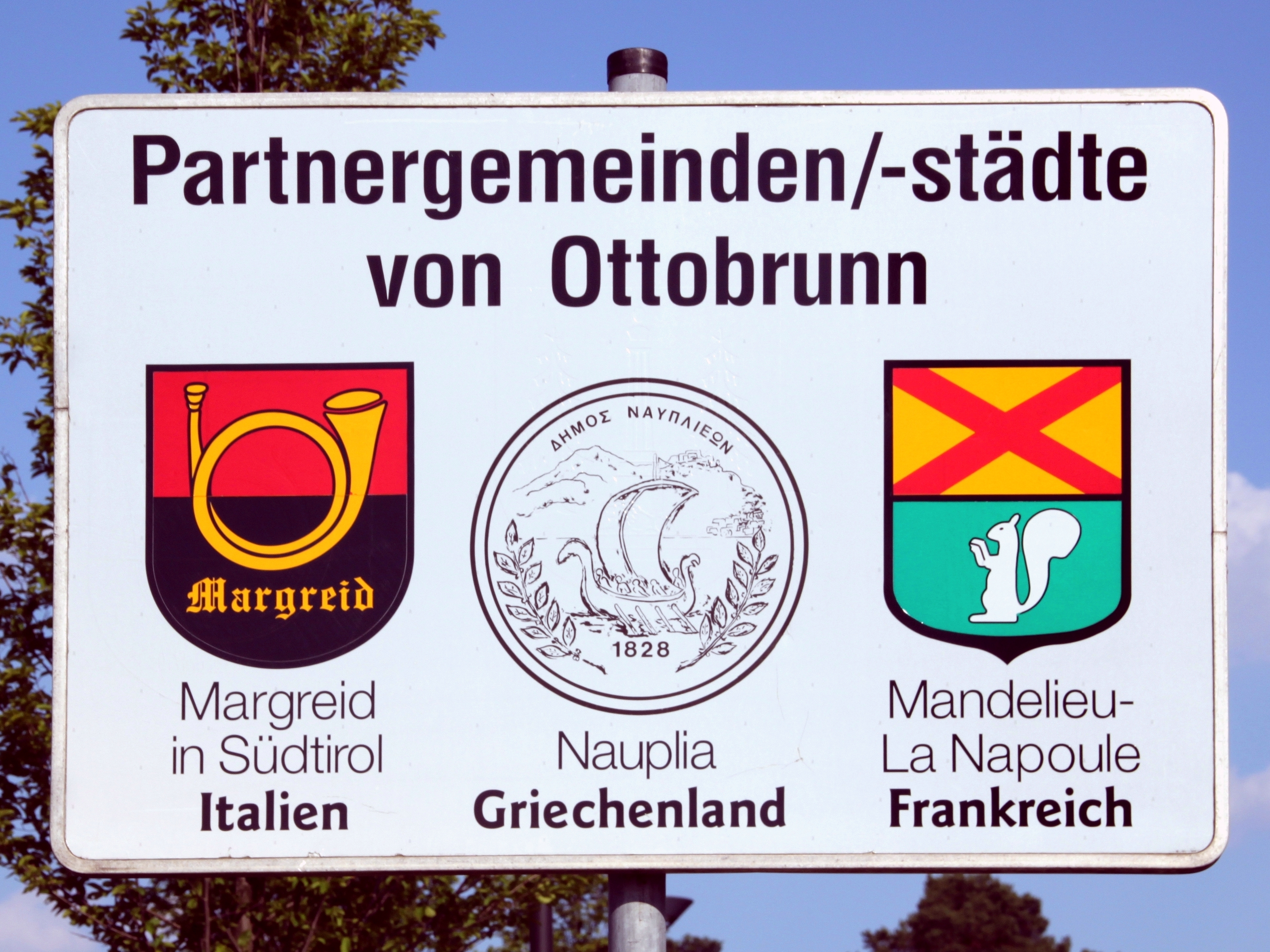
Partnerschaftsschild

Ottobrunn pflegt Partnerschaften mit der Südtiroler Gemeinde Margreid, der griechischen Gemeinde Nauplia und der französischen Gemeinde Mandelieu-La Napoule.
In der Ottobrunner Ortsmitte zeugen Straßennamen wie „Margreider Platz“ und „Unter den Lauben“ von der Verbundenheit zu Margreid und Südtirol. Der Name der griechischen Partnergemeinde findet sich im Namen der Naupliaallee.
Mit Leben erfüllt werden die Partnerschaften durch gegenseitige Besuche von Delegationen der Gemeinden, der Vereine und vieler Privatpersonen sowie durch gemeinsame Weinfeste. Das Südtiroler Weinfest, welches alljährlich im April in der Ferdinand-Leiß-Halle ausgetragen und von etwa 1000 Gästen besucht wird, zählt zu den Höhepunkten des Gemeindelebens. Gegenseitige Besuche werden vom Freundeskreis der Partnergemeinden Ottobrunns organisiert, und der Stammtisch des deutsch-griechischen Clubs trifft sich monatlich.

## Religionen
Seit der Volkszählung 1987 gibt es keine amtliche Statistik mehr über die Verteilung der Religionszugehörigkeiten auf kommunaler Ebene.
Zur Verteilung der Religionszugehörigkeiten 1987 siehe: Geschichte Ottobrunns#Religionen.
Die drei katholischen und die evangelisch-lutherische Kirchengemeinde Ottobrunns feiern seit 1999 alljährlich im Juni einen ökumenischen Gottesdienst auf der Maderwiese.

### Katholische Kirche
Ottobrunn besitzt drei römisch-katholische Pfarreien. St. Otto ist für den Norden und die Mitte, St. Magdalena für den Osten (und Riemerling), St. Albertus Magnus für den Süden Ottobrunns zuständig. Zwischen St. Otto und St. Magdalena verläuft die Pfarrgrenze von Norden nach Süden entlang der Bahnlinie bis zum S-Bahn-Haltepunkt, durch die Ottostraße und die Rosenheimer Landstraße. Die Grenze von St. Otto zu St. Albertus Magnus wird von Nordwesten nach Süden durch die Gutenbergstraße, die Lindenstraße, die Edelweißstraße und die Rosenheimer Landstraße markiert. St. Magdalena bildete seit dem 1. Oktober 1982 einen Pfarrverband mit der Pfarrei St. Stephanus in Hohenbrunn. Seit dem 1. Januar 2012 bilden St. Magdalena und St. Stephanus gemeinsam mit St. Stephan in Putzbrunn und der Filialkirche St. Ulrich in Grasbrunn den Pfarrverband „Vier Brunnen“. St. Albertus Magnus und St. Otto bilden seit dem 1. September 2008 die „Pfarreiengemeinschaft Ottobrunn“. Zum 1. Januar 2012 wurde sie in „Pfarrverband Ottobrunn“ umbenannt. Zum 1. März 2019 schlossen sich die beiden Pfarrverbände zum neuen Pfarrverband „Vier Brunnen - Ottobrunn“ zusammen.

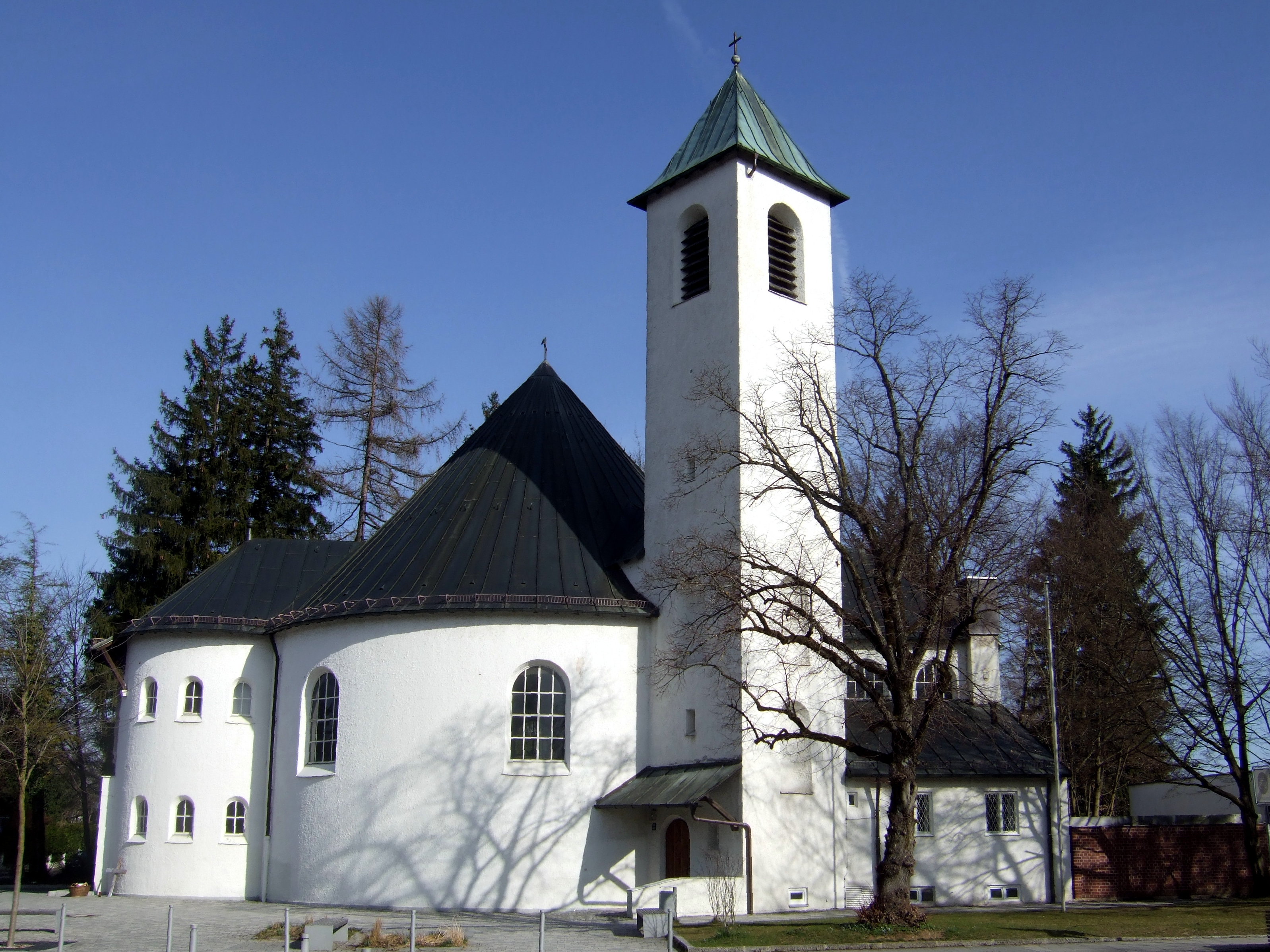
St. Otto
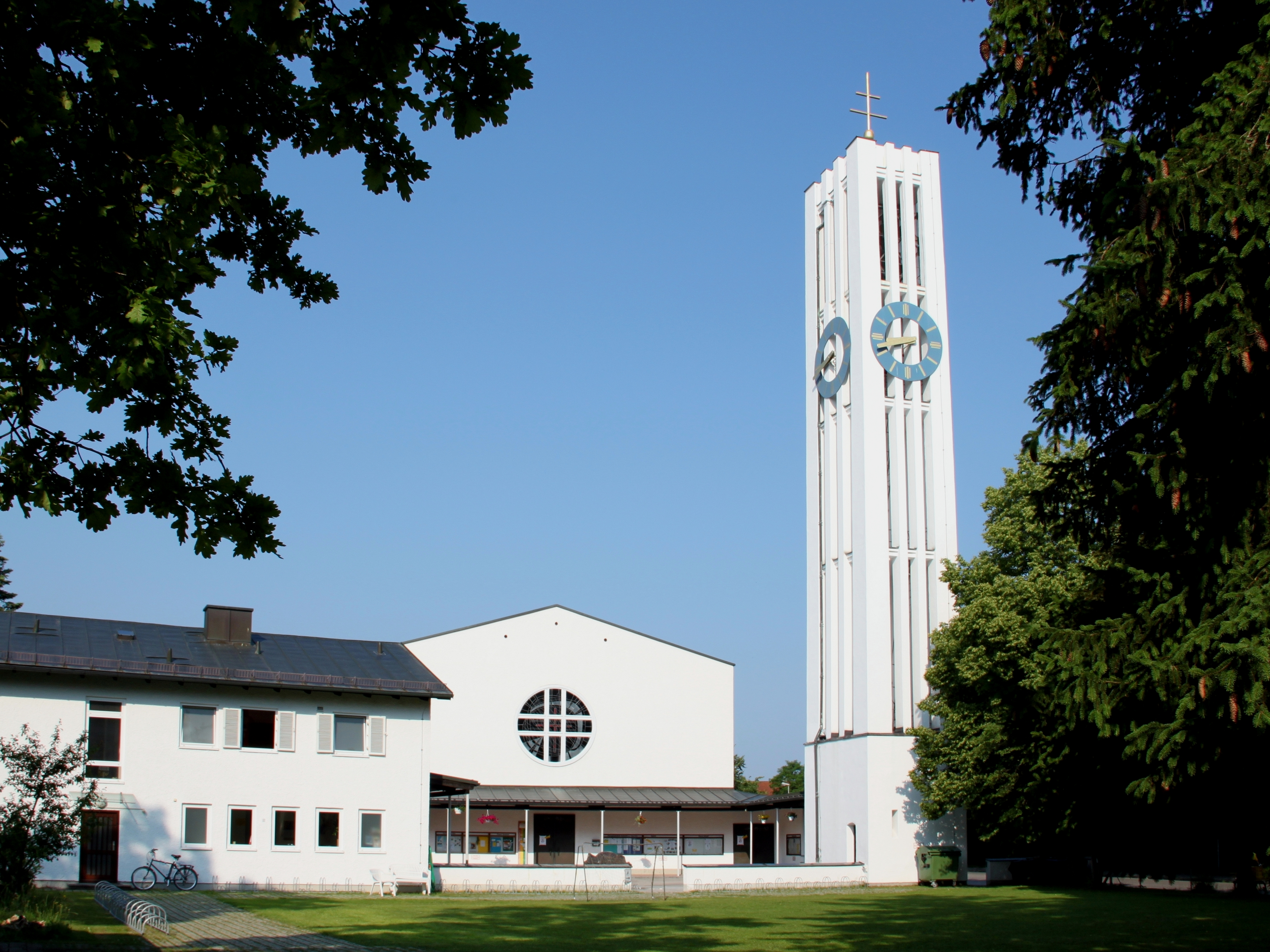
St. Magdalena
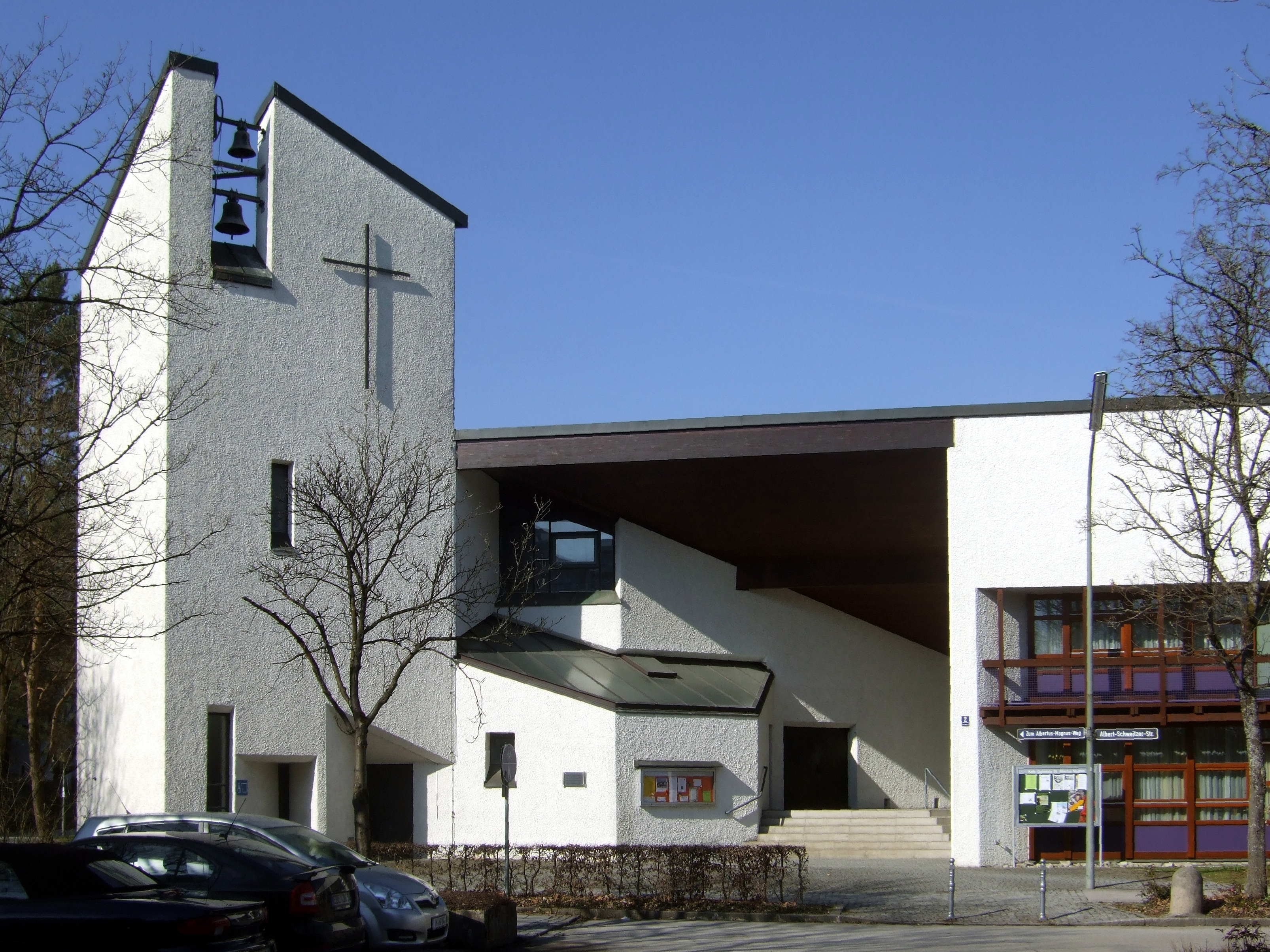
St. Albertus Magnus

### Evangelisch-Lutherische Kirche
Mittelpunkt des evangelisch-lutherischen Gemeindelebens ist die Michaelskirche an der Ecke Eichendorffstraße/Ganghoferstraße. Sie ist nach Plänen von Theo Steinhauser aus Sichtmauerwerk und Beton erbaut und wurde am 15. März 1964 eingeweiht.

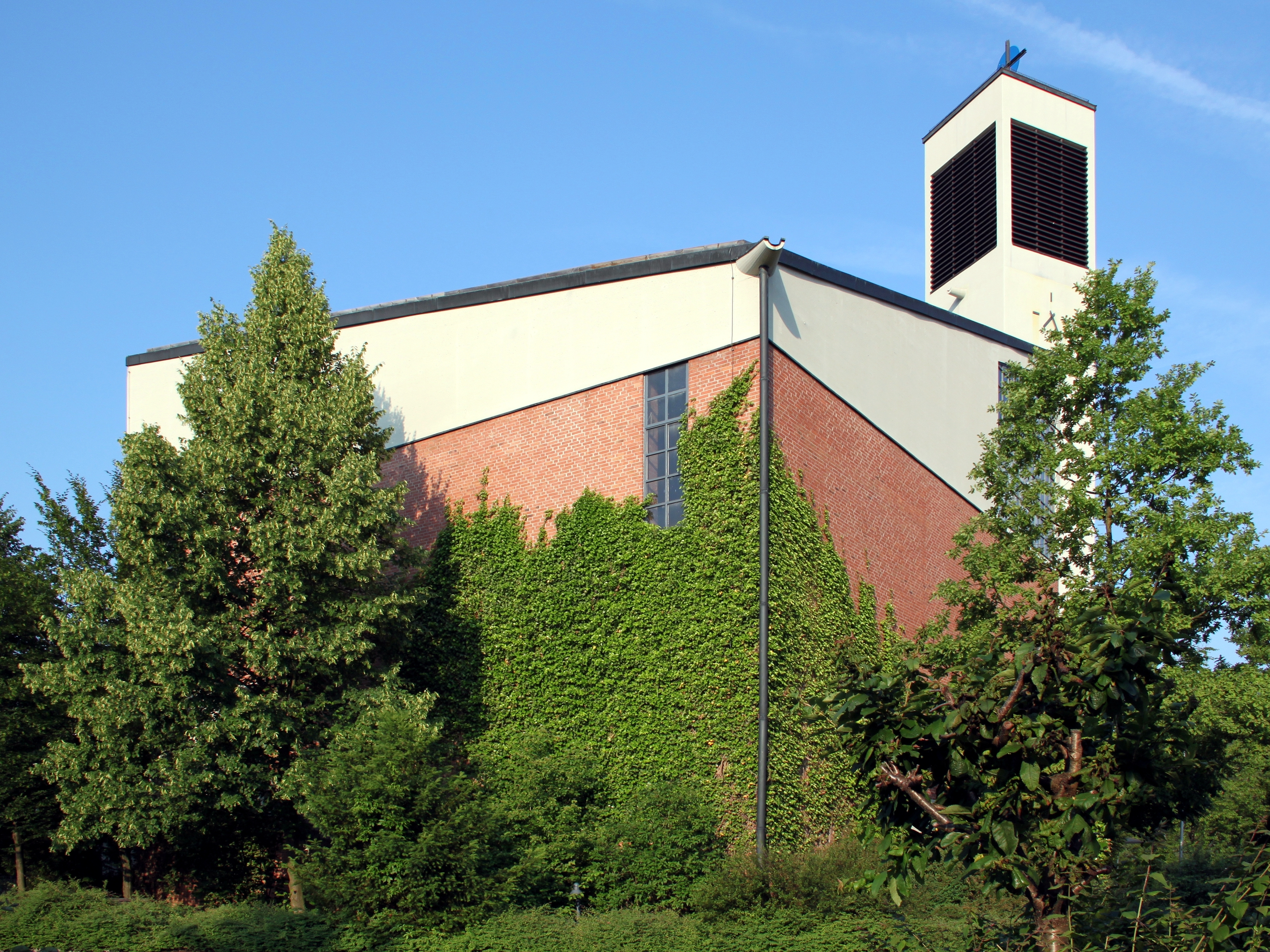
Michaelskirche

### Weitere Kirchengebäude
Weitere in Ottobrunn vertretene Glaubensgemeinschaften sind die Gemeinde der Neuapostolischen Kirche (NAK) in Deutschland in der Eichendorffstraße, die Freie evangelische Gemeinde (FeG) München-Südost in der Rosenheimer Landstraße und seit 2016 der Freikirche der Siebenten-Tags-Adventisten in der Hubertusstraße.

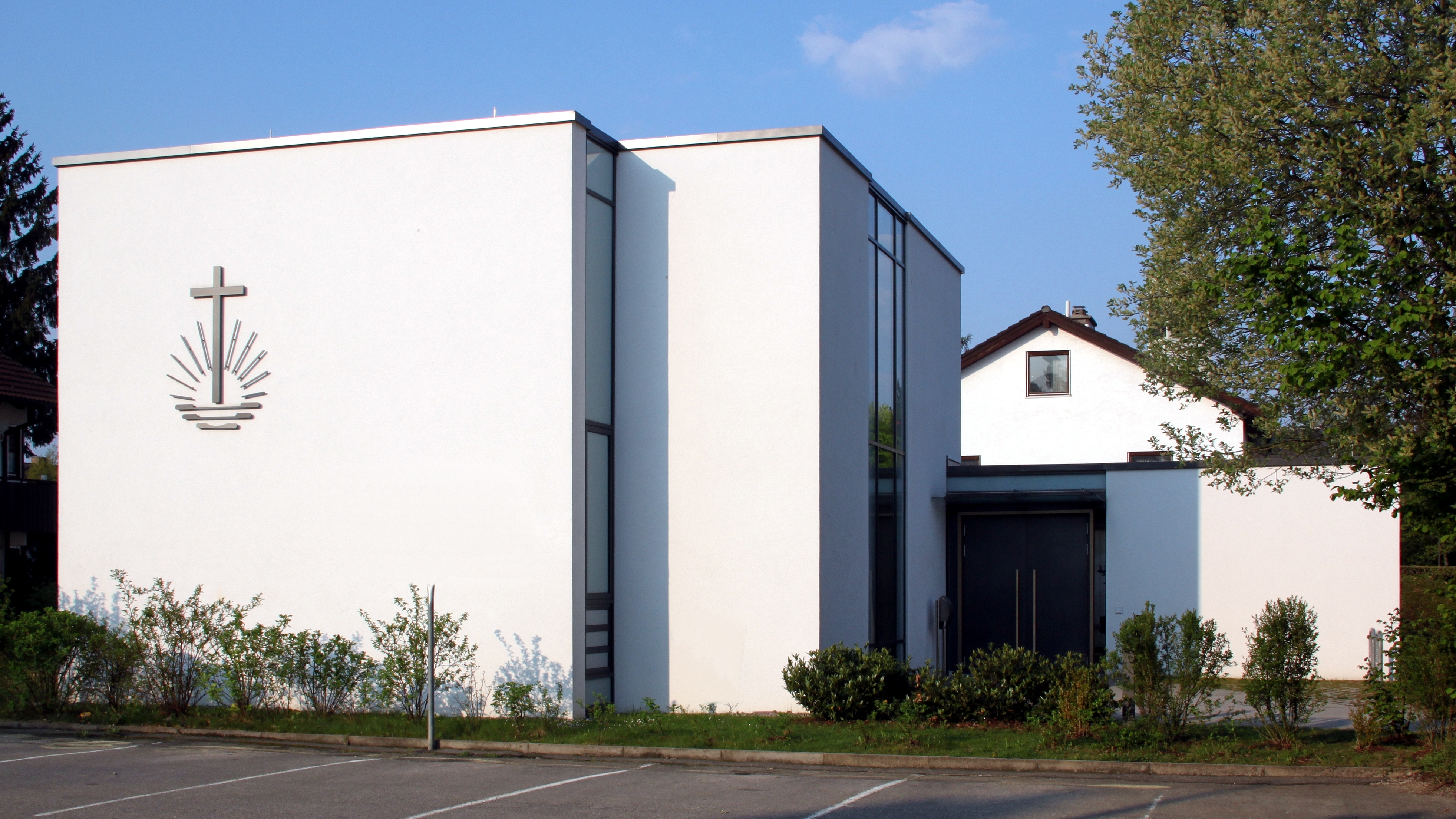
Neuapostolische Kirche

## Kultur und Sehenswürdigkeiten

### Kultur- und Veranstaltungsgebäude

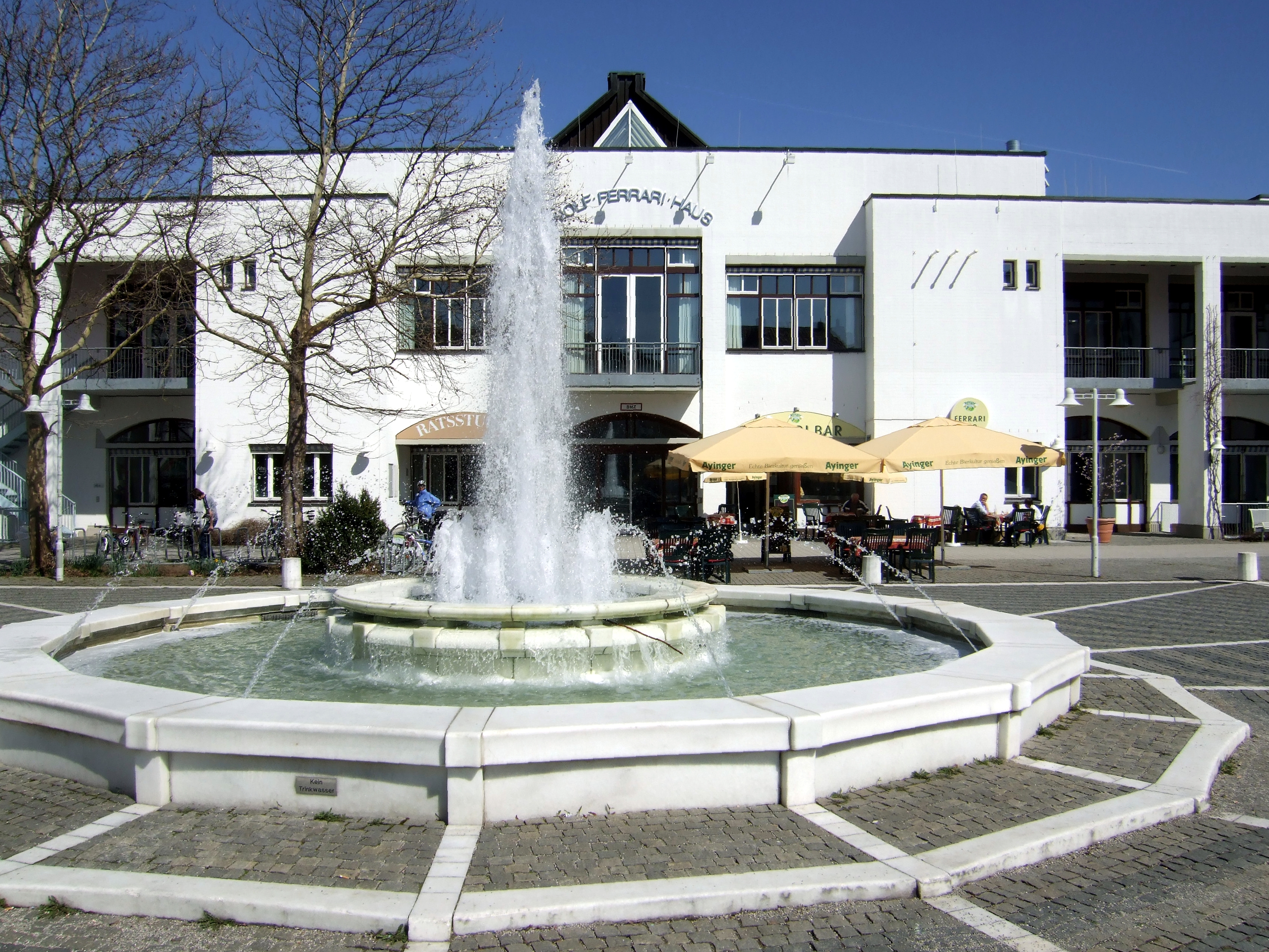
Wolf-Ferrari-Haus

Das Kultur- und Veranstaltungszentrum der Gemeinde Ottobrunn ist das Wolf-Ferrari-Haus. Es beherbergt neben dem Fest- und dem Ratssaal sowie Räumen für Veranstaltungen unter anderem das Kino Filmstudio mit einem Saal (80 Sitzplätze), die Ottobrunner Gemeindebibliothek, Kursräume der Volkshochschule, ein Restaurant, ein Café, einen Schießstand, eine Kegelbahn und eine Diskothek.
Die früher Mehrzweckhalle genannte Ferdinand-Leiß-Halle im Sportpark ist nicht nur ein Austragungsort für Sportveranstaltungen. In ihr werden auch die Südtiroler Weinfeste der Freiwilligen Feuerwehr Ottobrunn, Flohmärkte der Frauen Union Ottobrunn sowie Faschingsbälle abgehalten.
Das Kino Ottobrunn in der Ottostraße ist neben dem Kino im Wolf-Ferrari-Haus das einzige im südlichen Landkreis München.

### Museum

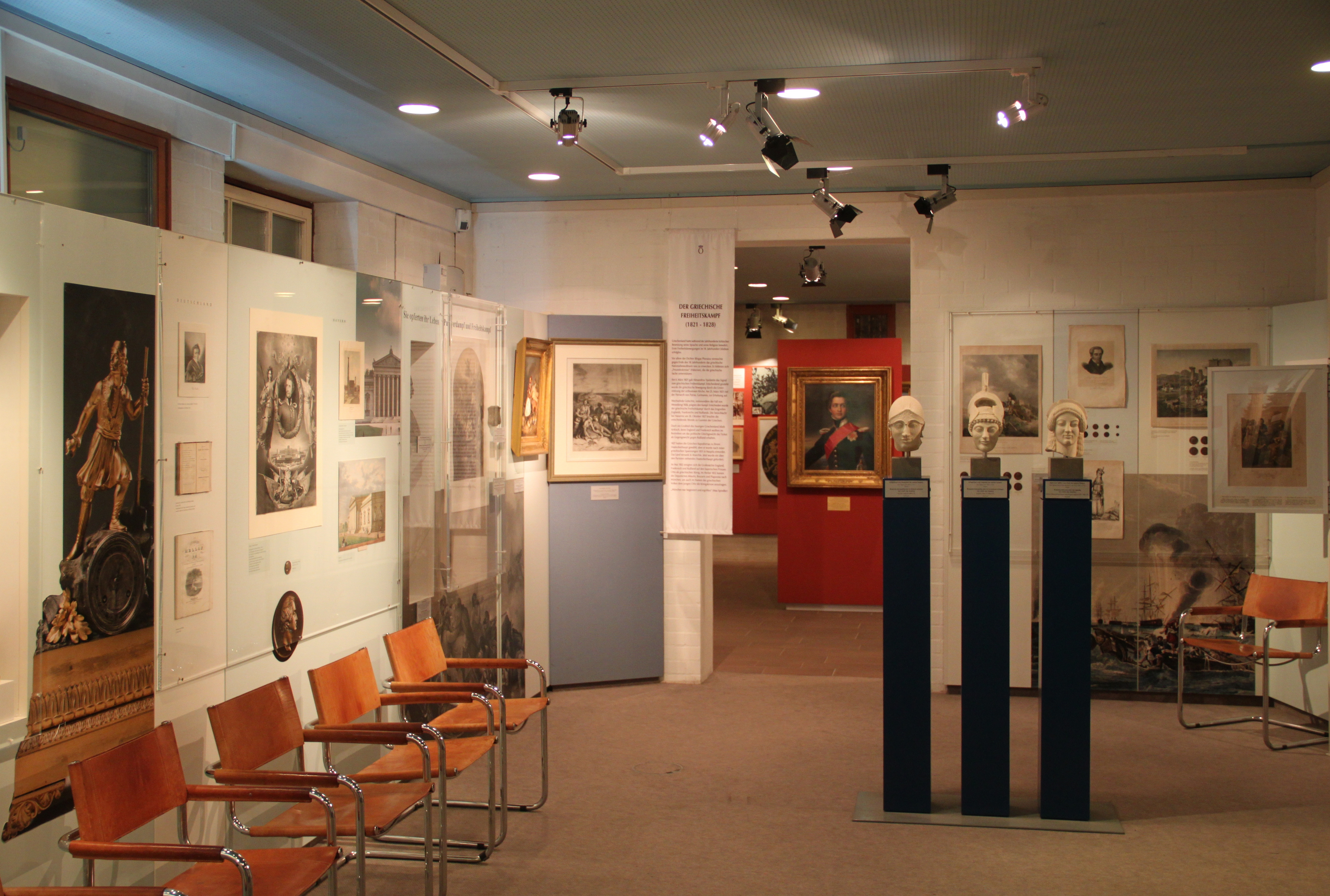
Otto-König-von-Griechenland-Museum

Auf der Westseite des Rathausgebäudes befindet sich das 1976 vom Gemeinderat beschlossene und im Dezember 1989 eröffnete Otto-König-von-Griechenland-Museum. Schwerpunkt der von der Gemeinde Ottobrunn getragenen Einrichtung ist, neben den Ursprüngen der Gemeinde, vor allem das Wirken des Ottobrunner Namenspatrons, Prinz Otto von Wittelsbach, in seinem Königreich Griechenland (siehe Abschnitt „19. Jahrhundert“). Die Sammlung umfasst mehr als 200 Objekte zu den Themenbereichen Philhellenismus, Griechischer Freiheitskampf und Entwicklung des befreiten Griechenland unter Otto. Darunter befinden sich historische Ansichten der Hauptstädte Nauplia und Athen sowie Kunst- und Gebrauchsgegenstände vom Hof Ottos I., z. B. Silber und Porzellan von der königlichen Tafel in Athen sowie Uhren und Schmuck aus Ottos persönlichem Besitz. Besonders hervorzuheben ist die Galerie des Museums mit Ölgemälden, Aquarellen und Grafiken von Klenze, Gärtner, Hess, Heideck, Perlberg, Schinkel, Rottmann und anderen. Nach dem Auszug einer benachbarten Sparkassen-Filiale aus dem Rathausgebäude wurde die ursprünglich König-Otto-von-Griechenland-Museum genannte Einrichtung von 80 auf 174 Quadratmeter vergrößert und im November 2000 wiedereröffnet.

### Galerie
Tür an Tür zum Museum unterhält der 1995 von Doris Laves-Wegat gegründete Kunstverein Ottobrunn e. V. (KVO) seit September 2001 eine eigene Galerie mit dem Namen Treffpunkt Kunst. In drei Räumen, die sich über zwei Etagen erstrecken, wird in der Regel alle drei Wochen eine neue Ausstellung eröffnet. Die Galerie zeigt thematisch und technisch unterschiedliche Arbeiten von Künstlern, die entweder die Räume selbst mieten oder vom Kunstverein eingeladen werden. Gleich nebenan, auf dem Denkmalsplatz an der südwestlichen Seite des Rathauses, befindet sich seit Juli 2004 ein Skulpturengarten mit Dauerleihgaben an den Kunstverein.

### Musik

#### Veranstaltungsorte
Große Musikveranstaltungen finden im Ottobrunner Kultur- und Veranstaltungszentrum „Wolf-Ferrari-Haus“ sowie in den Ottobrunner Kirchen statt, kleinere in Räumen der Rosmarie-Theobald-Musikschule, des Gymnasiums, des Jugendzentrums (JuZ) „Einstein“ und des Gemeindehauses der Freien evangelischen Gemeinde (FeG) München-Südost.

#### „Ottobrunner Konzerte“
Im Wolf-Ferrari-Haus haben sich seit Februar 2008 die „Ottobrunner Konzerte“ als feste Veranstaltungsreihe etabliert. Die Auftritte von Weltstars der klassischen Musik und des Jazz wurden 2007 von den künstlerischen Leitern, dem aus Ottobrunn stammenden Jazz-Pianisten Cornelius Claudio Kreusch und dessen Bruder, dem klassischen Gitarristen Johannes Tonio Kreusch, in Zusammenarbeit mit dem Wolf-Ferrari-Haus und der Gemeinde Ottobrunn aus der Taufe gehoben. Im Anschluss an die Konzerte kann das Publikum bei einem „Meet the artist“ mit den Musikern persönlich in Kontakt treten, mit ihnen plaudern und über ihre Kunst diskutieren.

#### Chöre und Instrumentalensembles
Der Ars Musica Chor ist 1985 aus der Chorgemeinschaft Neubiberg hervorgegangen. Das Repertoire reicht von der Musik des 16. Jahrhunderts über die Romantik bis zur Moderne, von großen Oratorien, Requiems, Messen und Passionen bis zu Carl Orffs Carmina Burana. Der Verein besteht aus etwa 60 Mitgliedern aller Altersgruppierungen.
Der Sängerkreis Ottobrunn e. V. wurde 1919 gegründet und steht seit 1983 unter der Leitung von Thomas Schmid. Zum umfangreichen Repertoire dieses Männerchors zählen Couplets, Volksmusik und Schlager. Neben zahlreichen Auftritten in „heimatlichen Gefilden“ wird der Sängerkreis Ottobrunn auch fernab seiner bayerischen Heimat zu vielen Gastauftritten geladen. Ferner unternimmt er regelmäßig Konzertreisen und tritt auch im Ausland auf.
Wichtige Schauplätze des Ottobrunner Musiklebens sind die Pfarreien. St. Otto verfügt über einen Kirchenchor und eine Choralschola, St. Albertus Magnus über einen Kirchenchor (seit 1977) und eine Männerschola. Der gemeinsame Pfarrverband hat einen Kinderchor, einen Jugendchor, eine Jugendband, einen Gospelchor, eine Stubenmusik und einen Kammerchor. In St. Magdalena gibt es einen Kirchenchor (seit 1961), einen Kinderchor, einen Jugendchor und ein Gaudeamusmusik-Ensemble. Zur Michaelskirchengemeinde Ottobrunn–Hohenbrunn–Neubiberg gehören ein Großer Chor (seit 1946), ein Bläserchor (seit 1961), ein Gospel- und Spiritualchor, ein Kinderchor (seit 1967) sowie projektweise eine Neue Kantorei und ein Instrumentalensemble (seit 1987).

### Sport

#### Sportstätten

##### Sportpark Ottobrunn

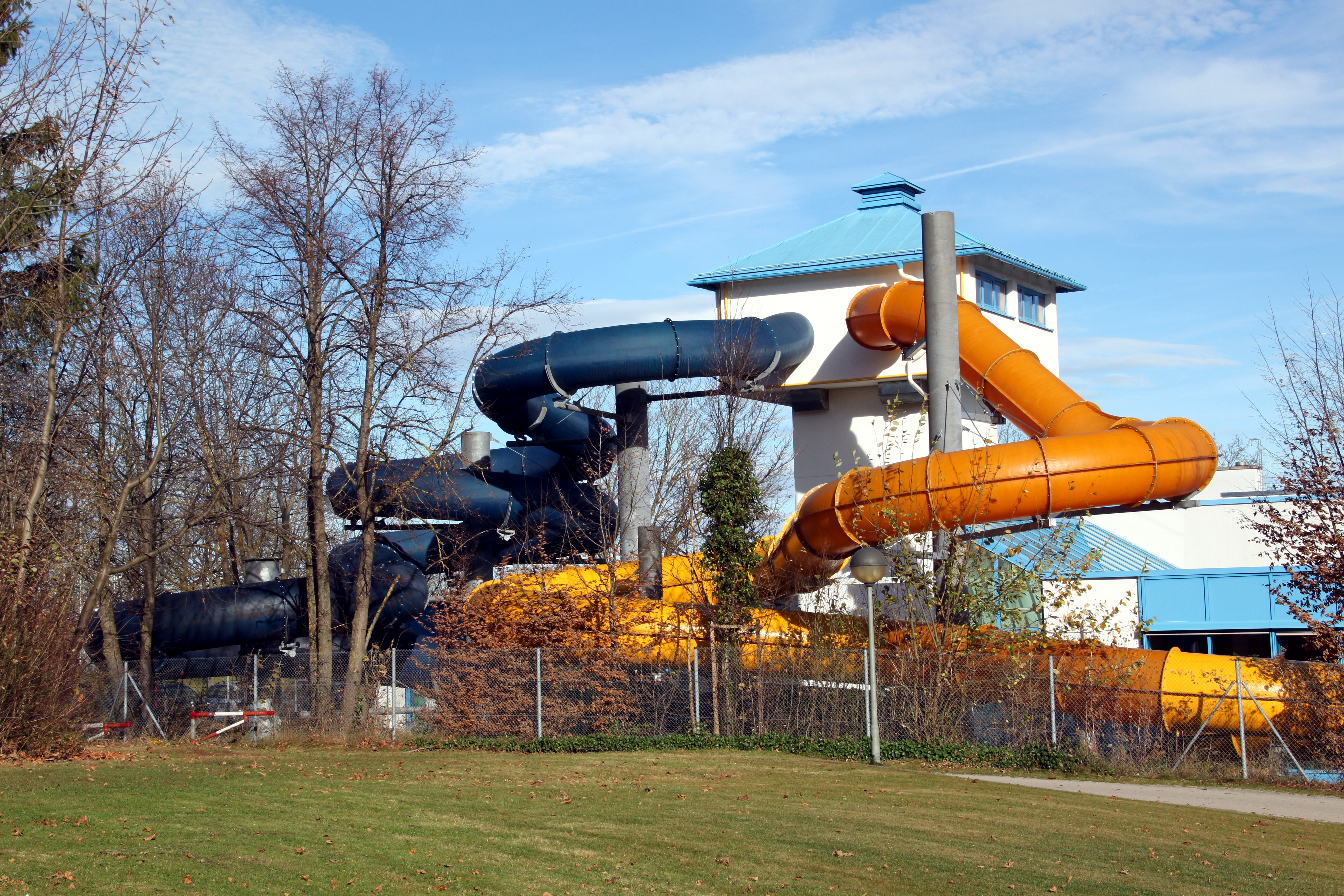
Phönix-Bad: Turm und Riesen-Wasserrutschen

Mittelpunkt der sportlichen Aktivitäten ist der Sportpark am Haidgraben. Er besteht aus folgenden Einrichtungen:
Das 1999 eröffnete, seither mehrfach erweiterte und modernisierte Phönix-Bad ist ein Hallen- und Freibad mit Warmwasser- und Kinder-Planschbecken im Außenbereich, einer Saunalandschaft im Innen- und Außenbereich sowie einem Wellness-/Spa-Bereich. In dieser Kombination ist das Phönix-Bad einzigartig im Landkreis München und zieht jährlich rund 400.000 Besucher an. Vorläufer des Phönix-Bads war ein an gleicher Stelle befindliches Hallenbad mit beheiztem Freibecken (Bauzeit 1974–1976), das 1996 einem Großbrand zum Opfer fiel.
Das Fußball- und Leichtathletikstadion wurde 1969–1971 erbaut und erhielt 1977 eine Tribünenüberdachung.
Die Ferdinand-Leiß-Halle (1976–1978) ist Sitz des TSV Ottobrunn und wurde 2003 nach dem Ottobrunner Bürgermeister benannt, in dessen Amtszeit (1962–1977) der Sportpark entstand. Der ursprünglich nur Mehrzweckhalle genannte Bau beherbergt eine Dreifach-Turnhalle mit Zuschauertribüne, die auch für nichtsportliche Veranstaltungen genutzt wird. Nach dem Südtiroler Weinfest 2018 wird die Halle für die Dauer von mindestens einem Jahr saniert, sie erhält u. a. ein neues Dach und ein neues Erscheinungsbild.
Das Freiluft-Eislaufstadion (1977) ist das einzige im Landkreis München und Heimat des Sportvereins ERSC Ottobrunn. Es zählt pro Wintersaison rund 18.000 zahlende Besucher sowie rund 5.000 Kinder unter sechs Jahren.
Weiterhin gehören zum Ottobrunner Sportpark mehrere Tennisplätze, ein Hartspielplatz und ein inoffiziell „Bölkowberg“ genannter Rodelhügel, die 1971 angelegt wurden.
1996 wurden unmittelbar südlich des Parkfriedhofs zwei Fußball-Trainingsplätze fertiggestellt. Westlich des Eisstadions entstanden 2009 ein Kunstrasenplatz, 2012 ein Basketballplatz mit Tartanboden und zwei Beachvolleyballfelder, allesamt ausgestattet mit einer Flutlichtanlage.
Die Gemeinde Ottobrunn hat die Sportpark-Einrichtungen an ein 100-prozentiges Tochterunternehmen, die Sportpark Ottobrunn GmbH, verpachtet. Es wirtschaftet eigenverantwortlich und ist für den Betrieb der Einrichtungen ganz oder teilweise zuständig. Die Nutzung der Anlagen durch Vereine regeln Verträge mit der Sportpark Ottobrunn GmbH und der Gemeinde Ottobrunn. – Mit dem Bau des Sportparks war der TSV Ottobrunn nicht mehr auf die Turnhalle in der Schule I an der Friedenstraße, die sogenannte „Jahnhalle“, und auf seinen heute überbauten Sportplatz am nördlichen Haidgraben angewiesen.

##### Sonstige Sportstätten
An der Ecke Ranhazweg/Drosselstraße gibt es eine von der Gemeinde verpachtete Minigolfanlage. Die Tennisplätze des TSV Neubiberg/Ottobrunn liegen an der Ecke Jahnstraße/Friedenstraße. An der Einsteinstraße befindet sich unweit des Jugendzentrums eine Skaterbahn für Einsteiger und ein Bolzplatz. Außerdem beteiligt sich die Gemeinde Ottobrunn, gemeinsam mit Unterhaching und Neubiberg, zu einem Drittel an den Investitions-, Unterhalts- und Instandhaltungskosten des sogenannten Funparks, einer Skater- und BMX-Anlage auf der ehemaligen Start- und Landebahn des Landschaftsparks Hachinger Tal. Im Untergeschoss des Wolf-Ferrari-Hauses befindet sich ein Schießstand. Er ist die Wirkungsstätte der Schützenzunft Ottobrunn.

#### Sportvereine

##### Vereine im Sportbeirat
Im Sportbeirat, dem gemeinschaftlichen Sprachrohr der Ottobrunner Sportvereine gegenüber der Gemeinde, sind folgende Vereine vertreten:
Der 1949 gegründete TSV Ottobrunn ist mit knapp 3000 Mitgliedern der größte Sportverein in der Gemeinde. Die zehn Abteilungen Basketball, Fechten, Fußball, Handball, Judo, Karate, Leichtathletik, Ski- und Bergsport, Tischtennis sowie Turnen (mit Triathlon) bieten vorrangig Breitensport für Angehörige aller Altersgruppen an.
Anfang 2012 entstand der auf Jugendfußball und Mädchenfußball spezialisierte FC Ottobrunn e. V. (kurz FCO) durch eine Abspaltung vom TSV. Seit Oktober 2013 darf er auch die von der Gemeinde Ottobrunn an den TSV vermieteten Sportanlagen anteilig mitbenutzen. Zuvor hatte der FCO auf Plätzen im Münchner Osten trainieren müssen.
Der Schwimmverein Ottobrunn 1970 e. V. (kurz SV Ottobrunn oder SVO) hat fast 700 Mitglieder. Von Anfängerschwimmkursen über Leistungsgruppen bis hin zu Masters- und Breitensportgruppen bietet der SVO die gesamte Bandbreite an Trainingsmöglichkeiten.
Der Eis- und Rollsport-Club Ottobrunn e. V. (kurz ERSC Ottobrunn oder ERSCO) wurde 1972 gegründet und besteht aus den Abteilungen Eishockey, Eiskunstlauf, Eisschnelllauf und Curling mit insgesamt über 600 Mitgliedern. Bevor der Verein im Jahr 1977 das Eislaufstadion am Haidgraben als Wirkungsstätte erhielt, übten seine Mitglieder ihren Sport im Holzkirchener Eisstadion aus.
Der TanzsportClub Ottobrunn e. V. (kurz TSC Ottobrunn) wurde 1986 gegründet und ist mit mehreren hundert Mitgliedern einer der größten Tanzsportvereine in der Umgebung. Von den 15 Gruppen trainieren sechs für die jährlichen Turniere, bei denen der TSC mehrmals den Titel des bayerischen, deutschen und Europameisters errang.
Der Behinderten- und Versehrten-Sportverein Neubiberg-Ottobrunn und Umgebung e. V. (kurz BVS Neubiberg-Ottobrunn) wurde 1972 als Versehrtensportgruppe Neubiberg-Ottobrunn (kurz VSG Neubiberg-Ottobrunn) aus der Taufe gehoben. Der BVS ist mit rund 200 Mitgliedern der größte Behinderten-Sportverein im Landkreis München. Wichtige Betätigungsfelder sind auch Rehabilitationssport und Prävention.
Der Volleyball-Club Ottobrunn e. V. (kurz VC Ottobrunn oder VCO) ist 1988 aus der 1974 gegründeten Volleyball-Abteilung des TSV Ottobrunn hervorgegangen. Zuvor hatte die 1. Herren- und Damenmannschaft zwei Jahre lang in der 1. Bundesliga gespielt.
Der Skibob-Club Ottobrunn e. V. (kurz SBCO) wurde 1964 gegründet und kann auf viele Erfolge bei Europa- und Weltmeisterschaften verweisen.
Die Schützenzunft Ottobrunn e. V. (kurz SZO) existiert seit 1978. Bevor ihre Wirkungsstätte – das Wolf-Ferrari-Hauses mit seinen 14 Schützenständen – 1986 fertiggestellt wurde, übten die Schützen ihren Sport in der Nachbargemeinde Hohenbrunn aus.
Außerdem sind im Sportbeirat die Minigolffreunde Ottobrunn (kurz MGF Ottobrunn), der Bahnengolfclub 90 Ottobrunn e. V. (kurz BGC Ottobrunn) und der Radio-Modell-Flugsport-Club Ottobrunn e. V. vertreten.

##### Sonstige Sportvereine
Die Tennisabteilung des in Neubiberg ansässigen TSV Neubiberg/Ottobrunn e. V. 1920 ist ein selbstständiger, nicht rechtsfähiger Verein im Hauptverein. Während der TSV die meisten Sportarten im Neubiberger Raum betreibt, hat die 1932 gegründete Tennisabteilung – einer der ältesten Tennisclubs im Münchner Raum – ihr Zuhause in der vereinseigenen Anlage in der Ottobrunner Jahnstraße/Gartenstraße. Die Tennisabteilung zählte im Jahr 2010 310 Mitglieder.
Die DASA-Sportgemeinschaft Ottobrunn e. V. und der IABG-Sportverein e. V. haben trotz ihres Namens und der Angabe „85521 Ottobrunn“ in der Vereinsadresse ihren Sitz in der Gemeinde Taufkirchen (Ludwig-Bölkow-Allee 1 beziehungsweise Einsteinstraße 20) (siehe auch Abschnitt „Nachbargemeinden“).

### Bauwerke und Denkmäler

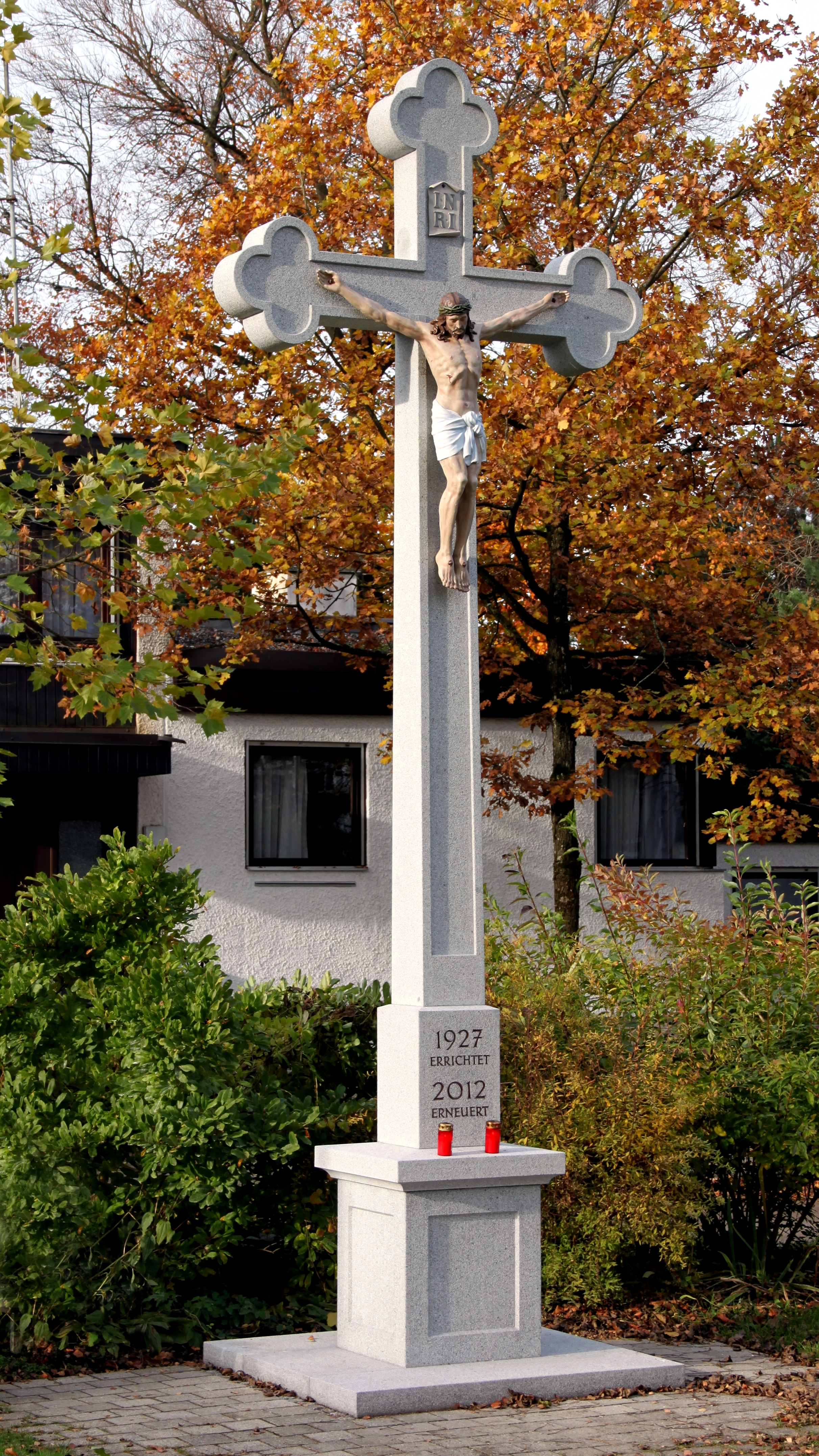
Feldkreuz

Wegen der vergleichsweise kurzen Geschichte des Ottobrunner Siedlungsraumes finden sich im Ortsbild nur wenige historische Bauwerke. Umso zahlreicher sind die Denkmäler.
An der Rosenheimer Landstraße 128 steht die Ottosäule, eine dorische Säule mit der Büste des Königs Otto von Griechenland, errichtet zur Erinnerung an dessen Verabschiedung von Bayern am 6. Dezember 1832, gestiftet und gestaltet von Anton Ripfel. Sie wurde am 13. Februar 1834 enthüllt und 1977 um neun Meter nach Südwesten versetzt.
Die Gaststätte Waldschlößchen, ein zweigeschossiger Zweiflügel-Eckbau mit Turm und Wohnungen, wurde 1902 von Clemens Schöps erbaut und später nach Süden erweitert. Eine Pferdestallung und eine Kegelbahn in Holzbauweise kamen hinzu, die aber nicht mehr existieren. Das Waldschlößchen befindet sich an der Ecke Rosenheimer Landstraße/Prinz-Otto-Straße und ist das älteste erhaltene Gebäude in Ottobrunn. Sein Südflügel wurde bald auf das Doppelte seiner ursprünglichen Größe verlängert. Seit Anfang der 1990er Jahre befindet sich in dem Haus ein italienisches Restaurant, das nochmals in südlicher Richtung durch einen Wintergarten erweitert wurde.
Das im Jahr 1987 vom Riemerlinger Bildhauer Wolfgang Sandt geschaffene Denkmal zur Erinnerung an das KZ-Außenlager Ottobrunn stand seit 1996 im Innenhof des Gymnasiums Ottobrunn, bevor es 2001 an seinen jetzigen Standort an der Kreuzung Rosenheimer Landstraße/Unterhachinger Straße versetzt wurde. Rund 30 Meter dahinter befindet sich ein Feldkreuz. Es wurde 1927 vom Tiefbau-Unternehmer und langjährigen Vorstand des Interessenvereins Ottobrunn, Hans Kreß, anlässlich der 25-Jahr-Feier der Siedlung Ottobrunn gestiftet. 2012 wurden das ursprünglich aus Betonwerkstein bestehende Feldkreuz durch ein Kreuz aus heimischem Granit ersetzt und die Christus-Figur restauriert.
Am Friedrich-Ebert-Platz steht das Friedrich-Ebert-Denkmal. Es ist der einzige Gedenkstein in Bayern, der an den ersten Reichspräsidenten der Weimarer Republik erinnert. Er wurde 1928 von der Ottobrunner SPD und dem Reichsbanner Schwarz-Rot-Gold errichtet und war ursprünglich gemauert und mit einer Plakette versehen. Im Jahr 1933 wurde das Denkmal von Nationalsozialisten zerstört. Auf Initiative von Franz Thoma, dem damaligen Ortsvereinsvorsitzenden der SPD, wurde es 1954 wiedererrichtet. Der neue Entwurf wurde vom Bildhauer Hans Baumgartner aus München-Obermenzing gestaltet.
Auf dem Gelände der Grundschule an der Friedenstraße (Schule I) steht der am Volkstrauertag 1958 enthüllte Gedenkstein für die Opfer des Zweiten Weltkriegs mit den Aufschriften „Gedenkt unserer Opfer und bewahrt den Frieden“ sowie „Euch alle, die ihr Unrecht erlitten habt, bitten wir, vergebt“.
Das Denkmal des griechischen Freiheitskämpfers Dimitris „Koliópoulos“ Plapoutas (Inschrift: „Dimitri Koliopulos Plaputas“) steht im Skulpturengarten hinter dem Rathaus. Die Büste wurde 1988 der Gemeinde Ottobrunn von seinem Ur-Ur-Enkel geschenkt.
An der Kreuzung Friedenstraße/Jahnstraße wurde 1991 auf Initiative des CSU-Ortsverbands Ottobrunn auf einer kleinen Grünfläche ein Denkmal zur Erinnerung an die Deutsche Wiedervereinigung errichtet.
Am ehemaligen Standort des ersten Ottobrunner Kirchleins (Ecke Alte Landstraße/Haidgraben) ließ die Pfarrei St. Otto am 1. Dezember 2002 den Gedenkstein zur Erinnerung an den ersten Gottesdienst in Ottobrunn am 1. Dezember 1918 aufstellen.

### Waldgebiete und öffentliche Grünflächen
Obwohl ursprünglich eine Ansammlung von Waldkolonien, besitzt Ottobrunn infolge der starken Bebauung nur noch wenige Waldgebiete. Ende 2013 betrug der Anteil der Waldflächen am Gemeindegebiet 6,8 Prozent. Das ist einer der niedrigsten Werte unter den 29 Kommunen des Landkreises München (Durchschnitt: 44,2 Prozent). Unter den Gemeinden im Waldgürtel südlich und östlich von München wird Ottobrunn diesbezüglich nur von der Nachbargemeinde Neubiberg übertroffen.

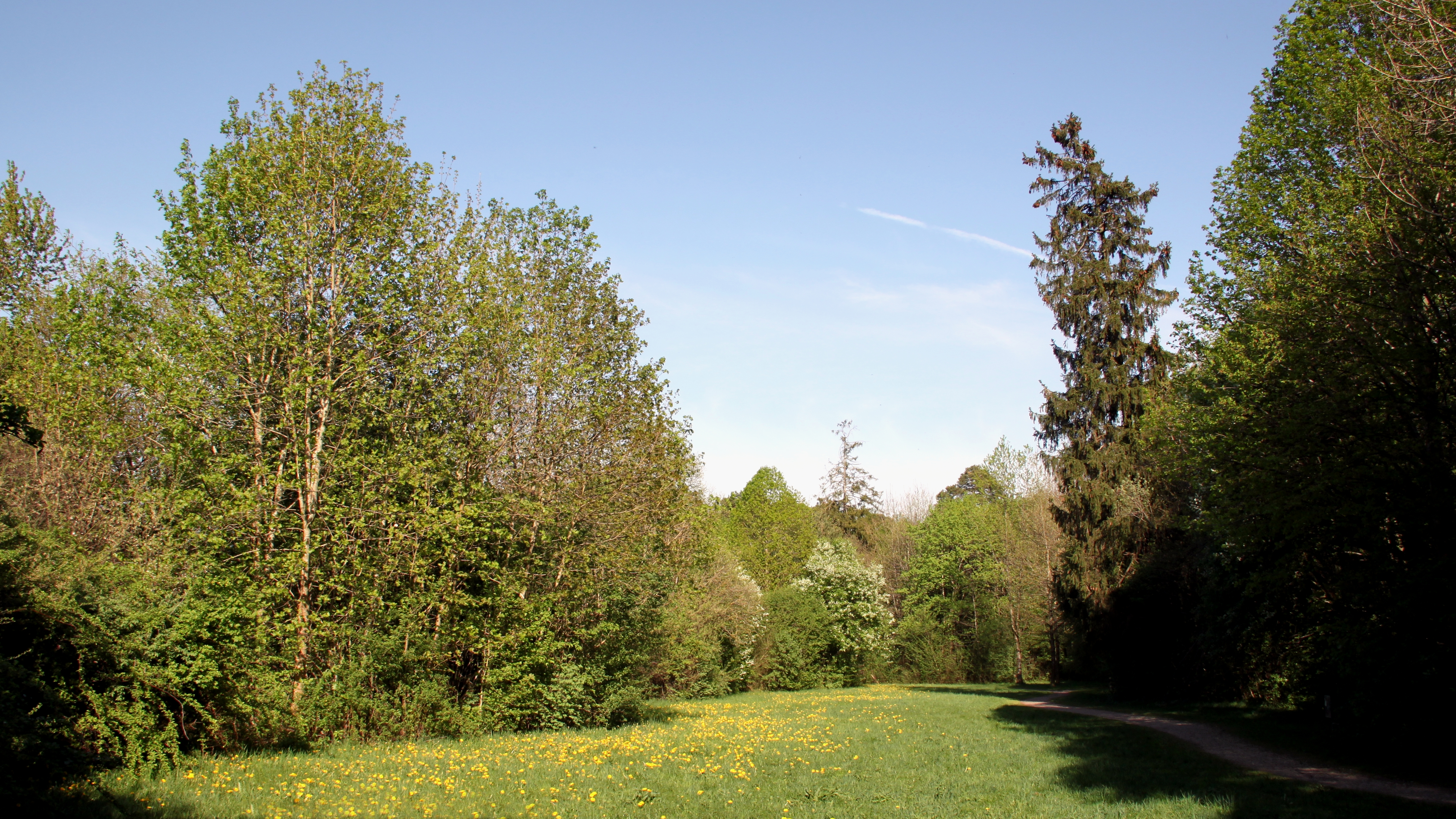
Lichtung im Amalienwald

Das größte Waldgebiet ist der 23 Hektar große Bahnhofswald an der Bahnhofstraße, den sich Ottobrunn, wo er Amalienwald heißt, mit Neubiberg teilt. 1986 wurde der Amalienwald zu einem naturnahen Erholungsgebiet gestaltet.
Weitere Waldflächen auf Ottobrunner Flur sind der Hans-Kreß-Wald zwischen Rosenheimer Landstraße, Burgmaierstraße und Hans-Kreß-Straße, das Wäldchen an der Einsteinstraße (Zwölferholz) auf Höhe des Stieglitzwegs, die Wäldchen nördlich und südlich des Gymnasiums zwischen Karl-Stieler-Straße und Adalbert-Stifter-Straße, das Wäldchen zwischen Adalbert-Stifter-Straße und Hermann-Löns-Straße sowie das Wäldchen an der Putzbrunner Straße westlich und östlich der Buchenstraße.
Der Anteil der Grünanlagen am Gemeindegebiet beträgt 2,3 Prozent (Landkreis: 0,7 Prozent) (31. Dezember 2013). Das ist einer der höchsten Werte unter den Kommunen des Landkreises. Die größte Parkanlage mit drei Hektar Fläche ist der 1971 angelegte Park an der Ecke Ranhazweg/Drosselstraße.
Zu erwähnen sind auch die Maderwiese (oder Festwiese) in der Ortsmitte (Eduard-Klas-Weg), die Eichendorffwiese (Ecke Eichendorffstraße/Pestalozzistraße) und die Hans-Watzlik-Wiese (auch Watzlikwiese) (Schillerstraße).
Der 10,3 Hektar große Parkfriedhof (Ecke Haidgraben/Pfarrer-Krempl-Weg) wurde im Juli 1981 eingeweiht. Bis dahin hatten Beisetzungen auf dem Friedhof von Unterhaching stattgefunden. Er war die letzte Einrichtung gewesen, die Ottobrunn nach seiner Ausgemeindung im Jahr 1955 noch mit der Muttergemeinde teilte. Bevor die Gemeinde im Jahr 1977 das Gelände erwarb, auf dem der Parkfriedhof entstand, gehörte es Margarete Freifrau von Stengel, der ältesten Tochter von Bankier Wilhelm von Finck. 1993 wurde der Parkfriedhof erweitert.
Vom 126 Hektar großen Landschaftspark Hachinger Tal auf dem ehemaligen Flugplatz Neubiberg besitzt Ottobrunn einen Anteil von 6,1 Hektar im Osten.

### Naturschutz und Landschaftspflege
Ottobrunn ist Sitzgemeinde des Landschaftspflegeverbands München-Land e. V. Er wurde am 22. Juli 1993 auf Initiative des damaligen Ottobrunner Gemeinderatsmitglieds Rudolf Kemeter gegründet. Der Verband pachtet gemeindeeigene Grundstücke, um darauf Biotope anzulegen und zu pflegen.
Der Bahnhofswald an der nördlichen Ottobrunner Gemeindegrenze ist seit dem 20. Juli 1976 als Landschaftsschutzgebiet ausgewiesen. 1986 wurden in ihm vier umzäunte Teiche für Amphibien angelegt. Seit den frühen 2000er Jahren hat die Gemeinde Ottobrunn im Bahnhofswald ein 8800 Quadratmeter großes Grundstück gepachtet. Auf ihm wurden eine Streuobstwiese und angrenzend ein Waldsaum angelegt. Der Landschaftspflegeverband pflegt die Wiese, um sie allmählich nährstoffärmer und dadurch artenreicher zu machen.

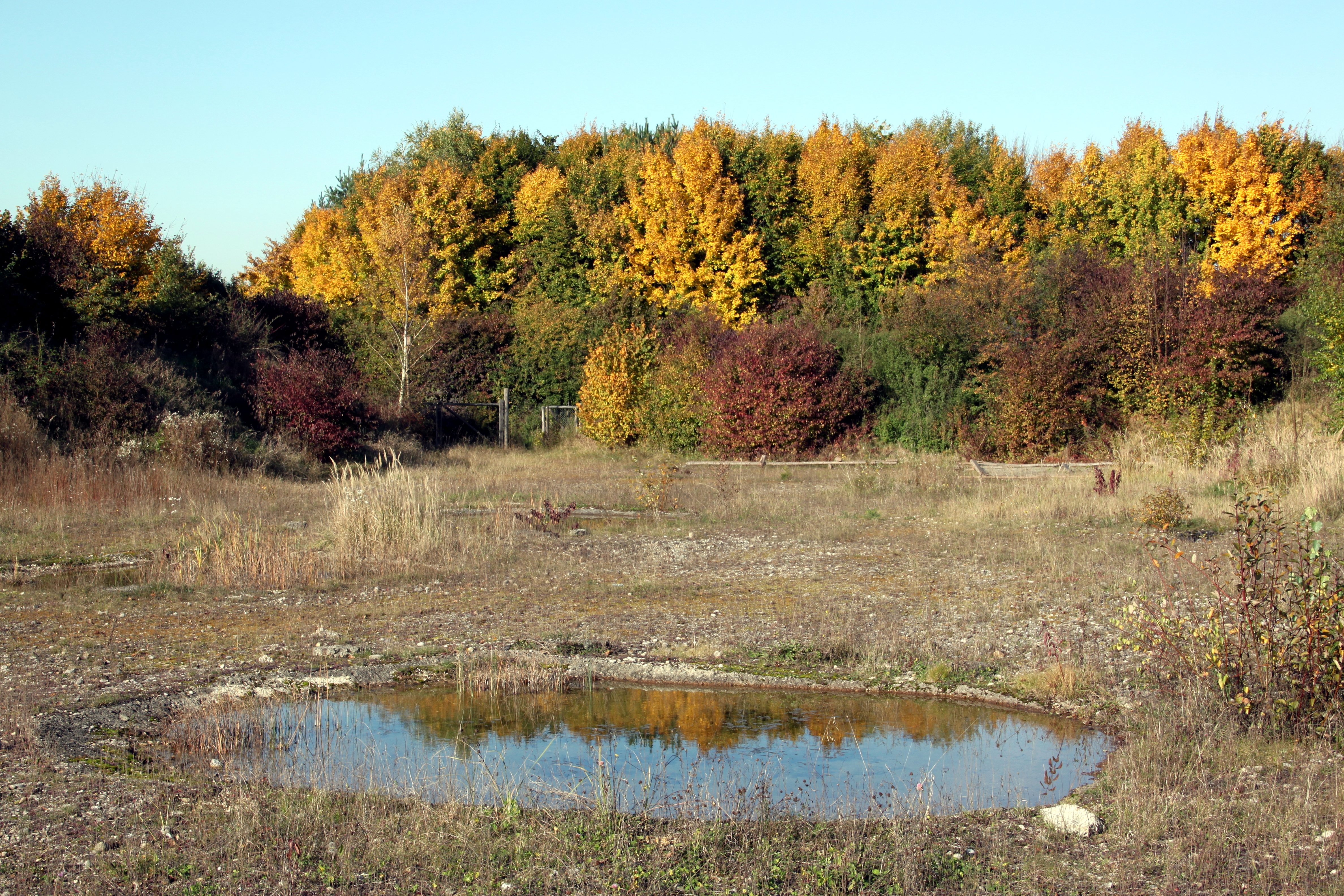
Wechselkröten-Biotop am Parkfriedhof (Haidgrabenweg)

An der westlichen Gemeindegrenze, südwestlich des Parkfriedhofs, schuf der Landschaftspflegeverband ein etwa 1,2 Hektar großes Biotop aus verschiedenen Lebensraumtypen. Im westlichen Teil, einem 4400 Quadratmeter großen, umzäunten Areal am Haidgrabenweg, legte der Verband im Frühjahr 2002 neun Tümpel als Laichplatz für die in Bayern vom Aussterben bedrohte Wechselkröte an. Auf den übrigen 7600 Quadratmetern schuf der Verband 2009 eine Streuobstwiese mit über 20 Obstbäumen. Am Kathi-Weidner-Weg wurden im selben Jahr 28 Eichen gepflanzt.
1996 und 1999 pflanzte der Landschaftspflegeverband mehrere Heckenstreifen mit einer Gesamtlänge von 320 Metern, um Wildtieren ganzjährig einen sicheren Lebensraum bieten. Sie befinden sich westlich des Wechselkrötenbiotops am Parkfriedhof, westlich des zum Sportpark gehörenden Kunstrasenplatzes sowie auf einem ehemaligen Grundstück der Gemeinde Ottobrunn im Gemeindegebiet Taufkirchen.
Auf einem 0,9 Hektar großen, zu Ottobrunn gehörenden Teil des Landschaftsparks Hachinger Tal pflanzten 270 Kinder der Schule III an der Albert-Schweitzer-Straße und des Kindergartens Haus des Kindes aus Hohenbrunn im Jahr 2009 rund 1600 Bäume im Rahmen der Schülerinitiative Plant-for-the-Planet.
Wegen der Nähe Ottobrunns zum ehemaligen, inzwischen renaturierten Militärflugplatz Neubiberg und der inselartigen Lage vieler Baumgruppen im Gemeindegebiet
lebten im Jahr 2009 in Ottobrunn 10,9 Prozent aller Saatkrähen Bayerns. Die Vogelart steht auf der Roten Liste gefährdeter Brutvögel Bayerns. Weil sich Bewohner der Siedlung an der Zaunkönigstraße durch Verkotung und frühmorgendliche Rufe zweier Saatkrähen-Kolonien massiv belästigt fühlten, durften sie im Februar 2010 vor Beginn der Brutzeit 20 Nester aus den Baumkronen entfernen.
An anderen Stellen im Gemeindegebiet fanden auch illegale Vergrämungen statt.
Das Haus des Pfadfinderstamms DPSG Ottobrunn an der Buchenstraße wurde 2008 so erbaut, dass sein Volumen den Waldboden nur zu einem kleinen Teil berührt. Dadurch wurde die Versiegelung so gering wie möglich gehalten.

### Regelmäßige Veranstaltungen

#### Feste

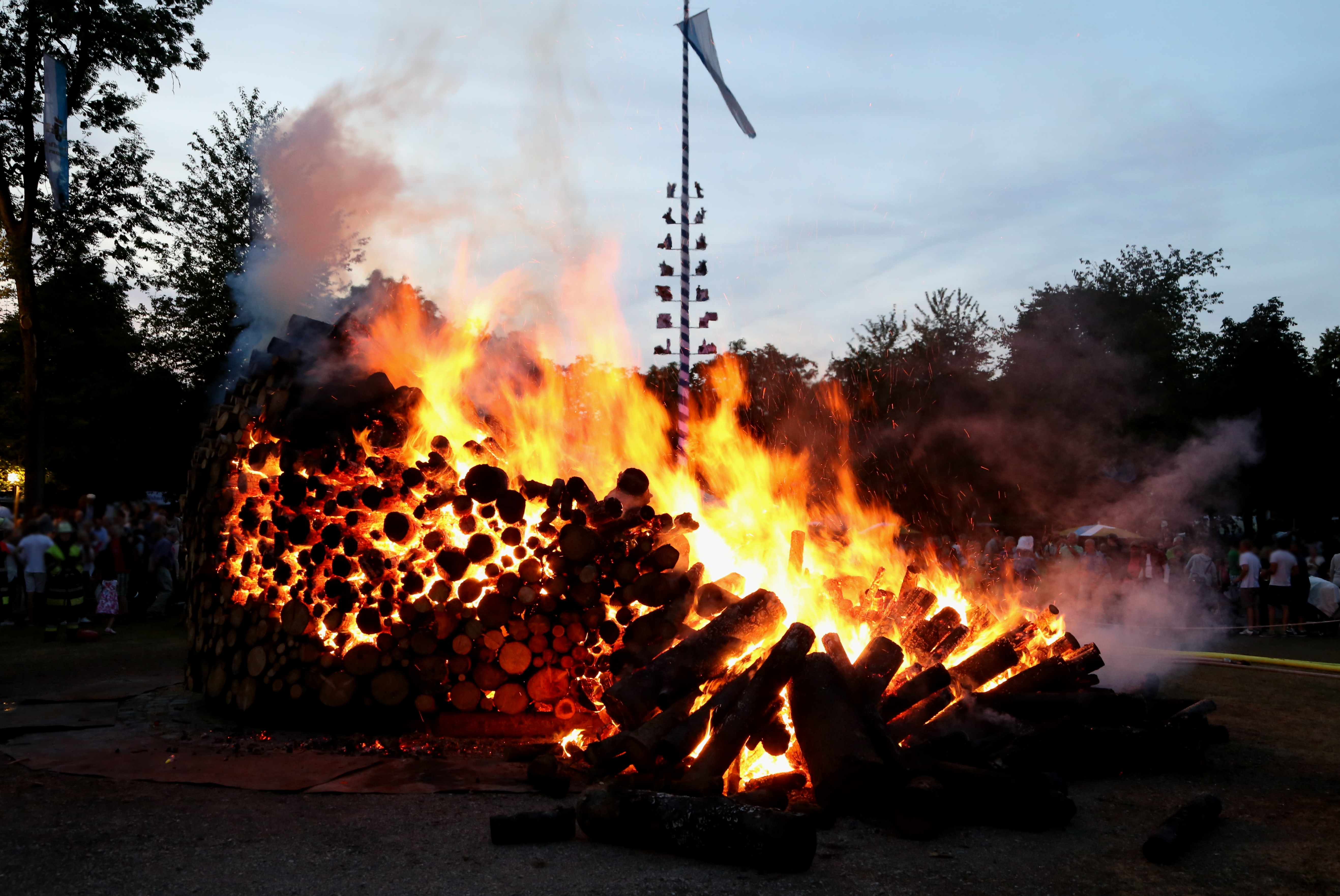
Sommerfeuer 2015 auf der Maderwiese

Seit Mitte der 1980er Jahre wird alljährlich im September (ursprünglich Juli) das Ottostraßenfest gefeiert. Anfangs nur in kleinem Rahmen an der Ecke Ottostraße/Bergstraße („Freizeiteck“) abgehalten, bietet das inzwischen auf 1200 Meter Länge angewachsene Fest seinen Besuchern vielfältige Unterhaltung und den Geschäftsleuten entlang der Ottostraße sowie den Ottobrunner Vereinen eine Bühne zur Selbstdarstellung. Zeitgleich lädt die ebenfalls in der Ottostraße ansässige Freiwillige Feuerwehr Ottobrunn zu ihrem Tag der offenen Tür ein.
Im Juli eines jeden Jahres wird zum einen seit 1988 auf der Maderwiese (Ortsmitte) das vom Burschenverein Ottobrunn e. V. organisierte Sommerfeuer entzündet. Zum anderen wird auf der Hans-Watzlik-Wiese (Schillerstraße) seit 1981 das traditionelle Sommerfest der Eigenheimervereinigung Ottobrunn-Hohenbrunn e. V. abgehalten.

#### Ausstellungen
Der Kunstverein Ottobrunn veranstaltet seit 1996 jeweils im Herbst die Jahresausstellung seiner Mitglieder, seit 2004 alle zwei Jahre im Mai eine offene Ausstellung namens ARTiges für alle bildenden Künstler. Beide Ausstellungen finden im Verwaltungstrakt des Rathauses statt. Letztere ist mit der Verleihung eines Kunstpreises des Kunstvereins verbunden.

#### Theater und Kabarett
Jeden zweiten Samstag im Juli findet seit 1989 auf dem Rathausplatz das Kultursommer-Fest unter Beteiligung lokaler und internationaler Künstler, Gruppen, Ensembles und Vereine statt. Zwei Wochen später folgt seit 2009 der Theatersommer mit einem Kabarett- und zwei Theaterabenden. Je nach Wetter werden die Veranstaltungen im Rosengarten hinter dem Wolf-Ferrari-Haus oder im Wolf-Ferrari-Haus selbst abgehalten.
Seit 2001 ist das Wolf-Ferrari-Haus jeden November Schauplatz des Wettbewerbs (bis 2012: Nachwuchswettbewerbs) Amici Artium für Kabarettisten und Comedians.

#### Märkte und Dult
Seit 1982 wird alljährlich (derzeit im September) die Ottobrunner Hobby-Künstler-Dult abgehalten. Seit 1987 findet vor Ostern und am dritten Advent ein Kunsthandwerker-Markt im und am Wolf-Ferrari-Haus statt.
Seit 1983 organisiert die Frauen-Union Ottobrunn im März und November einen Flohmarkt mit 240 Stand- und 60 Tribünenplätzen in der Ferdinand-Leiß-Halle. Zu jeder Veranstaltung finden sich bis zu 5000 Besucher ein.

#### Talkshow und Diskussionsrunde
Die Talkshow-Reihe Ottobrunner Kulturstammtisch wird seit 1994 von der in Ottobrunn lebenden Journalistin, Buchautorin und Gemeinderätin Ruth Eder organisiert und moderiert. Der Kulturstammtisch findet etwa zwei- bis viermal jährlich im Restaurant des Wolf-Ferrari-Hauses statt. Talkgäste sind prominente Vertreter aus Kultur, Sport, Wirtschaft, Politik und Gesellschaft, etliche davon wohnhaft in Ottobrunn und Umgebung.
Die Ottomane ist eine Reihe von Vorträgen, Lesungen und Plaudereien über Themen aus den Kultur-, Geistes- und Naturwissenschaften. Sie wird seit vielen Jahren von der VHS SüdOst im Landkreis München organisiert und in der Ottobrunner Gemeindebibliothek abgehalten. Moderator ist der VHS-Geschäftsführer Karl Heinz Eisfeld. Die Bezeichnung „Ottomane“ bezieht sich auf das gleichnamige Sitzmöbel für den Moderator und seinen Gast, das im Mittelpunkt jeder Veranstaltung steht.
Zur historischen Ausstellungsreihe „Ottonale“ siehe: Geschichte Ottobrunns#Ausstellungen.

## Wirtschaft und Infrastruktur

### Gewerbegebiete
Am Westrand der Gemeinde Ottobrunn liegen drei Gewerbegebiete: im Nordwesten das Gewerbegebiet Nord, im Westen das Gewerbegebiet Mitte und im Südwesten der Technologie- und Innovationspark (TIP).

#### Gewerbegebiet Nord

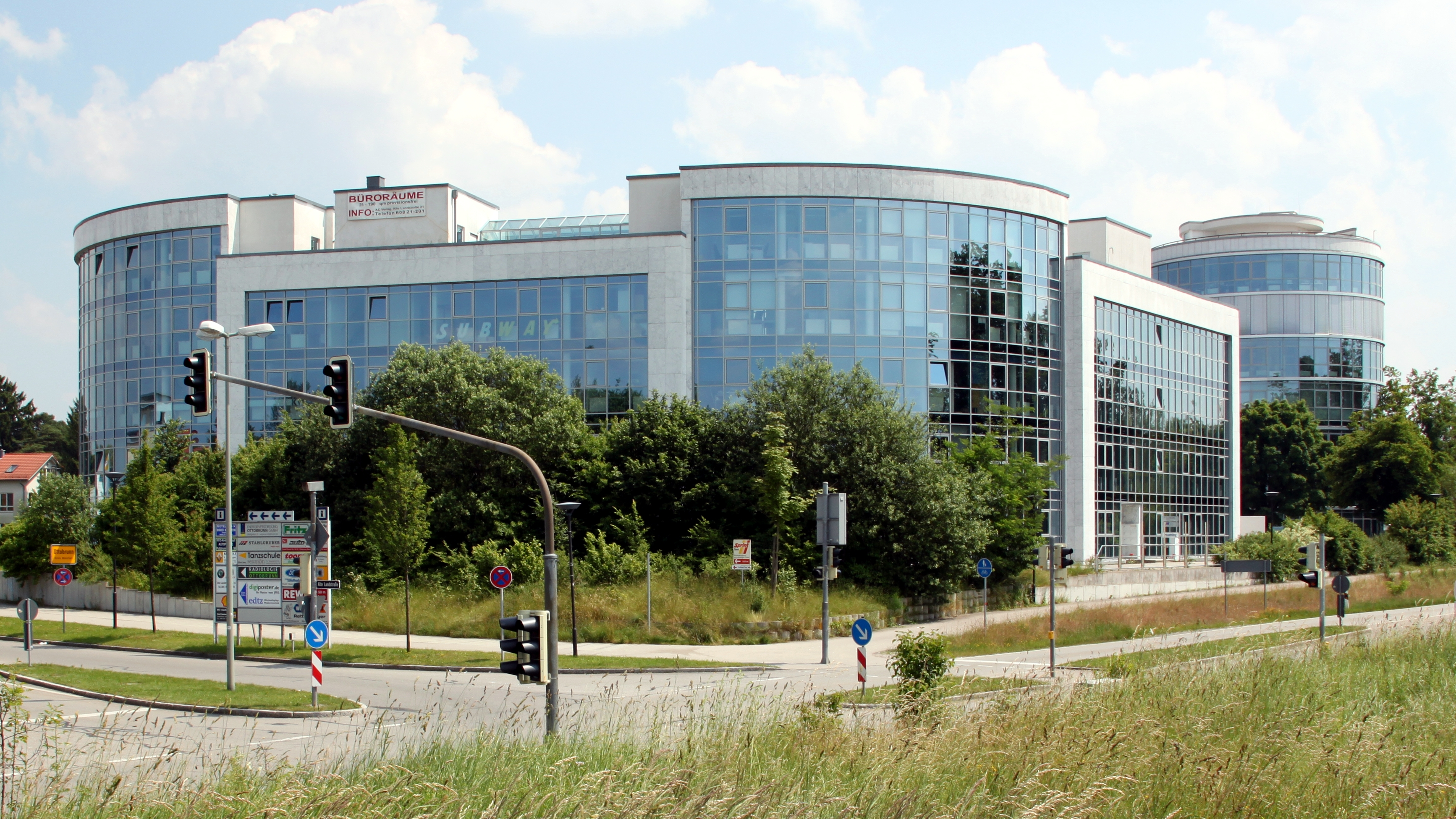
„Büropark Ottobrunn“ im Gewerbegebiet Nord

Das Gewerbegebiet Nord hat einschließlich öffentlicher Erschließung eine Fläche von 27,9 Hektar. Es beginnt im Norden an der Einmündung der Alten Landstraße in die Staatsstraße 2078, erstreckt sich im Westen bis zur Grenze zu Unterhaching, im Osten bis etwa 100 Meter östlich der Alten Landstraße und endet im Süden ungefähr auf Höhe der Straße „Finsinger Feld“ beziehungsweise des Bozaunwegs.
Am nördlichen Ende befindet sich seit 2001 der 1,1 Hektar große Büropark Ottobrunn. Seine architektonischen Wahrzeichen sind ein U-ähnlicher Bürokomplex zwischen der Staatsstraße 2078 und der Alten Landstraße sowie ein zylindrischer Büroturm am Haidgraben, der vor allem ein radiologisches Diagnose- und Servicezentrum beherbergt. Im westlichen Teil des Gewerbegebiets (Finsinger Feld) hat Ottobrunns größter Arbeitgeber TE Connectivity mit rund 600 Mitarbeitern seinen Sitz und sein 16 Hektar großes Gelände. Im südlichen Teil des Gewerbegebiets (Haidgraben) befinden sich unter anderem der Sitz des Zweckverbands München-Südost sowie der gemeindliche Wertstoffhof.

#### Gewerbegebiet Mitte
Das Gewerbegebiet Mitte hat einschließlich öffentlicher Erschließung eine Fläche von 10,8 Hektar. Es beginnt im Norden rund 50 Meter südlich des Kathi-Weidner-Weges an der ehemaligen Südgrenze des aufgelassenen Militärflugplatzes Neubiberg, erstreckt sich im Westen bis zur Grenze zu Unterhaching an der Staatsstraße 2078, im Osten bis zum Haidgraben und endet im Süden an der Unterhachinger Straße.
Im Gewerbegebiet Mitte ist der Einzelhandel recht stark vertreten. Hierzu gehören das 0,8 Hektar große Einkaufszentrum „Isar Center“, eine freie Tankstelle, eine Discounter-Filiale, zwei Filialen eines Sportfachhändlers sowie das Verkaufshaus eines Auto-Ersatzteilehändlers. Weitere bedeutende Betriebe sind der Firmensitz eines weltweit agierenden Bondtechnik-Herstellers und die Niederlassung eines Papier-Großhändlers. Das Gewerbegebiet Mitte ist auch Sitz der Ludwig-Bölkow-Stiftung und der Ludwig-Bölkow-Systemtechnik GmbH.

#### Technik- und Innovationspark
Der rund 10 Hektar große Technik- und Innovationspark (TIP) liegt zum weitaus größten Teil auf dem Gebiet der Gemeinde Taufkirchen. Letzteres gilt auch für die Hochtechnologie-Unternehmen Airbus Defence and Space (DS) und IABG sowie den Ludwig-Bölkow-Campus.
Innerhalb Ottobrunns wird der Technologie- und Innovationspark im Norden vom Sportpark Ottobrunn, im Osten von Teilen der Einsteinstraße eingerahmt. Hervorgegangen ist der TIP aus dem Werksgelände der Firmen Messerschmitt-Bölkow-Blohm (MBB) und IABG.

### Einzelhandel und Dienstleister

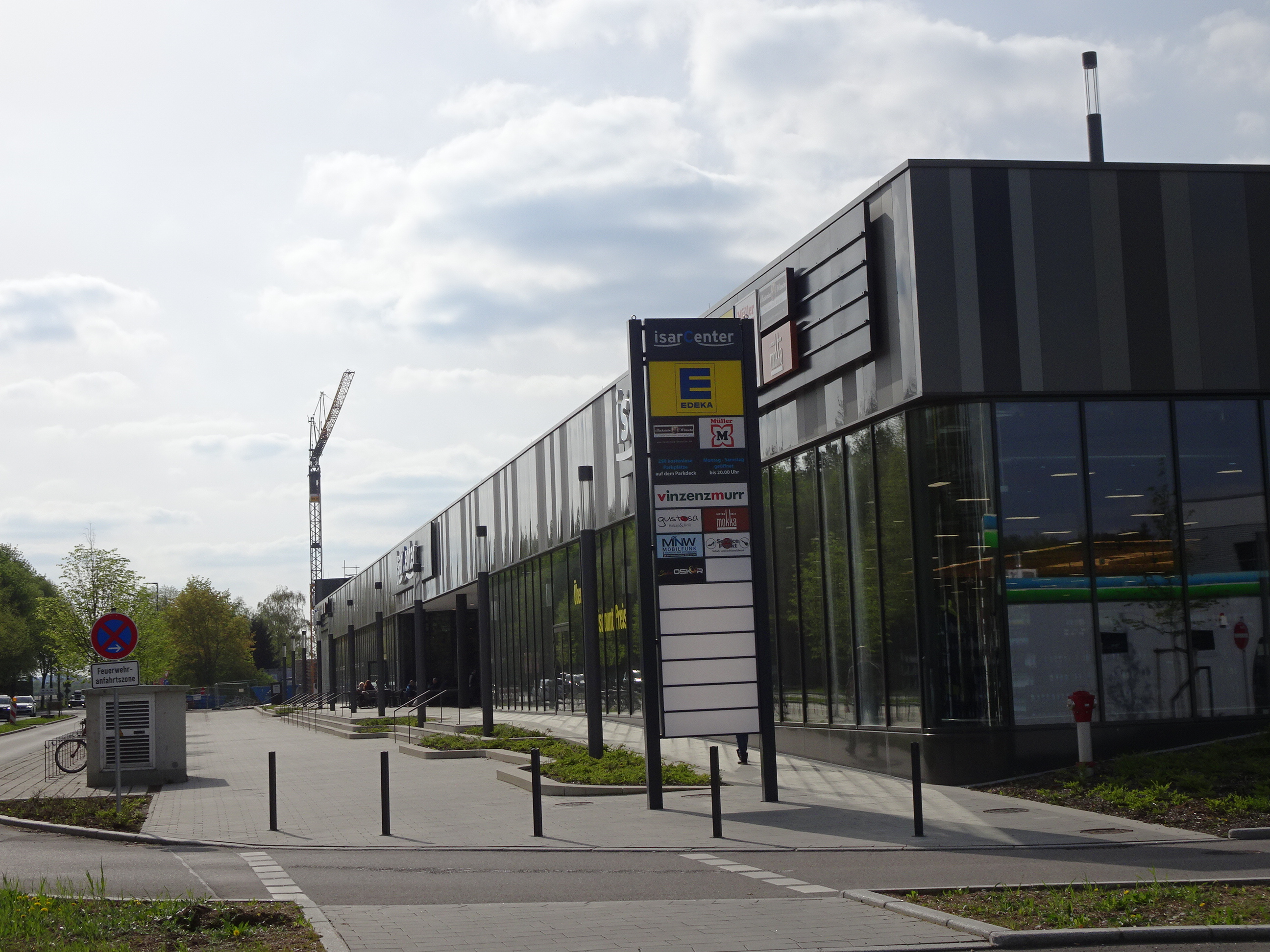
Isarcenter Erweiterungsbau

Einen Schwerpunkt des Einzelhandels bildet seit 1971 das von der Edeka Handelsgesellschaft Südbayern betriebene Einkaufszentrum Isar Center am mittleren westlichen Ortsrand von Ottobrunn. Mit 24 Fachgeschäften ist es die größte Einrichtung seiner Art im südlichen Landkreis München. Inzwischen wurde ein Erweiterungsbau mit Parkflächen auf dem Dach fertiggestellt. Das Bestandsgebäude wird 2024 weiter saniert und umgebaut.
Ein großes Ladenzentrum mit über 90 Geschäften und gastronomischen Einrichtungen befindet sich in der Ortsmitte. Ein kleines Ladenzentrum mit einigen Geschäften, darunter dem ersten Bonus-Markt Bayerns, liegt im Südwesten der Gemeinde (Robert-Koch-Straße). Ergänzt werden die Ladenzentren durch Wochenmärkte.
Weitere Einzelhandelsgeschäfte befinden sich vorwiegend im Bereich der Rosenheimer Landstraße, der Ottostraße und der Putzbrunner Straße, Am Brunneck sowie im Gewerbegebiet Mitte.
Wegen des hohen Verkehrsaufkommens, vor allem auf der Alten Landstraße, der Rosenheimer Landstraße und der Unterhachinger Straße, entwickelte sich Ottobrunn in den Jahrzehnten nach dem Zweiten Weltkrieg zu einem Schwerpunkt des Kfz-Gewerbes. Heute gibt es in der Gemeinde sieben Autohäuser und fünf Tankstellen. Hinzu kommen zahlreiche Gebrauchtwagenhändler und Kfz-Werkstätten sowie Händler für Kfz-Ersatzteile und -Zubehör, Autovermietungen und eine Kfz-Prüfstelle.
Ottobrunn verfügt über fünf Hotels mit insgesamt 353 Betten (Oktober 2014), eine Pension und eine Ferienwohnung. Des Weiteren gibt es Filialen von sechs Banken.

### Beschäftigung
In Ottobrunn gibt es 8760 sozialversicherungspflichtig Beschäftigte (30. Juni 2013) (2010: 9450). Davon sind 37,9 Prozent Frauen (Landkreis: 40,9 Prozent). Im „Produzierenden Gewerbe“ arbeiten 42,9 Prozent (Landkreis: 21,7), im „Handel, Verkehr und Gastgewerbe“ 16,4 Prozent (Landkreis: 25,7) sowie in den „Sonstigen Dienstleistungen“ 40,7 Prozent (Landkreis: 52,4). Der Bereich „Land- und Forstwirtschaft sowie Fischerei“ ist in Ottobrunn seit 2008 nicht mehr vertreten.

### Kaufkraft und Verkaufsfläche
Ottobrunn verfügt über eine überdurchschnittlich hohe Kaufkraft: Die allgemeine Kaufkraft pro Einwohner ist in Ottobrunn um durchschnittlich 52,7 Prozent (Landkreis: 40,8 Prozent), die einzelhandelsrelevante Kaufkraft um 28,4 Prozent (Landkreis: 18,8 Prozent) höher als im Durchschnitt Deutschlands (2007). Damit belegt Ottobrunn den Rang 48, bei der einzelhandelsrelevanten Kaufkraft den Rang 26 unter den kaufkräftigsten Gemeinden Deutschlands.
Die Verkaufsfläche pro Einwohner beträgt in Ottobrunn 1,29 Quadratmeter, zehn Prozent weniger als im Durchschnitt Deutschlands (1,44 Quadratmeter) und 31,7 Prozent weniger, als für Orte vergleichbarer Größe in Bayern typisch ist (1,89 Quadratmeter) (2007). 20,2 Prozent der einzelhandelsrelevanten Kaufkraft fließen in die Münchner Innenstadt, 11,4 Prozent in das Neuperlacher Einkaufszentrum PEP ab.

### Verkehr

#### Individualverkehr

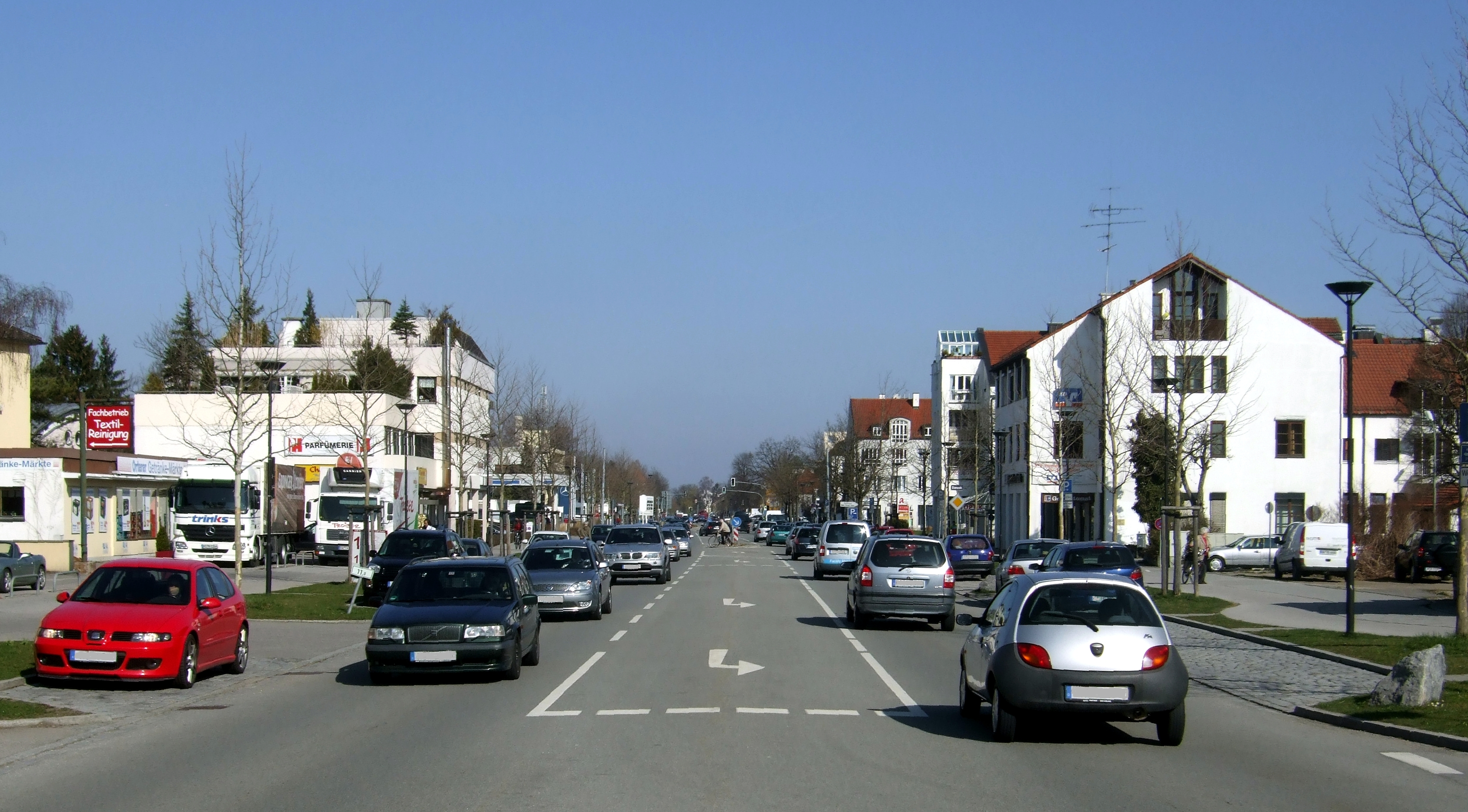
Rosenheimer Landstraße

Das Ottobrunner Straßennetz hat eine Gesamtlänge von rund 52 Kilometern (2012) Hauptverkehrsader ist die knapp drei Kilometer lange, fast schnurgerade von Nordwesten nach Süden durch das Gemeindegebiet verlaufende Alte Landstraße/Rosenheimer Landstraße, inoffiziell „RoLa“ abgekürzt. Weitere wichtige Straßen in Nord-Süd-Richtung sind die Staatsstraße 2078, der Haidgraben, die Mozartstraße/Hohenbrunner Straße sowie die Lenbachallee. Wichtige Straßen in West-Ost-Richtung sind die Unterhachinger Straße, die Putzbrunner Straße, der Ranhazweg und die Ottostraße.
Anfang des 21. Jahrhunderts erhielt Ottobrunn im Nordwesten eine Ortsumfahrung, die sogenannte „Westumgehung“.
Der erste Bauabschnitt wurde im Dezember 2001, der zweite elf Monate später dem Verkehr übergeben. Gleichzeitig wurde die Alte Landstraße/Rosenheimer Landstraße von der Staatsstraße 2078 zur M 12 abgestuft.
Ottobrunn ist über drei Autobahn-Anschlussstellen (AS) an den Straßen-Fernverkehr angeschlossen: an der A 8 über die AS 93 Unterhaching-Ost mit Verbindung nach Ottobrunn-Mitte (seit 2002) und AS 94 Taufkirchen-Ost mit Verbindung nach Ottobrunn-Süd (seit 2001), an der A 99 über die AS 20 Ottobrunn mit Verbindung nach Ottobrunn-Süd. An der Stelle der AS 94 hatte zuvor 30 Jahre lang eine Behelfsanschlussstelle für die Unternehmen Messerschmitt-Bölkow-Blohm und die IABG bestanden.

#### Öffentlicher Verkehr

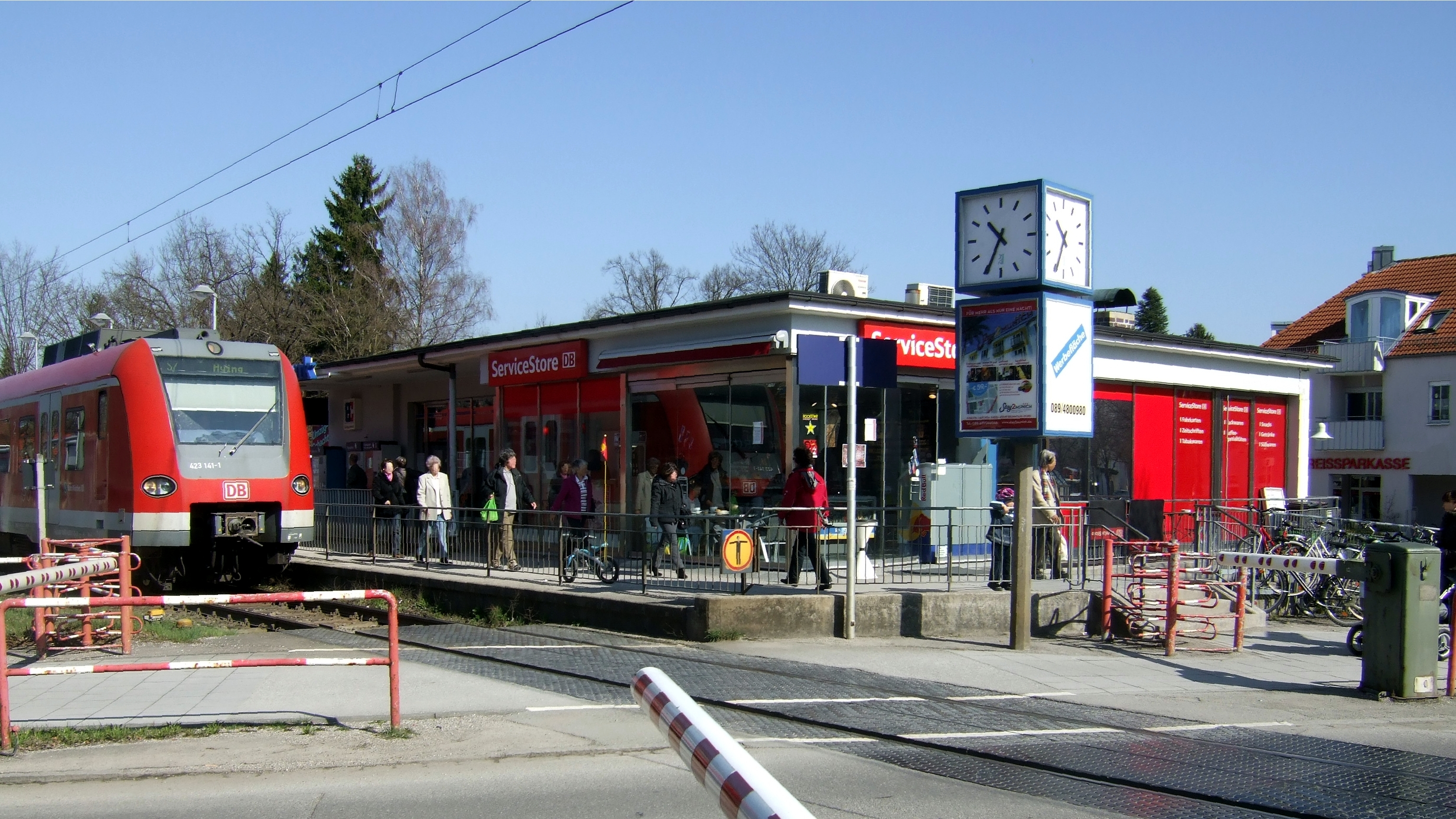
S-Bahn-Haltepunkt Ottobrunn

Ottobrunn liegt an der Bahnstrecke München-Giesing–Kreuzstraße.
Seit 1972 wird Ottobrunn von der S-Bahn München bedient und ist in den gleichzeitig gestarteten Münchner Verkehrs- und Tarifverbund (MVV) integriert. Die Linie S5 verbindet die Gemeinde mit München und einigen Nachbarorten täglich im 20-Minuten-Takt. Auf dem Ostast der S5 mit der Endhaltestelle Kreuzstraße ist Ottobrunn der äußerste Haltepunkt der Tarifzone „M“. Laut Fahrplan sind der Bahnhof München Ost in 14, München Hbf in 26, der Bahnhof München-Pasing in 40 und der Flughafen München in 68 Minuten zu erreichen.
| Linie | Linienverlauf |
| ----- | --- |
| S5    | Kreuzstraße – Großhelfendorf – Peiß – Aying – Dürrnhaar – Höhenkirchen-Siegertsbrunn – Wächterhof – Hohenbrunn – Ottobrunn – Neubiberg – Neuperlach Süd – Perlach – Giesing – St.-Martin-Straße – Ostbahnhof – Rosenheimer Platz – Isartor – Marienplatz – Karlsplatz (Stachus) – Hauptbahnhof – Hackerbrücke – Donnersbergerbrücke – Hirschgarten – Laim – Pasing (– Westkreuz – Neuaubing – Freiham – Harthaus – Germering-Unterpfaffenhofen – Geisenbrunn – Gilching-Argelsried – Neugilching – Weßling) |

Ottobrunn wird durch neun Regionalbuslinien des MVV erschlossen.
| Linie | Linienverlauf                                                                                 | Verkehrsunternehmen |
| ----- | --------------------------------------------------------------------------------------------- | ------------------- |
| X200  | Ostbahnhof (U S) - Taufkirchen, Lilientalstraße                                               | Geldhauser          |
| X204  | Putzbrunn - Ottobrunn - Unterhaching (S) - Candidplatz (U) - Brudermühlstraße (U) - St. Achaz | Watzinger           |
| 210   | Brunnthal, Zusestraße - Ottobrunn - Neuperlach Süd (U S)                                      | Ettenhuber          |
| 212   | Grasbrunn - Putzbrunn - Ottobrunn - Neubiberg (S) - Neuperlach Süd (U S)                      | Ettenhuber          |
| 214   | Riemerling, Altenheim - Ottobrunn (S) - Hohenbrunn                                            | Ettenhuber          |
| 221   | Unterhaching (S) - Ottobrunn (S) - München, Waldheimplatz                                     | Ettenhuber          |
| 222   | Neuperlach Süd (U S) - Brunnthal Nord - Deisenhofen (S) - Höllriegelskreuth (S)               | Geldhauser          |
| 229   | Ottobrunn, Phönix-Bad - Karl-Stieler-Straße - Neubiberg (S) - Neuperlach Süd (U S)            | Ettenhuber          |
| 241   | Haar (S) - Ottobrunn (S) - Taufkirchen (S) - Taufkirchen, Friedhof                            | Ettenhuber          |

In einer Machbarkeitsstudie für die Stadt-Umland-Bahn München wurde die Option einer entsprechenden Bahnstrecke von Neuperlach Süd über die Rosenheimer Landstraße durch Ottobrunn und weiter nach Taufkirchen untersucht. Weitere Schritte zu einer Realisierung sind bislang nicht erfolgt.
Eine Verlängerung der Linie U5 der U-Bahn München von ihrer derzeitigen Endstation über Neubiberg und Ottobrunn zum Ludwig-Bölkow-Campus und zu einer neuen Endstation an der B471 wird geprüft.

### Wohnsituation
In Ottobrunn gibt es 4207 Wohngebäude mit 10.059 Wohnungen (31. Dezember 2013) Das sind 7,9 Prozent mehr Wohnungen und 11,4 Prozent mehr Wohngebäude als im Jahr 2000. Die durchschnittliche Wohnfläche pro Einwohner beträgt 45 m² (Landkreis: 44,8 m²), die durchschnittliche Wohnungsbelegung 2,07 Einwohner pro Wohnung (Landkreis: 2,2) (2013).

### Schulen

#### Regelschulen

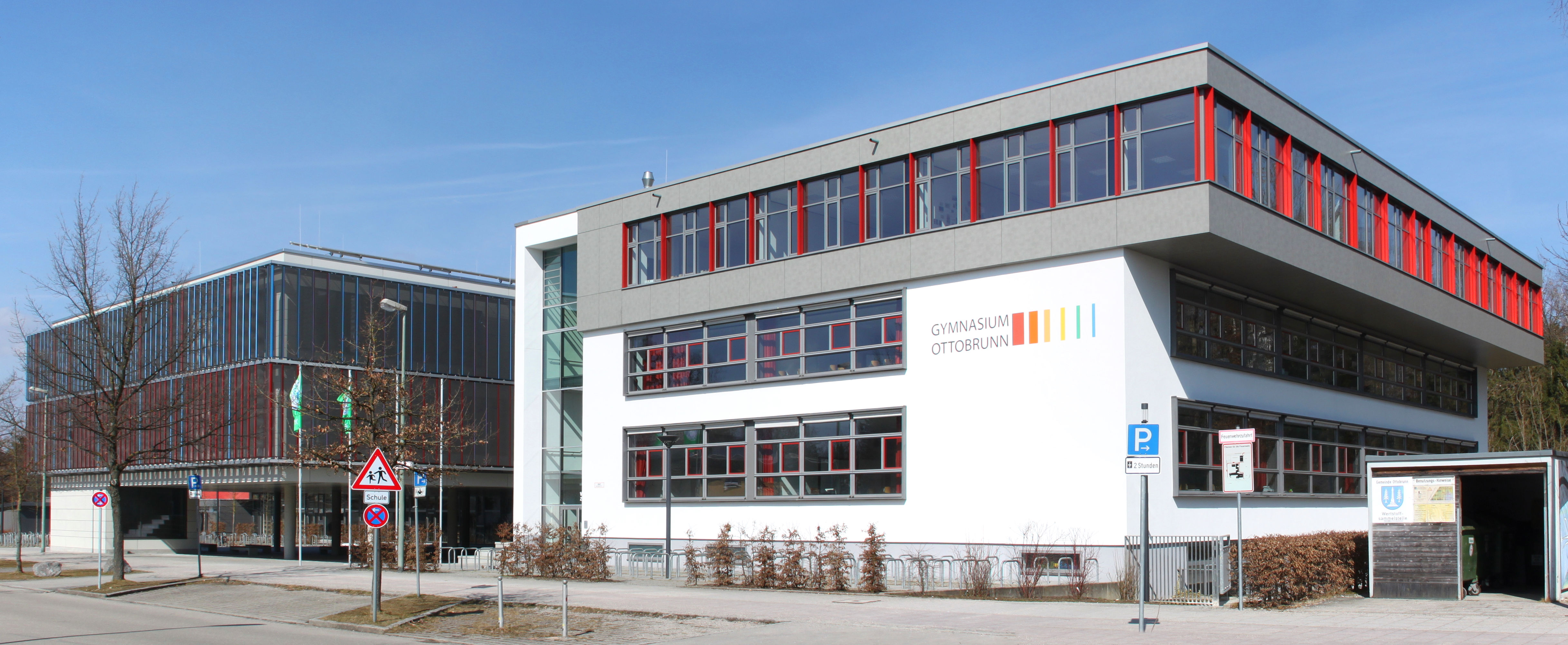
Gymnasium Ottobrunn

In Ottobrunn gibt es drei Grundschulen: die Grundschule an der Friedenstraße (Schule I), die Grundschule an der Lenbachallee (Schule II) und die Grundschule an der Albert-Schweitzer-Straße (Schule III). Insgesamt werden dort 857 Schüler unterrichtet (Schuljahr 2013/14), der siebthöchste Wert unter allen 29 Kommunen des Landkreises.
Das Gymnasium Ottobrunn (GO) an der Karl-Stieler-Straße ist mit 1190 Schülern (Schuljahr 2013/14) das siebtgrößte im Landkreis. Es besteht aus einem naturwissenschaftlich-technologischen und einem sprachlichen Zweig. Seit den frühen 2000er Jahren fördert das Gymnasium Ottobrunn das sogenannte „Digitale Lernen“, das heißt die durchgängige Nutzung von Informationstechnologien im Unterricht.

#### Freie Schulen
Die Volkshochschule SüdOst im Landkreis München (kurz „vhs SüdOst“) ist die drittgrößte Einrichtung ihrer Art in Oberbayern. Träger ist seit Mitte 2012 eine gemeinnützige GmbH (seit 2012) mit den Gemeinden Ottobrunn, Neubiberg, Höhenkirchen-Siegertsbrunn, Hohenbrunn und Putzbrunn als Gesellschaftern.
Die Rosmarie-Theobald-Musikschule Ottobrunn (RTM) hat als Aufgaben die musikalische Grundbildung und Breitenförderung, die Befähigung zum aktiven Musizieren, die Begabtenfindung und -förderung sowie gegebenenfalls die Vorbereitung auf ein Musikstudium.
Die Ballettschule Ottobrunn (BSO) unterrichtet seit dem Schuljahr 2013/14 in Neubiberg (der ursprüngliche Standort, die Schule III an der Albert-Schweitzer-Straße, steht nach der 2015 abgeschlossenen Generalsanierung nicht mehr zur Verfügung).
Das Bildungsangebot der Musik- und der Ballettschule, die rechtlich und wirtschaftlich unter dem Dach der Musik, Tanz und Bewegung (MTB) GmbH zusammengefasst sind und über mehr als 1000 Schüler und mehr als 50 Lehrkräfte verfügen (2012), richtet sich an alle musikalisch interessierten Kinder, Jugendlichen und Erwachsenen. Die zahlreichen Konzerte und Vorstellungen werden in einem Gebäude am nördlichen Haidgraben und im Wolf-Ferrari-Haus aufgeführt.
Träger der RTM und der BSO ist seit Mitte 2012 eine gemeinnützige GmbH mit dem sich in Auflösung befindlichen Kulturkreis Ottobrunn e. V. (ab Oktober 2016: Gemeinde Ottobrunn) als Alleingesellschafter.

### Kindertageseinrichtungen
Laut Statistischem Landesamt

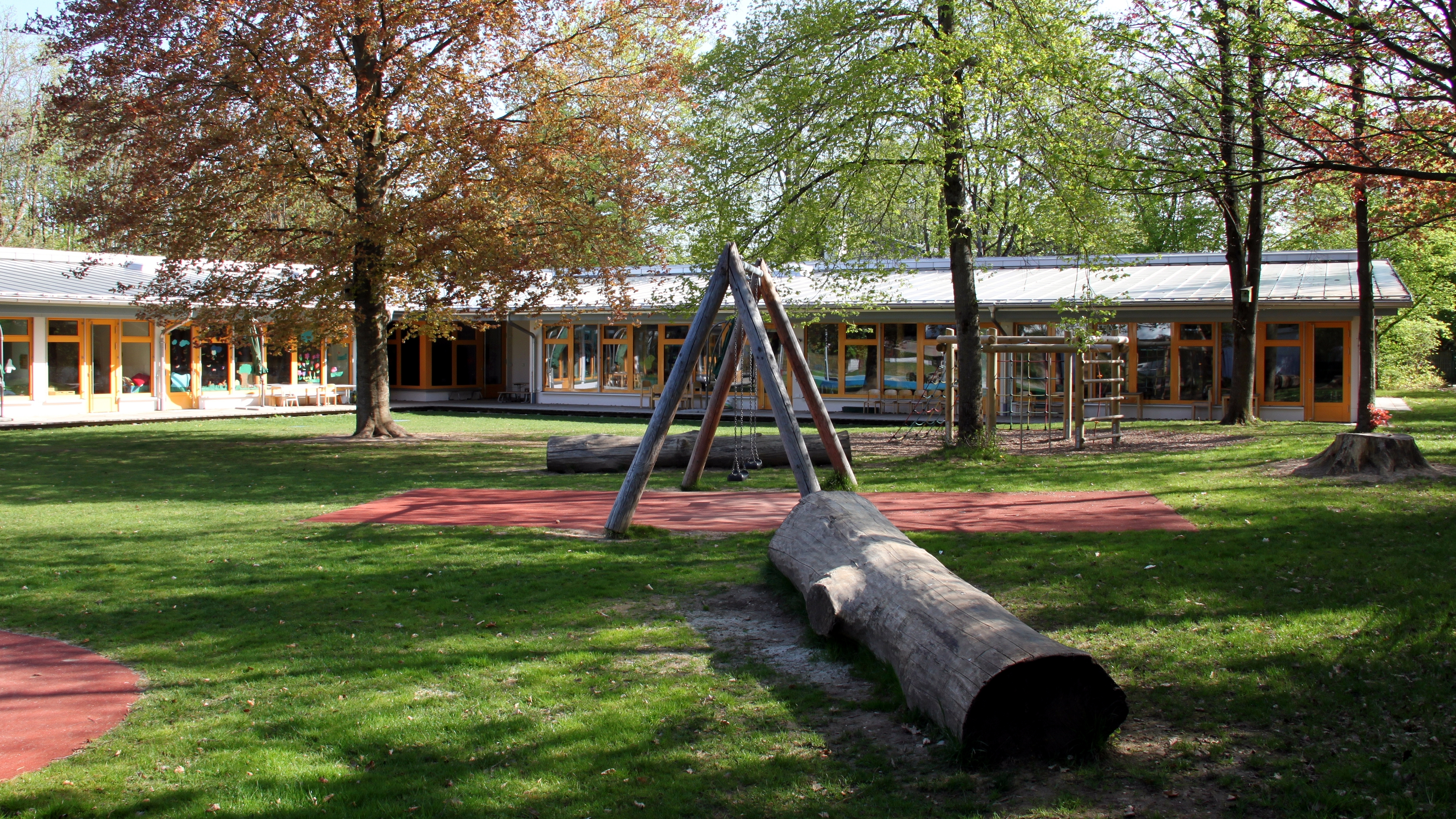
„Haus für Kinder“ der Pfarrei
St. Magdalena (Hermann-Löns-Straße)

verfügt Ottobrunn über 15 Kindertageseinrichtungen. Ihr Betreuungsangebot ist eines der größten in den 29 Kommunen des Landkreises und kommt 925 Kindern (1. März 2014) zugute.
Die höchste Dichte an Kindertageseinrichtungen herrscht an der Albert-Schweitzer-Straße und der Einsteinstraße (jeweils fünf). Beide Straßen liegen im Süden der Gemeinde unweit der Hochhaussiedlungen entlang der Robert-Koch-Straße. Sieben Kindertageseinrichtungen liegen im Osten der Gemeinde (Gustav-Freytag-Straße, Hermann-Löns-Straße, Rembrandtstraße, Putzbrunner Straße), wo sie schwerpunktmäßig Kinder aus der Siedlung an der Lenbachallee aufnehmen. Sechs Kindertageseinrichtungen (Friedenstraße, Gartenstraße) versorgen das Gebiet nördlich der Ortsmitte. Zwei Kindertageseinrichtungen haben sich am westlichen Ortsrand angesiedelt (Haidgraben). In den meisten Fällen ist die Nähe zu einer Grundschule ausschlaggebend für den Standort der Betreuungseinrichtungen. Oft sind sie direkt in Schulhäusern untergebracht.
Der größte Träger mit elf (von insgesamt 25) Einrichtungen ist seit Mitte 2012 die Kindertageseinrichtungen Ottobrunn GmbH mit der Gemeinde Ottobrunn als Alleingesellschafter. Weitere Träger sind Organisationen, vor allem Stiftungen, der katholischen und der evangelischen Kirche, der Freien Wohlfahrtspflege sowie einige Elterninitiativen.

### Kinder- und Jugendarbeit

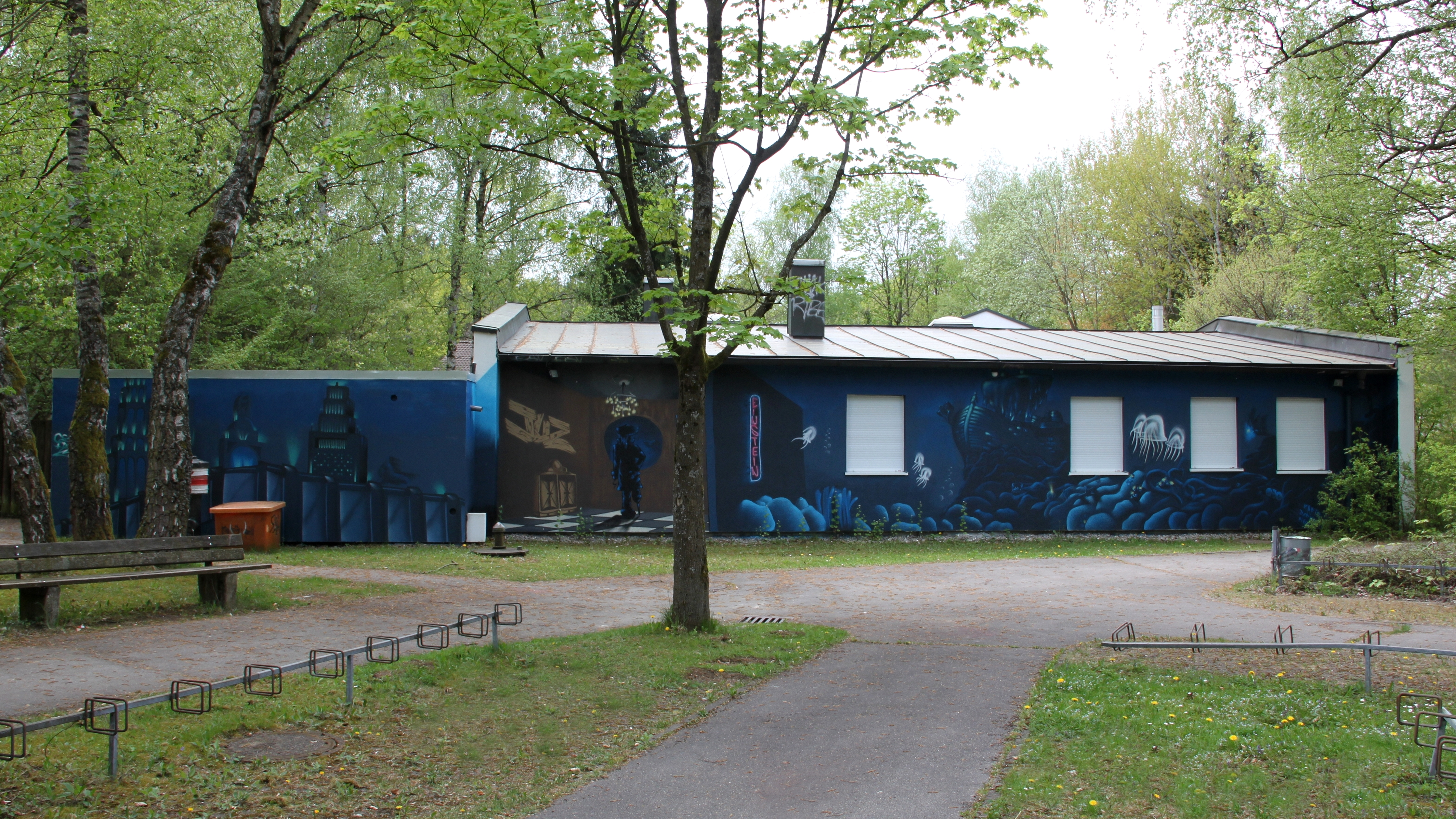
Jugendzentrum „Einstein“

Das Jugendzentrum (JuZ) (früher: Kinder- und Jugendfreizeitstätte) Einstein an der Einsteinstraße existiert seit 1977. Es ist eine Einrichtung der Offenen Kinder- und Jugendarbeit der Gemeinde und wird vom Kreisjugendring München-Land betrieben. Das Jugendzentrum wurde 1984 erheblich erweitert und seither mehrfach modernisiert, zuletzt 2012.
Seit 2008 ergänzt die Mobile Jugendarbeit (MoJa) das Angebot der Offenen Jugendarbeit vor Ort. Die Betreuung von Jugendlichen und jungen Erwachsenen zwischen 14 und 27 Jahren erstreckt sich inzwischen auch auf die Nachbargemeinden Neubiberg, Putzbrunn und Hohenbrunn. 2009 wurden zudem an allen Ottobrunner Grundschulen und am Gymnasium Ottobrunn Stellen in der Jugendsozialarbeit an Schulen (JSA) eingerichtet.
Das 2009 eröffnete Jugendcafé Kleist 30 im gleichnamigen Ortsteilzentrum an der Kleiststraße ist ebenfalls eine Einrichtung der Offenen Jugendarbeit in Zusammenarbeit mit dem Kreisjugendring München-Land. Es dient Jugendlichen zwischen 13 und 18 Jahren im Osten Ottobrunns als Treffpunkt ohne Konsumzwang.
Den Pfadfinderstamm DPSG Ottobrunn hält seine Gruppenstunden im Pfadfinderhaus in der Buchenstraße ab, dessen Bauherr die Gemeinde Ottobrunn war. Derzeit hat der Stamm rund 145 aktive Mitglieder, die sich wöchentlich zu Gruppenstunden und Aktionen treffen. 2013 erhielten das verantwortliche Münchner Architekturbüro Palais Mai und die Gemeinde Ottobrunn für das Pfadfinderhaus gemeinsam den BDA Preis Bayern in der Kategorie „Soziales Engagement“.
Der Stamm Robin Hood (Ottobrunn) im Bund der Pfadfinderinnen und Pfadfinder (BdP) hat rund 110 aktive Mitglieder. Zu Hause ist der Stamm im Pfadfinderheim „Waldhäusl“ im Bahnhofswald an der Bahnhofstraße.
Die Evangelische Jugend Ottobrunn (ejo) veranstaltet neben regelmäßigen Kinder- und Jugendtreffs auch Kinderzeltlager, Sommerfreizeiten und Winterwochenenden.
Die Johanniter Jugend Ottobrunn-Riemerling ist der lokale Ableger der Johanniter-Jugend. Gemeinsam mit dem Ortsverband Ottobrunn-Riemerling der Johanniter-Unfall-Hilfe (JUH) verlegte sie im Mai 2011 ihren Sitz von Ottobrunn nach Riemerling.

### Senioren

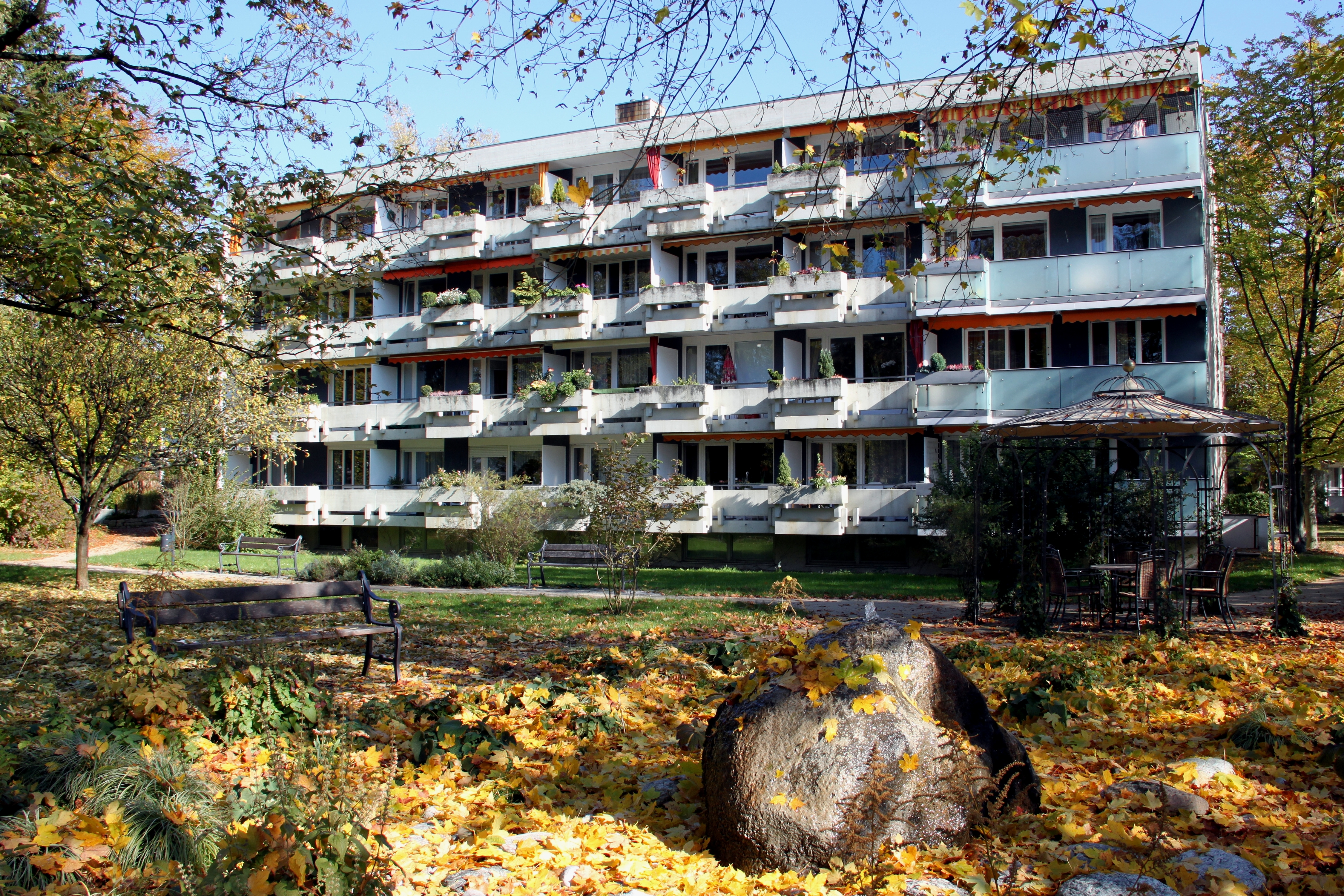
KWA Hanns-Seidel-Haus

In Ottobrunn gibt es neben ambulanten Versorgung drei stationäre Senioreneinrichtungen: in der Ottostraße das KWA Hanns-Seidel-Haus (seit 1970) mit 261 Plätzen, im Quartier „Am Brunneck“ das KWA Stift Brunneck (seit 1980) mit 84 Plätzen und in der Beethovenstraße die Beethoven Senioren-Residenz (seit 1997) mit 50 Plätzen.
Die Gemeinde Ottobrunn nahm 1978 die kommunale Seniorenarbeit auf. Seit 1984 betreibt sie in der ehemaligen Wolf-Ferrari-Villa (Mozartstraße 68) das Haus der Senioren (HdS), einen Senioren-Treffpunkt mit Freizeit-, Informations- und Bildungsangeboten. Möglich wurde dies nach der Verlegung des Rathauses, das seit 1951 in der aufgelassenen Villa seinen Sitz hatte, in die Ortsmitte (1983).
Das Freiwilligen-Zentrum Ottobrunn/Landkreis München Südost der Caritas fördert bürgerschaftliches Engagement im Südosten des Landkreises München. Unter anderem vermittelt die Einrichtung Freiwillige ab 55 Jahren in Einsatzstellen verschiedener Art, beispielsweise in den Gebieten Soziales, Ökologie, Kultur, Kirche, Wirtschaft und Technik. Außerdem bietet sie Menschen aller Altersstufen die Möglichkeit, sich freiwillig in Einrichtungen und Projekten für Senioren zu engagieren.
Im Pflegezentrum St. Michael an der Ottosäule bietet das Diakoniewerk Hohenbrunn seit 1998 werktags Tagespflege 13 Plätze für hilfsbedürftige Menschen an. 2013 und 2014 eröffneten die ersten beiden Demenzwohngemeinschaften im Landkreis München für insgesamt 16 Bewohner. Das Haus ist auch Sitz der Diakoniestation des Evangelischen Diakonievereins Neubiberg-Ottobrunn-Höhenkirchen e. V., die betreuungsbedürftige alte und kranke Menschen ambulant in deren eigener Wohnung pflegt.
Der Hospizkreis Ottobrunn e. V. (Putzbrunner Straße) existiert seit 2002 und hat knapp 350 Mitglieder (Februar 2012). Er ist der mit Abstand größte seiner Art in der Arbeitsgemeinschaft Hospiz im Landkreis München (ARGE). Die über 70 ehrenamtlichen Hospizbegleiter des Vereins sind in neun Gemeinden des südöstlichen Landkreises München unterwegs, wo sie Schwerkranken und Sterbenden beziehungsweise deren Angehörigen kostenlos ambulante Hospiz- und Palliativberatungsdienste leisten.

### Öffentliche Büchereien
Die größte öffentliche Bücherei Ottobrunns ist die Gemeindebibliothek im Wolf-Ferrari-Haus. Sie verfügt über rund 50.000 Medien. Die Ausleihe digitaler Medien über das Internet ist seit dem Oktober 2012 möglich.
Die Bücherei St. Magdalena ist die einzige öffentliche Bücherei Ottobrunns in kirchlicher Trägerschaft.

### Freiwillige Feuerwehr

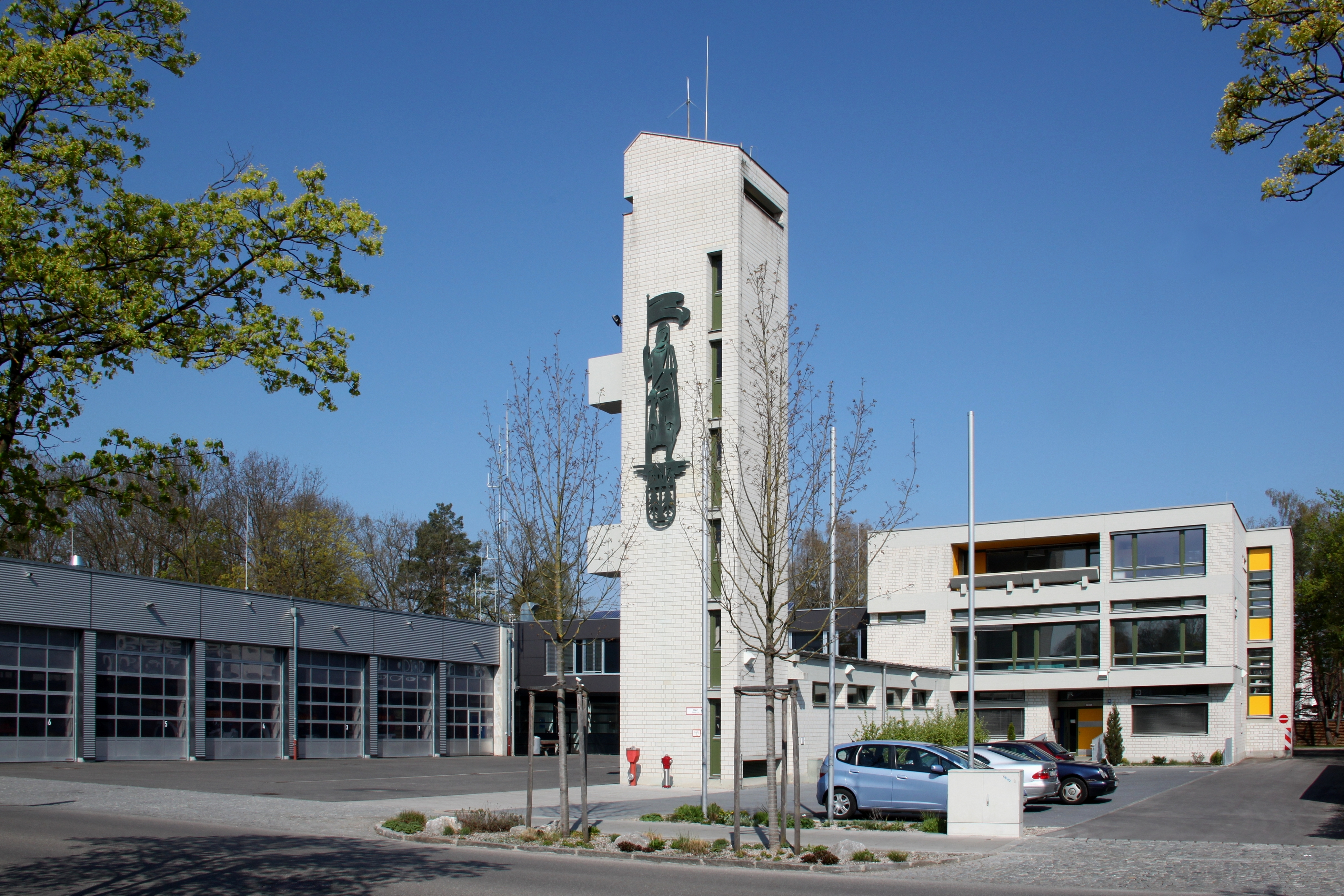
Feuerwache Ottobrunn

Die Freiwillige Feuerwehr Ottobrunn (FFO) hat ihren Standort auf einem 6000 Quadratmeter großen Gelände im Westen der Ottostraße. Ihr gehören 155 Einsatzkräfte sowie 35 Mitglieder der Jugendfeuerwehr an (31. Dezember 2022). Die Zahl der Einsätze liegt bei jährlich 700 bis 900. (794 im Jahr 2022) Etwa die Hälfte entfällt auf First-Responder-Einsätze, während Anfang der 2000er Jahre noch technische Hilfeleistungen im Vordergrund standen. Besondere Herausforderungen stellen die äußerst dichte Bebauung des Gemeindegebiets (siehe Abschnitt „Gemeindegebiet“) und die Konzentration unterschiedlichster Gewerbebetriebe dar. Die Freiwillige Feuerwehr Ottobrunn wird auch zur „Nachbarschaftshilfe“ in andere Gemeinden des Landkreises sowie in Nachbarlandkreise gerufen.

### Wasserversorgung
Das Ortsgebiet von Ottobrunn besteht aus zwei Wasserversorgungsgebieten. Der Teil östlich der Bahnlinie bezog sein Trinkwasser von den Stadtwerken München, der Teil westlich der Bahn von der gemeinschaftlich betriebenen Wasserversorgung Hohenbrunn. Ab dem 1. Juli 2025 bezieht auch der östlich der Bahnlinie liegende Teil sein Wasser von der Wasserversorgung Hohenbrunn.

### Zweckverbände

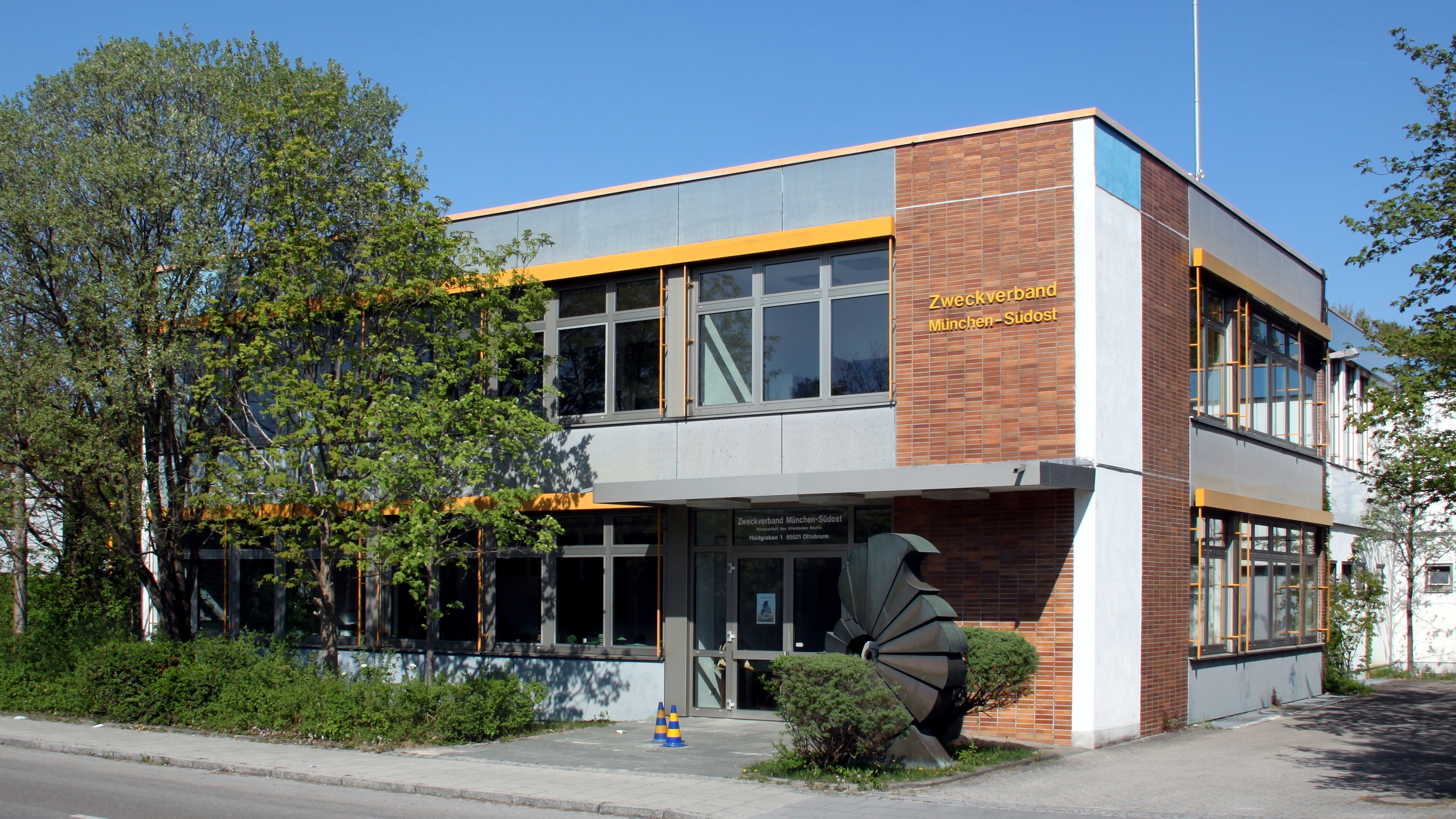
Zweckverband München-Südost (Haidgraben)

Ottobrunn ist Sitzgemeinde und Mitglied von zwei Zweckverbänden:
Der Zweckverband München-Südost (ZVMSO) ist zuständig für die Herstellung und den Betrieb einer zentralen Abwasserbeseitigung sowie für die Abfallwirtschaft der Gemeinden Aying, Brunnthal, Höhenkirchen-Siegertsbrunn, Hohenbrunn, Neubiberg, Ottobrunn (nur Wertstoffhof-Mitbenutzung; Restmüll- und Wertstoffsammlung in Eigenregie), Putzbrunn und Sauerlach (nur Abwasserbeseitigung).
Der Zweckverband Staatliche weiterführende Schulen im Südosten des Landkreises München ist Sachaufwandsträger für die Gymnasien Ottobrunn, Neubiberg und Höhenkirchen-Siegertsbrunn sowie für die Realschule Neubiberg. Mitglieder des Zweckverbands sind der Landkreis München sowie die Gemeinden Aying, Brunnthal, Höhenkirchen-Siegertsbrunn, Hohenbrunn, Neubiberg, Ottobrunn und Putzbrunn.

### Rothenanger-Stiftung
Die in Ottobrunn ansässige Luitpold und Ludwig Rothenanger-Stiftung gewährt bedürftigen Bürgern in Ottobrunn und Hohenbrunn sowie den direkt angrenzenden Gemeinden finanzielle Unterstützung bei Krankheit oder Pflegebedürftigkeit, Betreuung oder Behinderung sowie in finanzieller Not oder anderen besonderen Notlagen, sofern kein Sozialversicherungsträger leistungspflichtig ist. Die 1998 genehmigte rechtsfähige öffentliche Stiftung des bürgerlichen Rechts ist benannt nach zwei Brüdern, dem Wasserwart Luitpold (gestorben 1997) und dem Immobilienhändler Ludwig (gestorben 1993) Rothenanger, die einst in Riemerling beziehungsweise Ottobrunn wohnten. Von 2000, dem Beginn ihrer Fördertätigkeit, bis 2014 hat die Einrichtung über 2700 Bedürftigen mit über 2 Millionen Euro geholfen.

## Persönlichkeiten

### Ehrenbürger
Seit Gründung der Gemeinde wurden acht Personen zu Ehrenbürgern ernannt.

### Söhne und Töchter des Ortes
Der Schauspieler und Schlagersänger Wolfgang Fierek (geboren 9. Dezember 1950) ist in Ottobrunn geboren und aufgewachsen. Bei Messerschmitt-Bölkow-Blohm (MBB) absolvierte er eine Feinmechaniker-Lehre.
Aron Schmidhuber (* 28. Februar 1947), ist in Ottobrunn geboren; er leitete 143 Spiele der 1. Fußball-Bundesliga, war FIFA-Schiedsrichter und Weltschiedsrichter des Jahres 1992.

### Persönlichkeiten, die vor Ort gewirkt haben
Ermanno Wolf-Ferrari (1876–1948) war zeitweise einer der fünf meistgespielten Opernkomponisten der Welt. Er lebte und komponierte von 1926 bis 1931 auf dem Gebiet des heutigen Ottobrunn. Dort vollendete er seine Oper Das Himmelskleid (Uraufführung 1927) und komponierte die Opern Sly (Uraufführung 1927) und La vedova scaltra (Uraufführung 1931). Nach Wolf-Ferrari sind in Ottobrunn das Kultur- und Veranstaltungszentrum sowie ein Weg benannt.

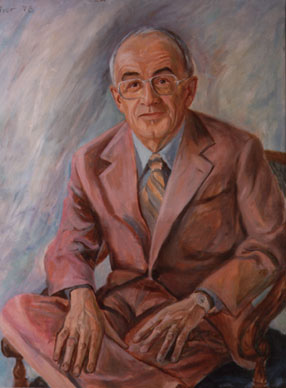
Ludwig Bölkow

Der Ingenieur und Unternehmer Ludwig Bölkow (1912–2003) siedelte 1958 seine Bölkow-Entwicklungen KG mit 223 Mitarbeitern in Ottobrunn an. Unter seiner Führung erwuchs daraus mit Messerschmitt-Bölkow-Blohm (MBB) der größte Luft-, Raumfahrt- und Rüstungskonzern der Bundesrepublik. Bei Bölkows Ausscheiden aus der Geschäftsführung (1977) beschäftigte MBB allein am Standort „Ottobrunn“ rund 6500 Mitarbeiter. Ludwig Bölkow wurde mit zahlreichen wissenschaftlichen, technischen, staatlichen und akademischen Auszeichnungen geehrt.
Kathi (eigentlich: Katharina) Weidner (1912–1999) übernahm am 4. September 1928 als 16-jähriges Mädchen von ihrem Vater den Mesnerdienst in der katholischen Gemeinde Ottobrunns. Sie versah diesen Dienst 67 Jahre lang, zunächst in der sogenannten Waldkirche, ab 1937 bis Ende 1995 in St. Otto. Außerdem erwarb sich Weidner Verdienste als Ministranten„mutter“, Betreuerin der Pfarrbücherei, Botengängerin in der Pfarrei und Mitglied der Kirchenverwaltung. 1978 erhielt sie anlässlich ihres 50-jährigen Dienstjubiläums die Verdienstmedaille des Verdienstordens der Bundesrepublik Deutschland. Weidners Grab befindet sich auf dem Parkfriedhof Ottobrunn. Nach Kathi Weidner ist in Ottobrunn ein Weg benannt.
Der Schriftsteller Horst Bienek (1930–1990) lebte und wirkte seit Mai 1972 in Ottobrunn. Unter anderem entstanden dort die Romane Die erste Polka (1975), Septemberlicht (1977), Zeit ohne Glocken (1979) und Erde und Feuer (1982). Sie wurden im Zyklus Gleiwitz. Eine oberschlesische Chronik in vier Romanen zusammengefasst und gelten als Bieneks Hauptwerk. Bieneks Grab befindet sich auf dem Parkfriedhof Ottobrunn. Nach Bienek ist in Ottobrunn ein Weg benannt.
Der Bankkaufmann Anton Pöttinger (geboren 1937 in München) leitete von 1962 bis 2014 im TSV Ottobrunn die Abteilung Tischtennis. Für diese absolvierte er fast 1200 Mannschaftsspiele, überwiegend in der Bezirks- und Landesliga. Von 1973 bis 1980 war er zweiter, bis 2014 erster Vorsitzender des Sportbeirats, des einheitlichen Vertretungsorgans der Sportvereine gegenüber der Gemeinde. Von 1981 bis 1986 und von 1988 bis 1990 bekleidete er das Amt des TSV-Vorsitzenden, von 1995 bis 2012 das des stellvertretenden Vorsitzenden. Pöttinger zählt im Verein zu den Mitgliedern mit der längsten Zugehörigkeit und ist dessen dienstältester Funktionär. Für sein ehrenamtliches Wirken verlieh die Gemeinde Ottobrunn dem 1991 zum TSV-Ehrenvorsitzenden ernannten Pöttinger die Bürgermedaille (2005). Darüber hinaus erhielt er folgende Auszeichnungen: die Ehrennadel des Bayerischen Kultusministeriums (1991), das Ehrenzeichen des bayerischen Ministerpräsidenten für Verdienste im Ehrenamt (1996), die Verdienstnadel in Gold mit Kranz (1997) und das Ehrenschild in Silber des Bayerischen Tischtennis-Verbandes (BTTV) (2010), den Ehrenteller des Landkreises München (1999), die Verdienstnadel in Gold mit Kranz des Bayerischen Landes-Sportverbandes (BLSV) (2000) und die Verdienstmedaille des Verdienstordens der Bundesrepublik Deutschland (2003).
Die Pfarrsekretärin von St. Otto (1970–2004) Mathilde „Thilde“ Schmitz (geboren 1941 in München) lebt von Geburt an in Ottobrunn. Von 1984 bis 2008 war sie Gemeinderätin, von 1993 bis 2008 die Partnerschaftsreferentin der Gemeinde. Durch ihr Engagement wurden die Gemeindepartnerschaften mit Margreid (Südtirol) und Nauplia (Griechenland) ausgebaut. Mitte der 1990er Jahre brachte Schmitz ein Schüleraustauschprogramm mit Nauplia auf den Weg, dessen Fahrten sie von 1996 bis 2007 persönlich begleitete. Es war das deutschlandweit erste seiner Art mit einer griechischen Gemeinde. Ab 1997 trug Schmitz entscheidend dazu bei, die neue Partnerschaft mit Mandelieu-La Napoule mit Leben zu erfüllen. Seit 1994 organisiert sie einen deutsch-griechischen Stammtisch. Schmitz pflegt auch den Kontakt zu den griechischen Vertretern in Konsulat und Metropolie. Für ihren ehrenamtlichen Einsatz für die Städtepartnerschaft zwischen Ottobrunn und Nauplia erhielt Mathilde Schmitz 2010 die Bezirksmedaille des Regierungsbezirks Oberbayern im Bereich Kultur. 2011 verlieh ihr die Gemeinde Ottobrunn die Bürgermedaille.
In Ottobrunn wohnten die in Regensburg geborenen Schriftsteller Annelies Dietl (* 1926) und Eduard Dietl (* 1927). Sighart Fischer, ab 1974 ordentlicher Professor für Theoretische Physik an der TU München, lebte in Ottobrunn-Riemerling.

## Zitate
„(…) was ist dieser Ort eigentlich? Von der Optik her bietet er nichts anderes als zigtausend andere in diesem Land. Er hat keine Felsen im Hintergrund, die ihn schönen könnten, keinen einladenden See in der Nähe und auch keinen Fluss, der den Ort attraktiv machen könnte. In Ottobrunn schmeichelt nahezu nichts! Eine Stadtplanung zwischen Reißbrett und Wildwuchs – Malerisches, etwas, was zu einer Ästhetik des Ortes beiträgt, findet sich kaum. (…) Wir wollten ein Haus, wir wollten ein Stückchen Garten, und wir wollten vor allen Dingen Ruhe. (…) So lebt es sich hier gut und zufriedenstellend, lässt uns unsere eigene Lebensform geniessen. Und dass sich im Laufe der Jahre in Ottobrunn (…) das Wichtigste hinzugesellt hat, nämlich dass man Freunde hat, die nur einen Steinwurf entfernt sind, diese schöne Selbstverständlichkeit hat uns mehr und mehr an Ottobrunn gebunden.“